# Duomo di Santa Maria della Neve
Il duomo o Insigne Chiesa Madre di Santa Maria della Neve (meglio conosciuta come "madrice") è il più importante luogo di culto cattolico della città di Mazzarino, in provincia di Caltanissetta, nonché chiesa madre e arcipretura, afferente alla diocesi di Piazza Armerina.
Per dimensioni è l'edificio di culto più grande della città; esso sorge nel centro storico, lungo il corso Vittorio Emanuele, in prossimità del palazzo dei Branciforte, Principi di Butera e Conti di Mazzarino, in piazza Monterosso.
Il Duomo, progettato dall'architetto gesuita Angelo Italia, è un tipico esempio di architettura tardo-barocca siciliana fiorita nel Val di Noto nel periodo della ricostruzione seguita al disastroso terremoto del 1693.

## Storia

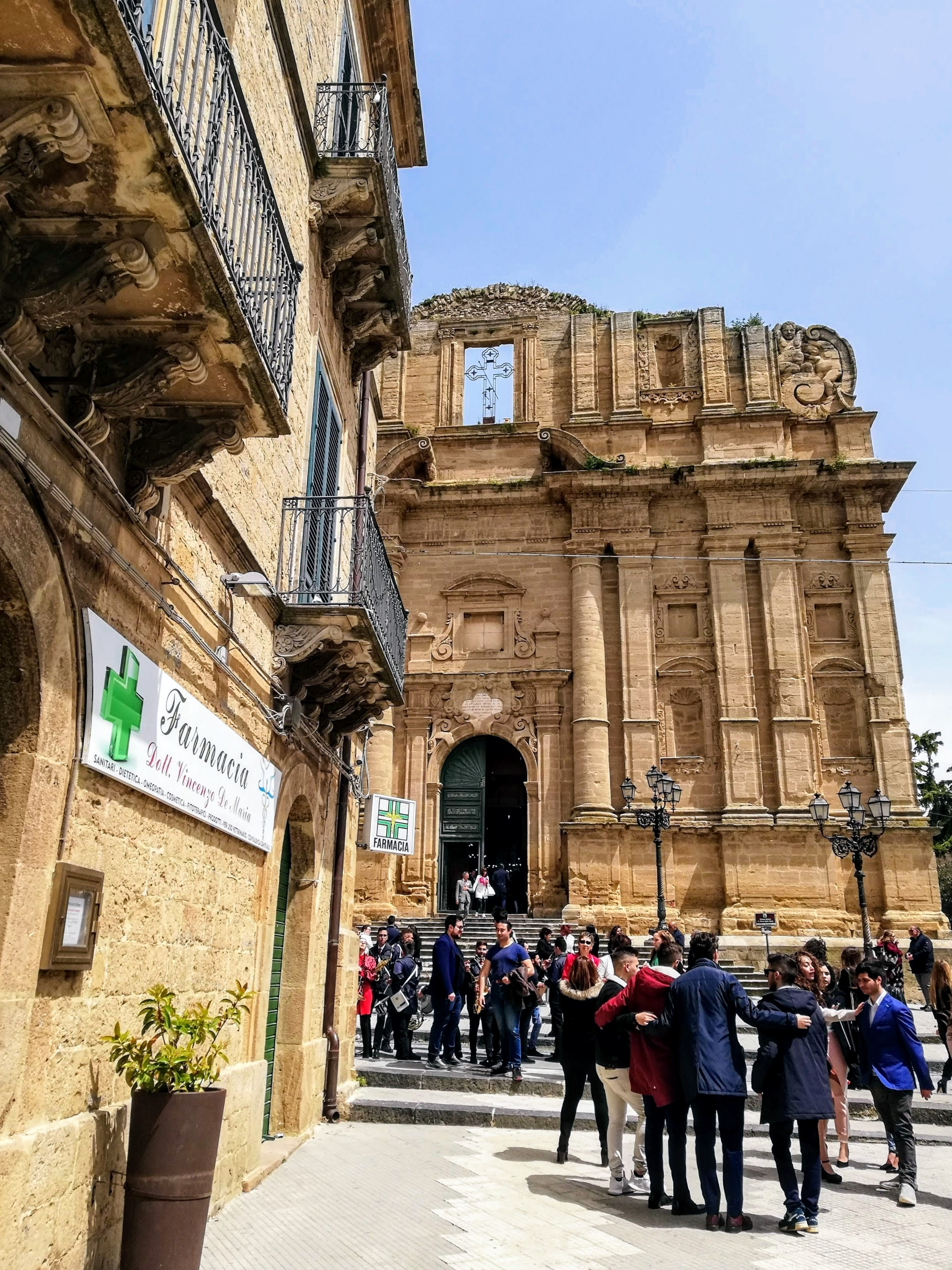
Piazza "madrice"

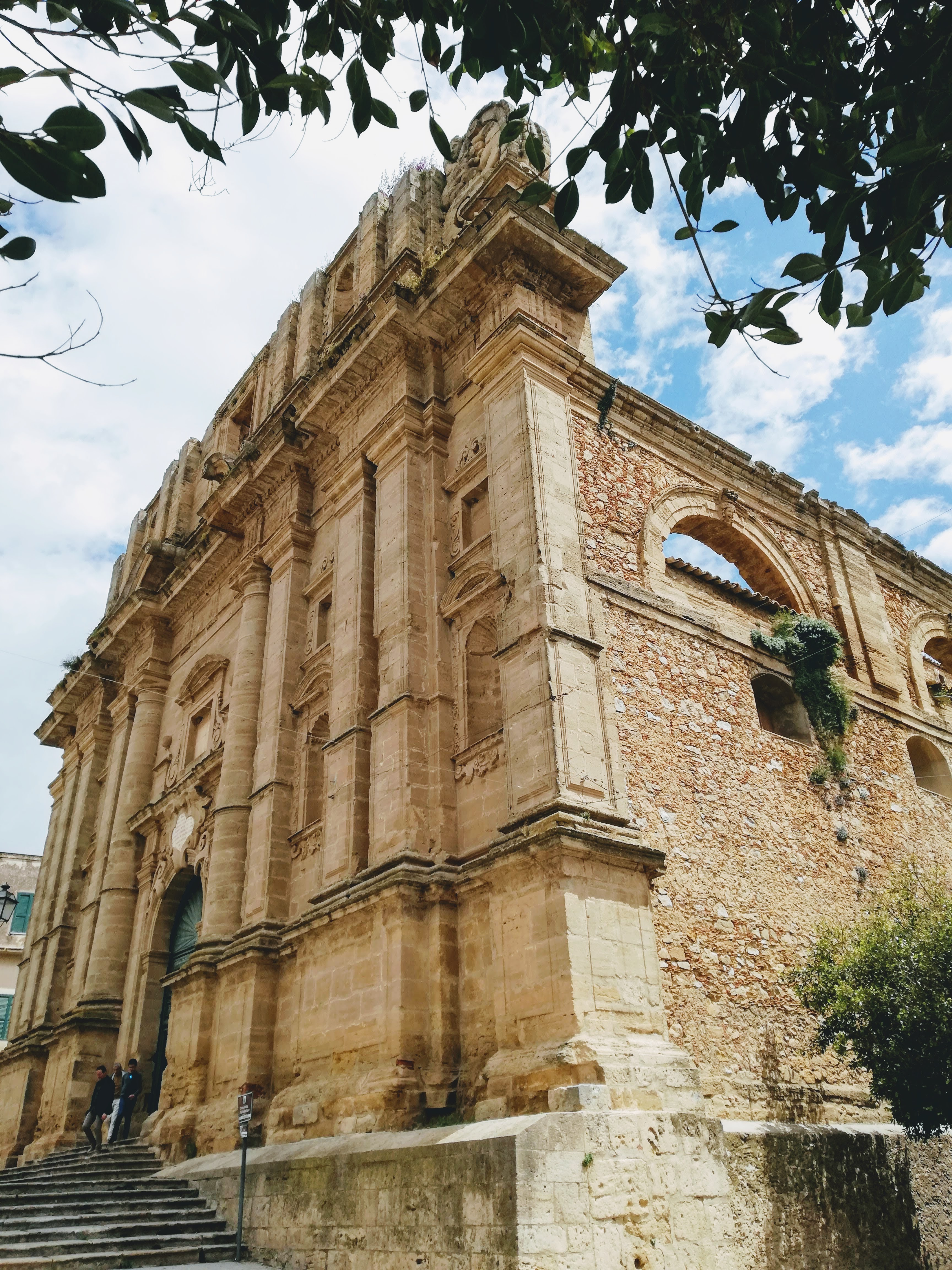
Facciata del duomo di Santa Maria della Neve

### Epoca spagnola
La costruzione della nuova chiesa "madrice" fu voluta dal Principe Carlo Maria Carafa-Branciforte, il quale dispose, nel suo testamento, il lascito della cospicua somma di 1000 scudi "una tantum" per la fabbrica del duomo.
(Archivio di Stato di Palermo, Testamento del Principe Carlo Maria Carafa)

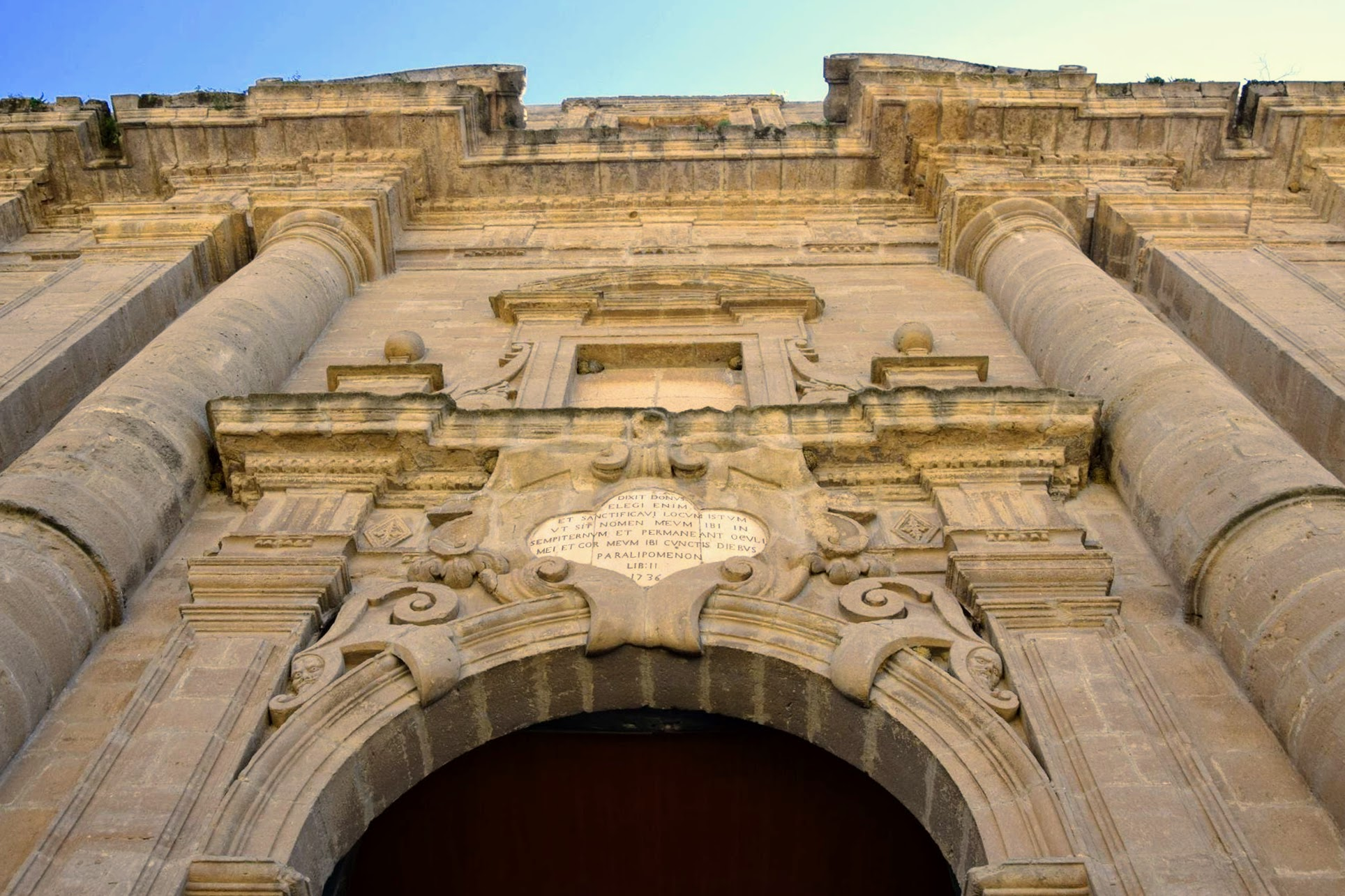
Portale Barocco

Il duomo venne edificato nello stesso luogo in cui sorgeva l'antica chiesa, risalente al XV sec., dedicata alla Madonna della Neve, gravemente danneggiata dal terremoto del Val di Noto del gennaio 1693.

#### Il terremoto dell'11 gennaio 1693

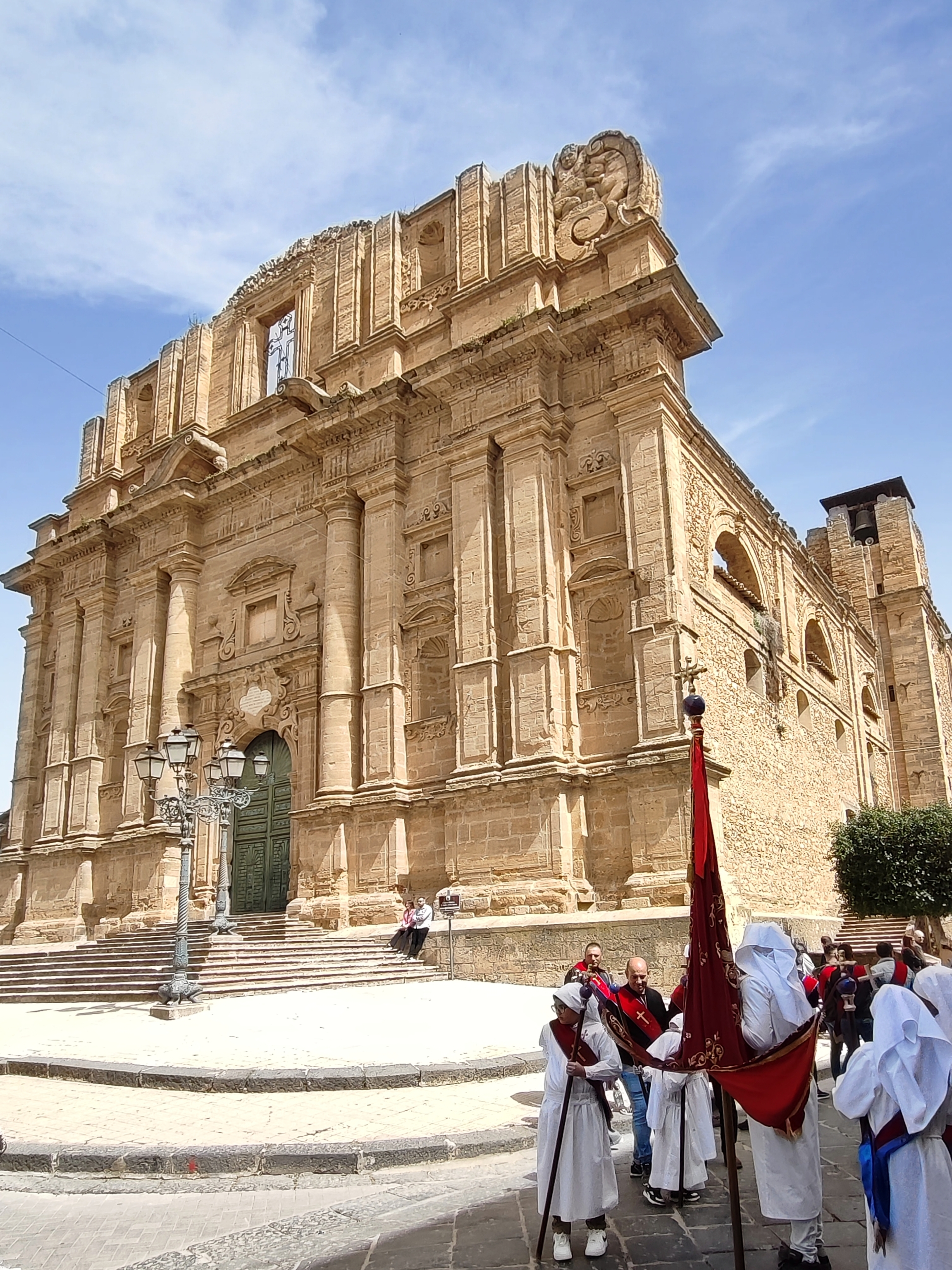

Mazzarino, come altre città del Val di Noto e della diocesi di Siracusa, cui all'epoca giurisdizionalmente apparteneva, registrò in conseguenza del terremoto dell' 11 gennaio 1693 diversi danni agli edifici di culto più vetusti, senza che ciò abbia arrecato, per fortuna, vittime tra i cittadini, così come risulta dai documenti dell'archivio della chiesa "madre".
Proprio a causa del sisma l'antica chiesa madre (oggi non più esistente) ubicata nei pressi della chiesa della Madonna del Mazzaro, e dedicata a Sant'Antonio Abate,  subì gravi danni, che la resero inagibile al culto.
Da qui la volontà del Principe di Butera e Conte di Mazzarino, don Carlo Maria Carafa Branciforte, di voler edificare un nuovo e più sontuoso edificio, secondo il gusto barocco del tempo, per ospitare la nuova chiesa "madre" della città.

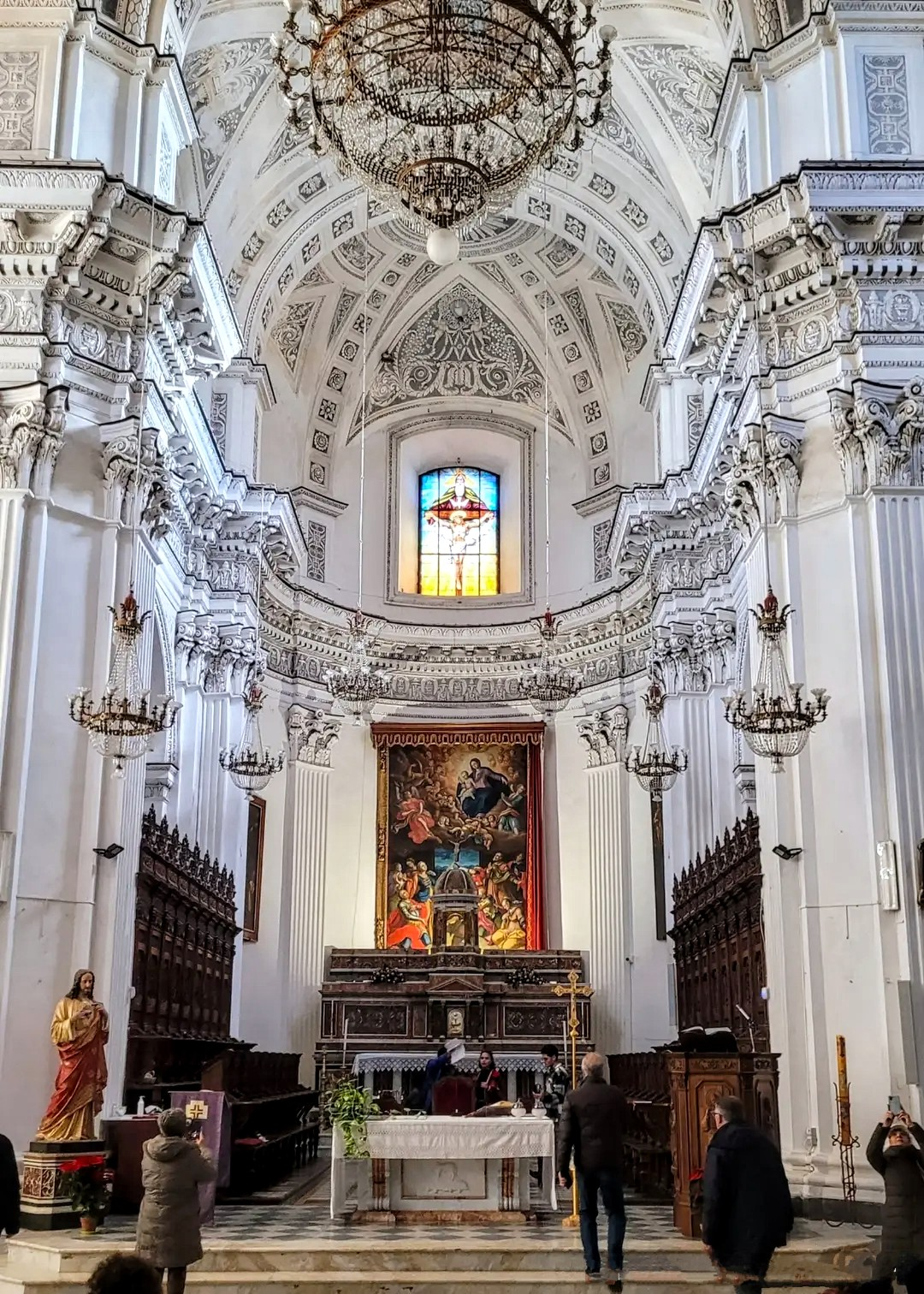
interno

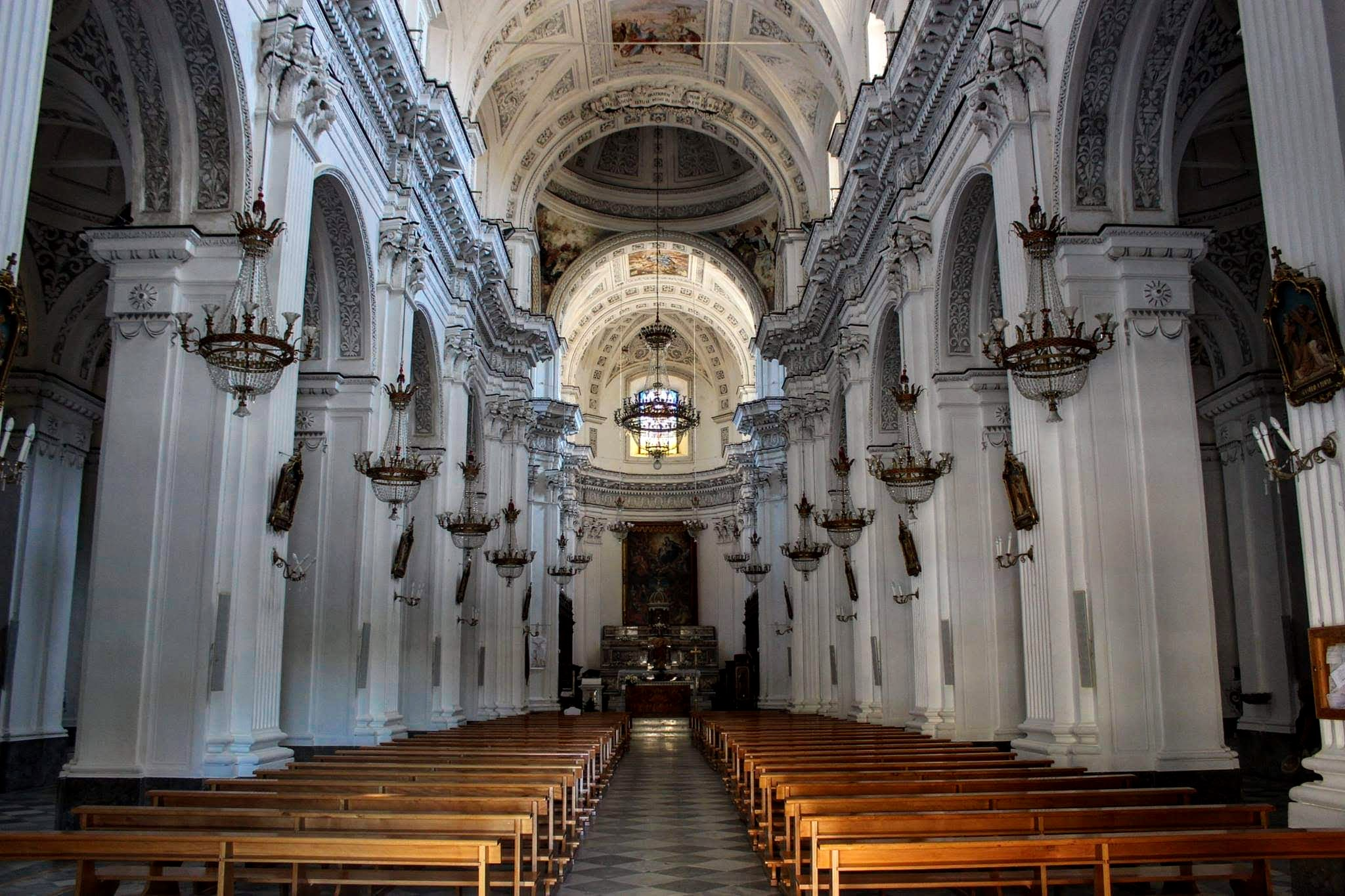
interno

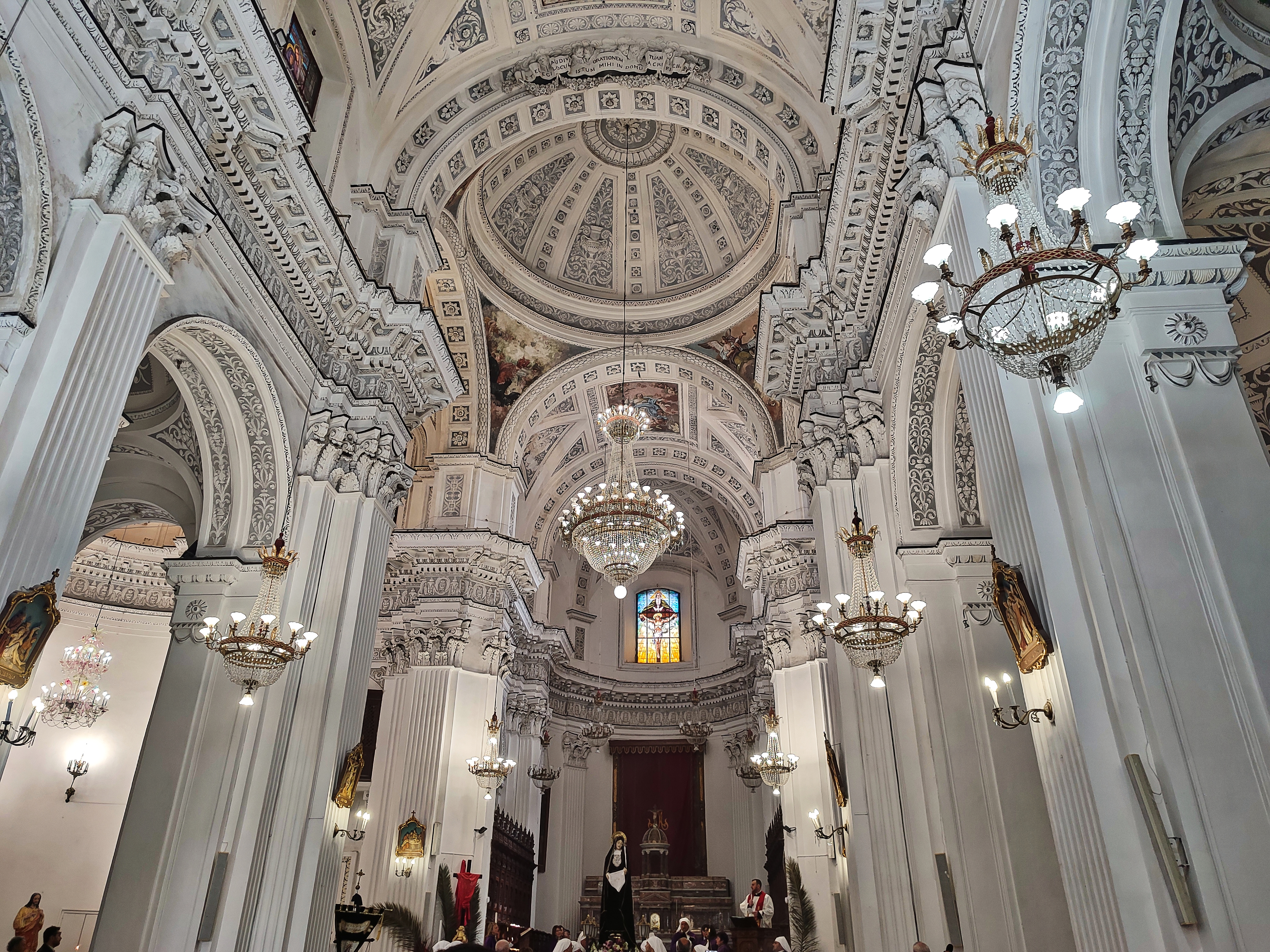

L'unico documento pervenutoci, riportato dallo storico locale Pietro di Giorgio Ingala, che conferma storicamente i fatti accaduti a Mazzarino a causa del terremoto, consta di una Bolla pontificia, preceduta da una supplica del 1739 del Vescovo di Siracusa Matteo Trigona, in cui si chiedeva al Pontefice Clemente XII la concessione di grazie e privilegi in favore dei fedeli che si fossero cooperati alla riedificazione e restaurazione delle chiese Madri delle città e delle terre della diocesi siracusana, rovinate a causa del predetto terremoto. Fra queste chiese madri (quelle di Noto, Ragusa, Scicli, Militello, Palazzolo, Ferla e altri) era compresa, per l'appunto, quella di Mazzarino.
Matteo Trigona Vescovo di Siracusa, commorante in questa, per far la visita dei Sacri Limini,  umilmente rappresenta a Vostra Santità qualmente avendo occorso un orribile Terremoto nel 1693, destrusse buona parte delle Universita, e Chiese della Diocesi, e non avendosi possuto ancora perfezionare le Chiese, in grave danno del culto Divino, e specialmente le Matrice Chiese delle Università di Noto, Lentini, Augusta, Ragusa, Scicli, Mazzarino, Santa Maria di Niscemi, Militello, Avola, Melilli, Licodia, Palazzolo, Buccheri, Sortino e Ferla; perciò per maggiormente i fedeli frequentassero le sudette Matrici ed augumentassero il culto Divino supplica l'Oratore a Vostra Santità, acciò si compiacesse a tutte le Persone dell'uno e dell'altro sesso, che ogni qual volta visitassero una delle riferite Matrici, e si cooperassero in qualsiasi maniera alla erezione, o perfezione di dette Matrici, guadagnassero cento giorni d'Indulgenza con la facoltà di poterli applicare per modo di suffragio all'Anime Sante del Purgatorio. ecce ecc.
Die 8 Augusti 1739»
(Matteo Trigona, Vescovo di Siracusa)
segue la Bolla pontificia:
Romae; Typis Reverendae Camerae Apostolicae 1739»
(D. Cardinalis Passioneus)
segue la circolare manoscritta, del 18 febbraio 1744, del Vescovo Matteo Trigona rivolta ai fedeli di Mazzarino:
Esortiamo a tutti li fedeli della Città di Mazzarino di doversi infervorare pella spedizione della nuova fabrica, (la chiesa maggiore di S. Maria della Neve) ed a lucrarsi delle Indulgenze di sopra espressate, anche per sufragio dell'anime Sante del Purgatorio, riflettendo che Dio, per sua Liberalità, ha concesso a tutti i singoli aver casa, e lui, ch'è Padrone e Creatore del Mondo tutto, ancora in Mazzarino mendica di aver proprio tempio, non per sé, perché non ha tal necessità, ma per concedere grazie a tutti e riceverlo Sacramentato; e noi di dette Indulgenze ne aggiungiamo altri 40 giorni per li benefattori.»
(D. MATTEO V. di Siracusa)
Stando alle notizie storiche pervenuteci, la progettazione del duomo venne affidata all'architetto gesuita Angelo Italia, coadiuvato dall'allievo fra Michele da Ferla. In quel periodo, il frate "architetto" Gesuita, si era trasferito a Mazzarino per dirigere i lavori di costruzione del palazzo del conte Adonnino. 
Dalle fonti pervenuteci risulta che Angelo Italia fu a Mazzarino certamente nel 1685 (dal 28 settembre al 19 dicembre); ancora nel 1686 (dall'11 marzo al 20 aprile) e nell'autunno successivo, oltre che nel 1691 (forse a marzo). E presumibile che sia venuto anche altre volte. I motivi di tali visite sono da vedere nei lavori per Santa Maria della Neve, per modifiche nel Palazzo Branciforti e per il Collegio. 
Alla fine del 1685, risulta che furono ordinati e trasportati via mare da Palermo a Mazzarino 4.000 mattoni di Valenza.
I disegni originari, tuttavia, sono andati dispersi.

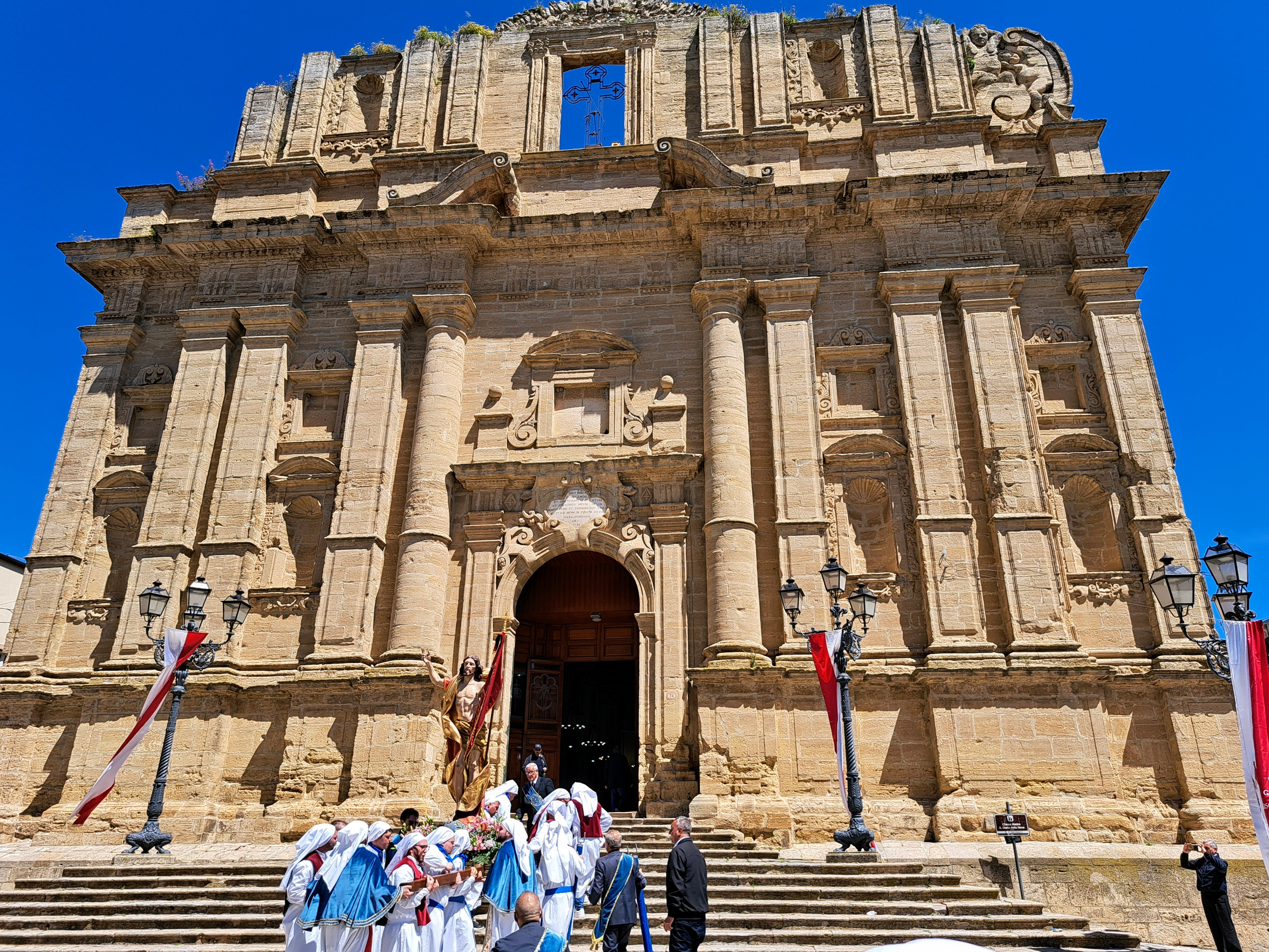
Chiesa madrice

Studi recenti hanno avanzato l’ipotesi, ritenuta plausibile dagli storici, che la costruzione di una nuova e più grande chiesa madre rientrasse già nelle intenzioni del predecessore del Carafa, ovvero il Conte don Giuseppe Branciforte, che avrebbe incaricato del progetto l’architetto e ingegnere lucchese Francesco Buonamici (1596 -1677) trasferitosi in Sicilia tra 1635 e 1657, e comunque entro il 1659, anno del suo definitivo trasferimento a Malta. 
Il Buonamici, stando alle fonti pervenuteci, risulta particolarmente attivo in Sicilia tra la prima e la seconda metà del XVII secolo nella progettazione di diversi edifici religiosi tra Palermo, Trapani, Siracusa e Piazza Armerina.
Fu proprio il Buonamici a introdurre l’architettura barocca, appresa nell'ambiente culturale romano, a Malta e in Sicilia (ancor prima del terremoto del Val di Noto) rendendola popolare con i progetti della Chiesa della Circoncisione di Gesù e della Chiesa Collegiata di San Paolo a La Valletta , e della Chiesa di San Giuseppe e Sant'Ignazio di Loyola a Siracusa.

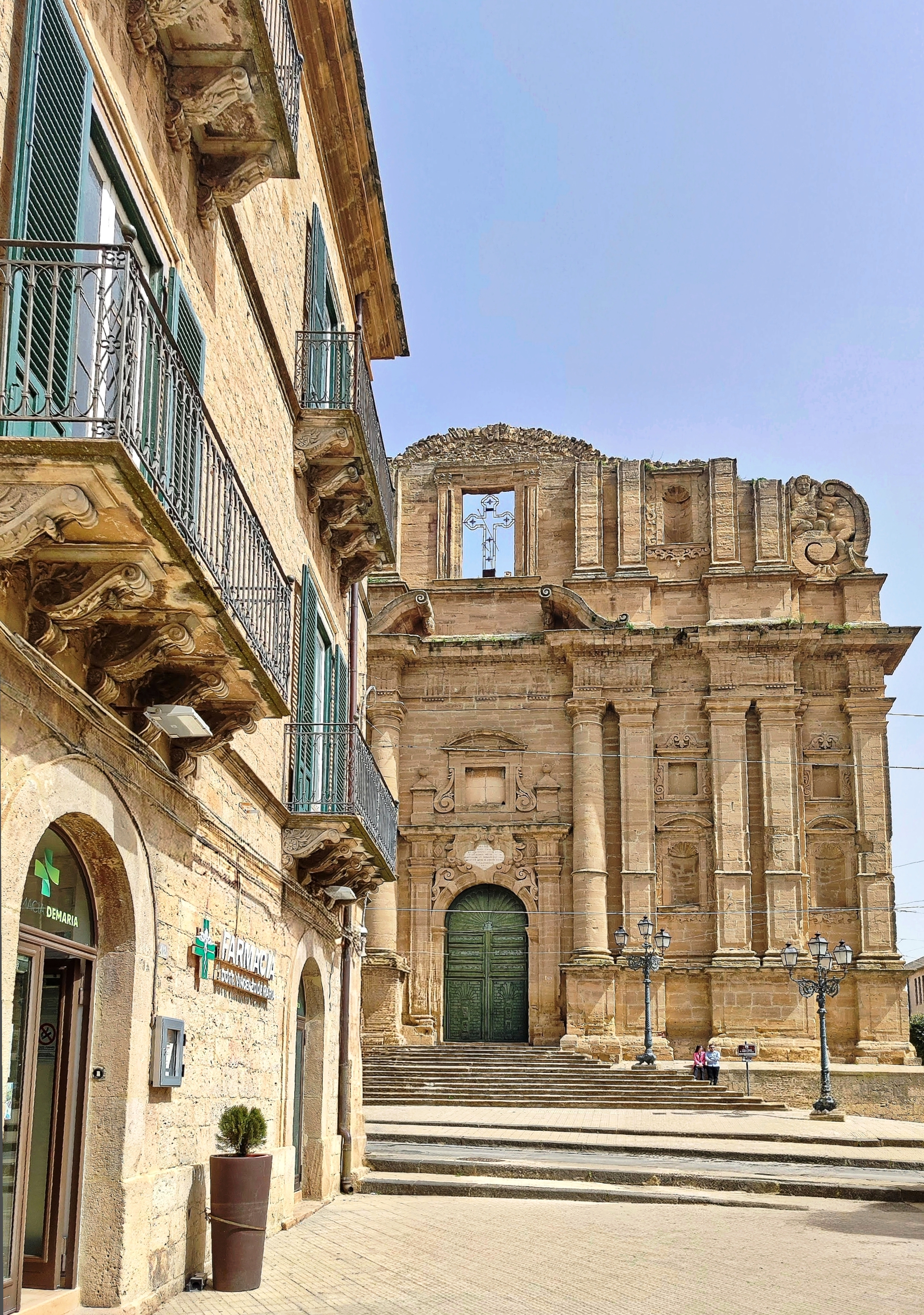
Prospetto del duomo

Proprio la vicinanza alla città di Piazza Armerina, ove a metà del '600 l'architetto Francesco Buonamici risulta impegnato nella direzione del cantiere di costruzione della Cattedrale, suggerirebbe la paternità di quest'ultimo del disegno originario del Duomo di Santa Maria della Neve in Mazzarino. 
L’attribuzione all'architetto lucchese del progetto iniziale verrebbe ulteriormente avvalorata dalla forte analogia e somiglianza degli elementi decorativi e architettonici utilizzati nella decorazione della facciata, in particolare nel portale, nelle lesene e nei cornicioni, del tutto simili a quelli realizzati dallo stesso Buonamici in alcune chiese tra Siracusa e Malta. 
L'architetto Angelo Italia, pertanto, diversamente da quanto riportato dalla storiografia locale, alquanto scarna e incerta, sarebbe intervenuto successivamente, in fase di realizzazione, sul finire del XVII sec. su impulso della committenza del principe Carlo Maria Carafa.

### Epoca borbonica

#### I lavori di edificazione della nuova "Madrice"

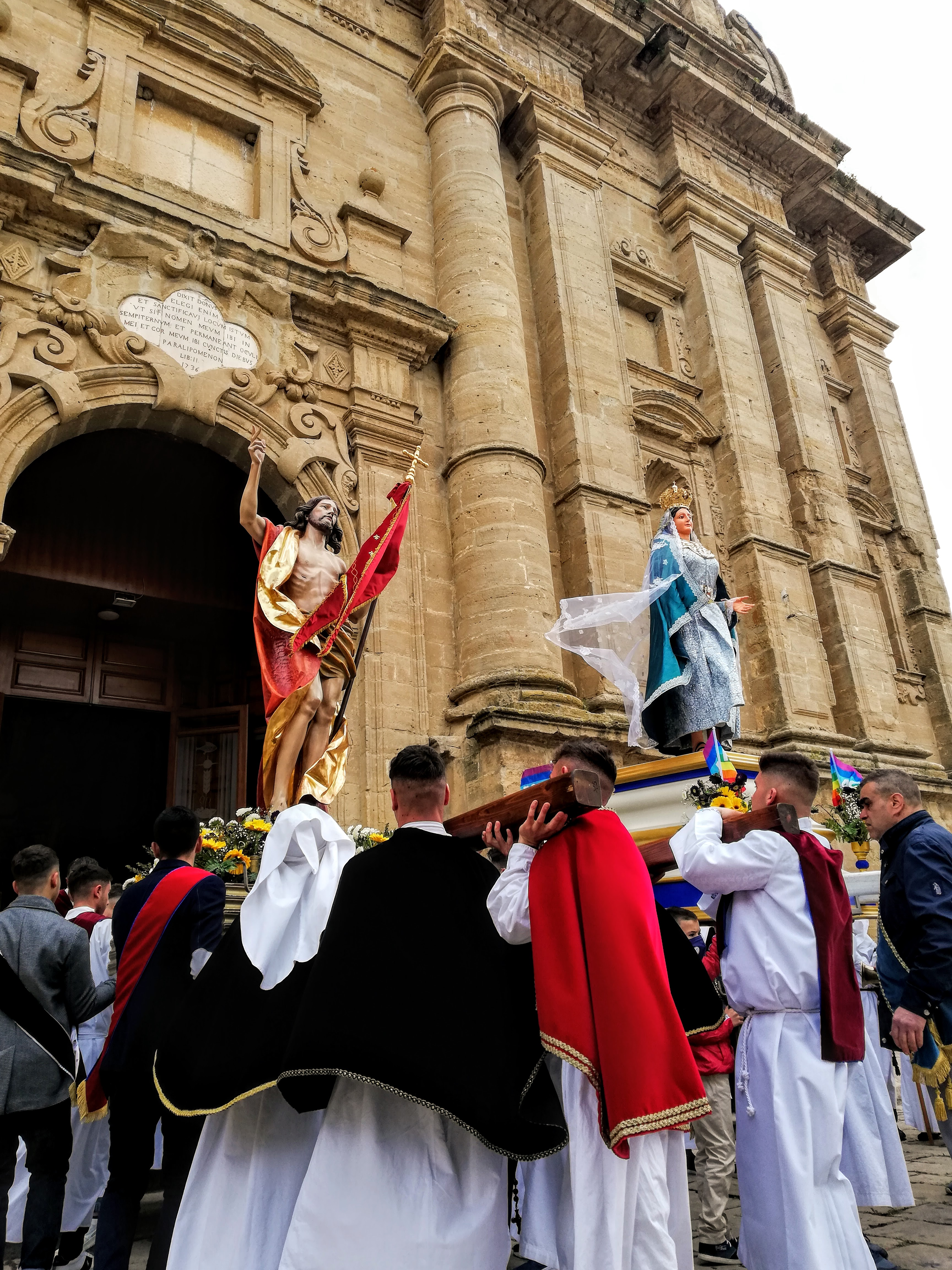
Uscita dei simulacri la domenica di Pasqua

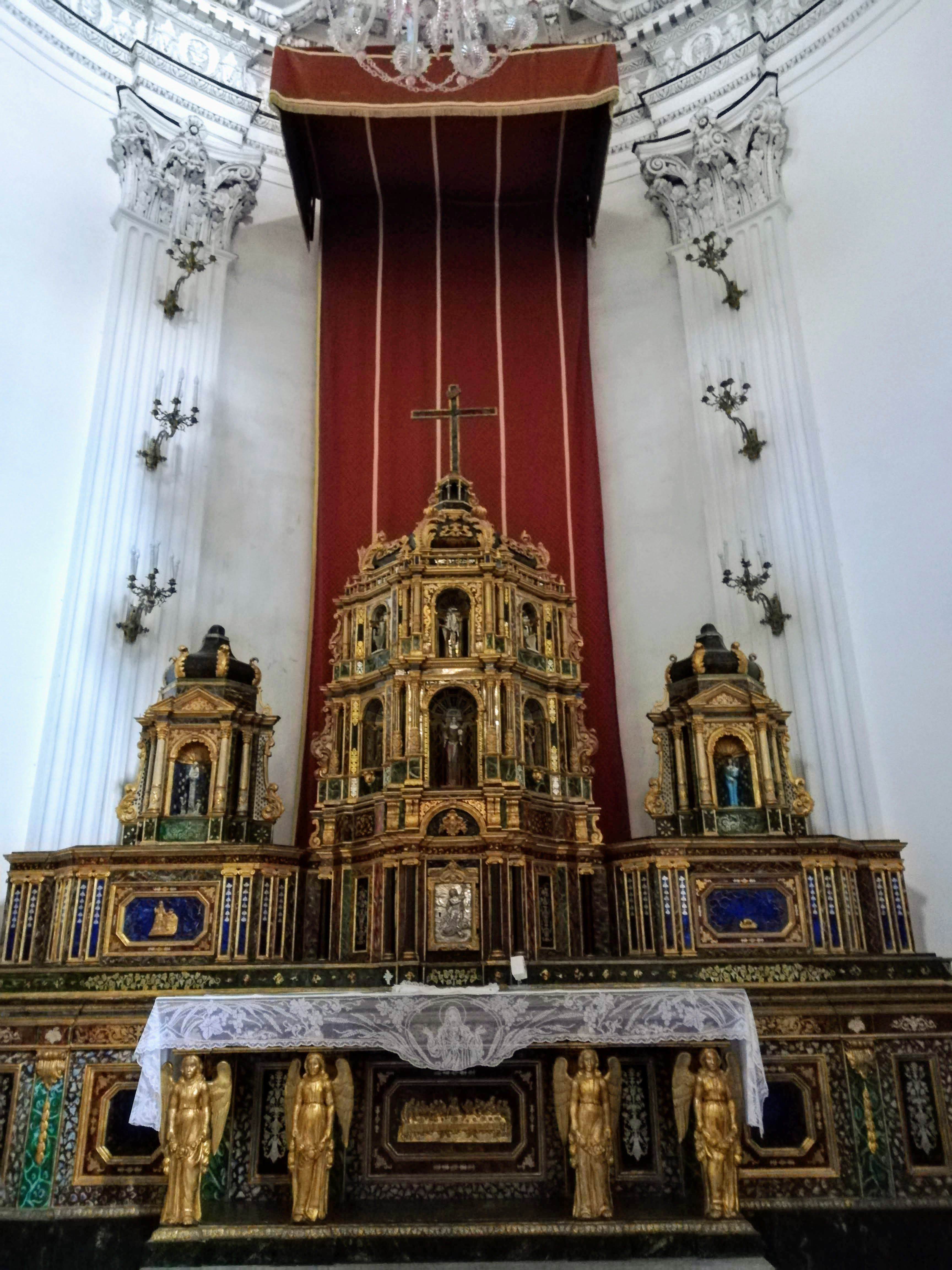
altare Santissimo Sacramento

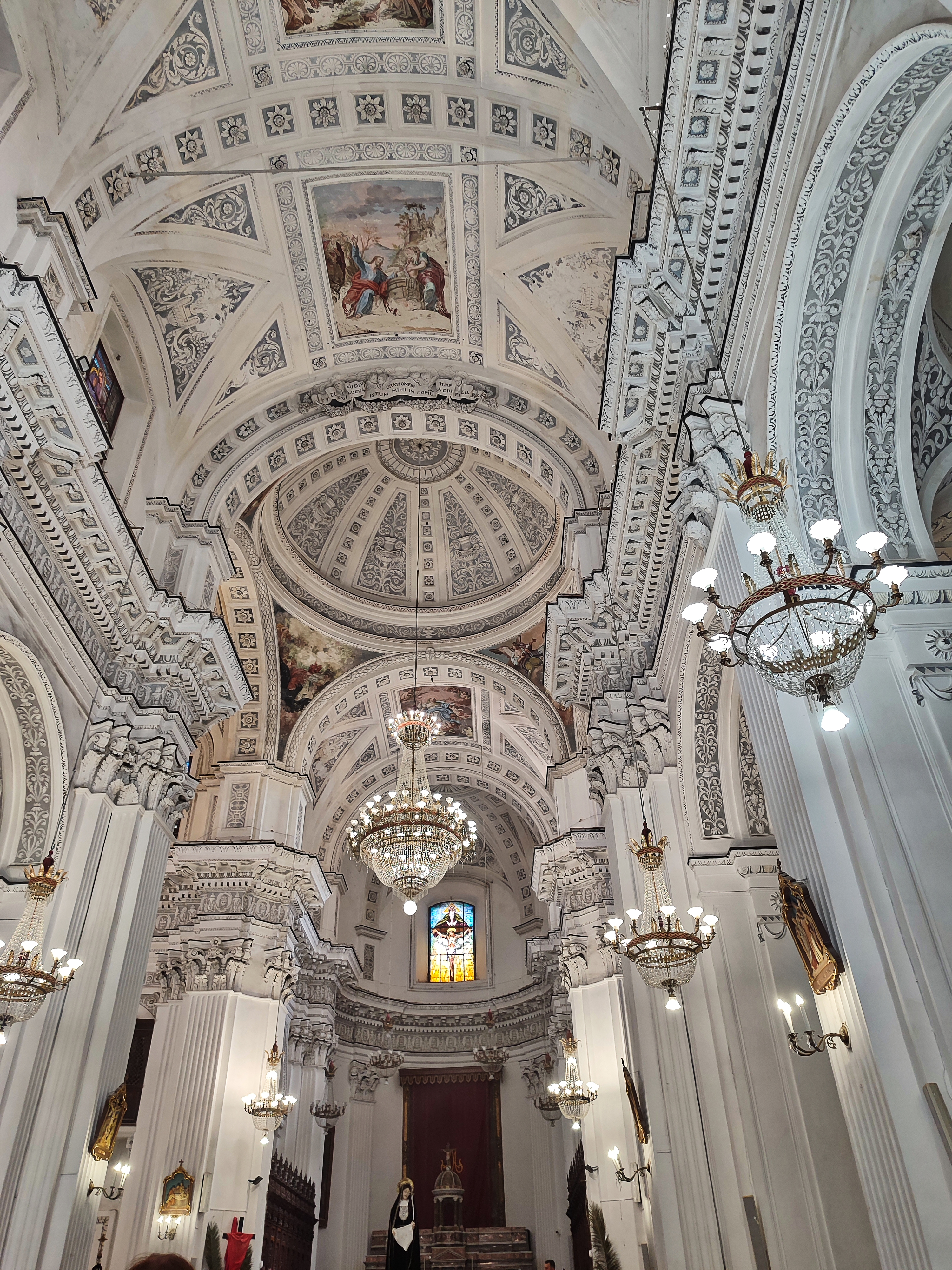
Interno - cupola chiesa matrice

Le vicende legate alla edificazione ebbero, tuttavia, uno sviluppo non sempre lineare, tanto che i lavori si protrassero in modo discontinuo per tutto il '700. 
L’attività costruttiva, avviata nel 1694, all'indomani del terremoto, venne interrotta già nel 1736, per essere ripresa nel 1777, e, infine, portata a termine solamente nel 1844, così come riportato dallo storico Pietro di Giorgio Ingala.

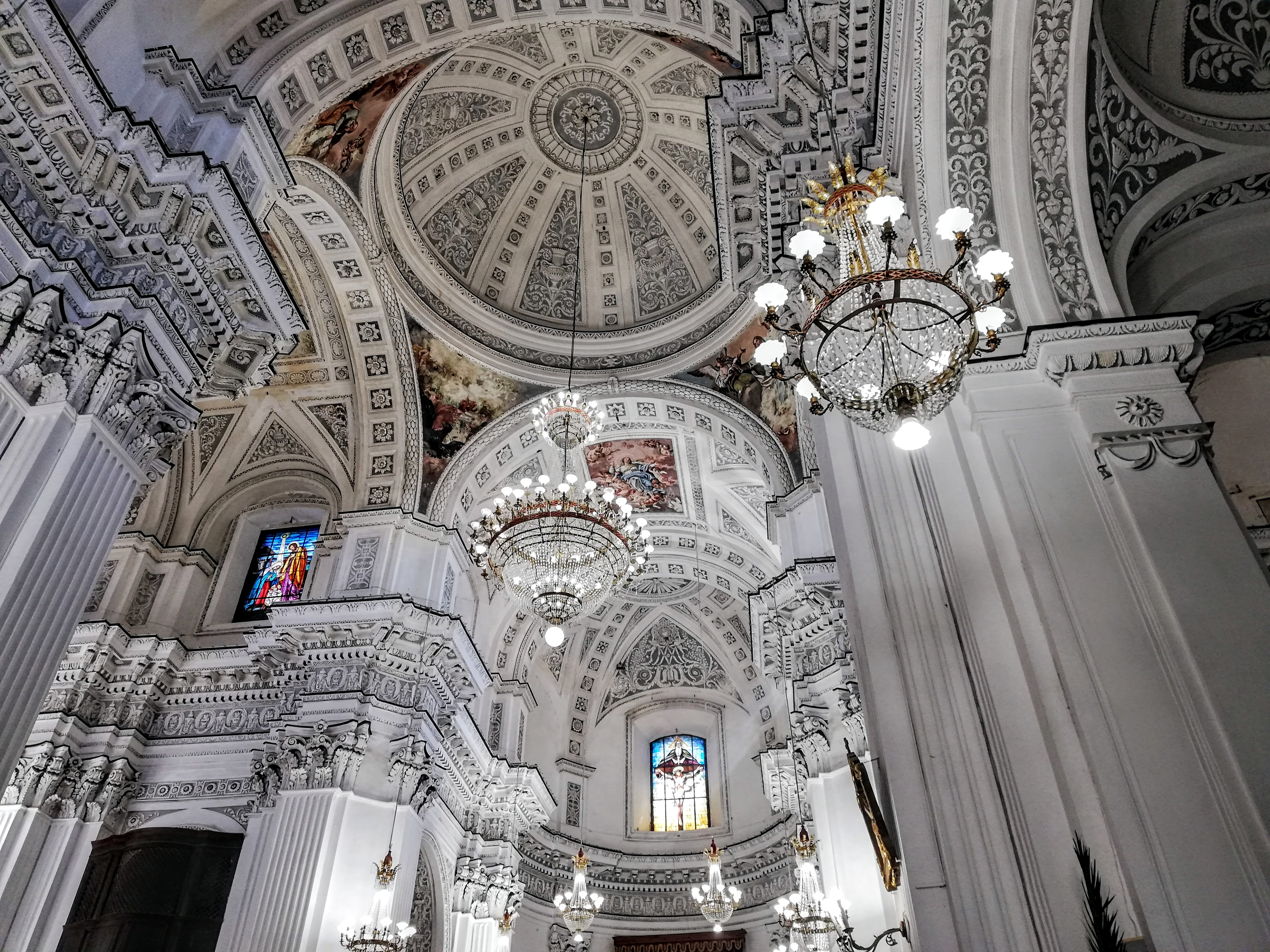
Interno

Il progetto originario, secondo lo storico, prevedeva una struttura con un'unica navata con volta "a botte" e grandi altari laterali.
Al centro della croce sarebbe dovuta erigersi una grande cupola, ai due lati due torri a campanile, e uno sfarzoso fastigio alla sommità del prospetto con due orologi.
(Pietro di Giorgio Ingala, Ricerche e considerazioni storiche sull'antichissima città di Mazzarino, 1900.)

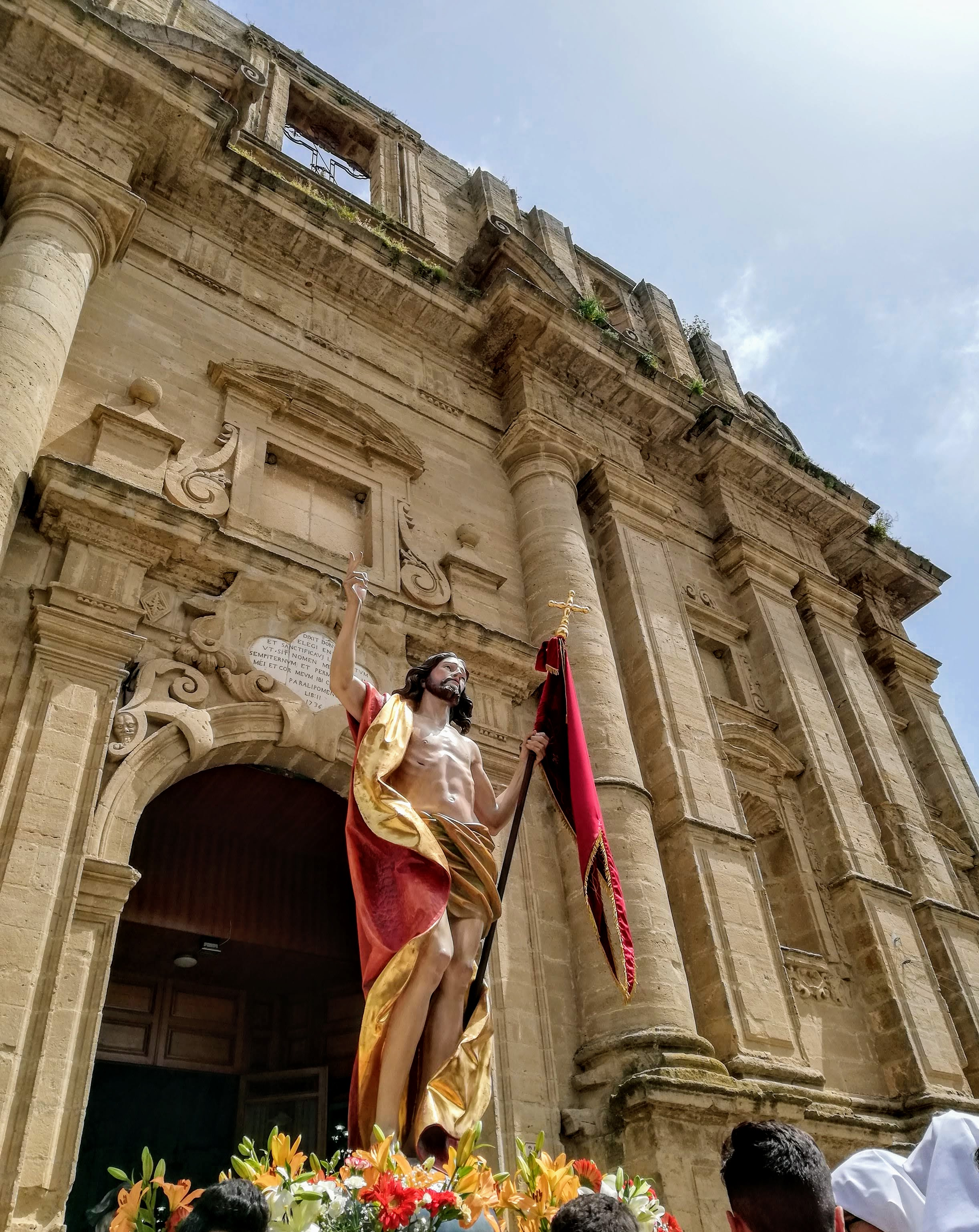

Le difficoltà tecniche, e in parte finanziarie, dovute alla morte prematura del principe Carlo Maria Carafa, avvenuta nel 1695 (appena un anno dopo dall'inizio dei lavori), spinsero ad una rimodulazione del progetto iniziale e, dopo un lungo periodo di fermo, grazie all'impegno finanziario del sac. Andrea Bartolotta, e il contributo delle elemosine del popolo, la costruzione venne portata a compimento, con la modifica l'impianto iniziale da una a tre navate e ribassamento della volta, ad opera dell'architetto Giuseppe Ferrara.

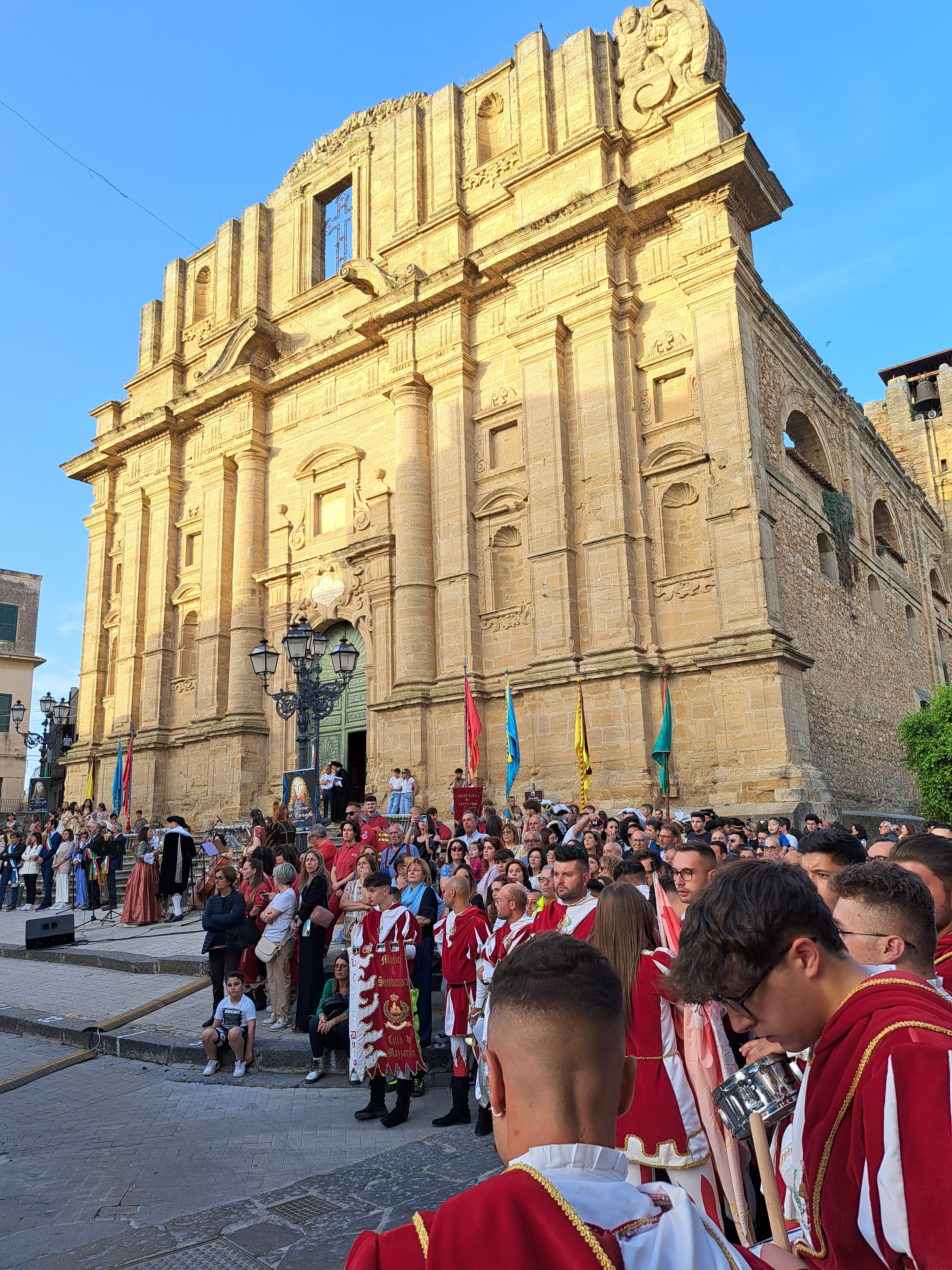

A testimonianza progetto iniziale rimane la grande finestra che avrebbe dovuto illuminare la navata, che adesso si apre al di sopra della copertura, e le finestre laterali a lunetta.
Nel 1744 i muri perimetrali a nord e ad est, in corrispondenza dell'abside e dei transetti subirono un crollo. Ad indagare sulle cause venne incaricato, dal parroco don Giuseppe Timpanello, l'architetto netino Rosario Gagliardi, molto attivo nel Val di Noto a quel tempo, il quale dopo una attenta disamina delle cause che avevano provocato il cedimento, ovvero la presenza di una falda acquifera sotterranea, indicò le necessarie soluzioni tecniche atte a consentire una celere ripresa dei lavori di costruzione del Duomo.
Nel 1777 su impulso del parroco Don Giuseppe Di Giovanni, riprendono i cantieri dell'erigenda chiesa madrice.
L'architetto che si occupò di dirigere l'ultimazione dei lavori fu Giuseppe Ferrara, che ebbe un ruolo importante nella progettazione di diversi monumenti nel Val di Noto, coadiuvato dal capomastro mazzarinese Matteo Buccola.
Gli ultimi lavori in muratura furono eseguiti nel 1844 per volontà del sac. Salvatore Faraci, e riguardarono il pavimento in marmo e gli stucchi delle volte.

## Descrizione

### La facciata

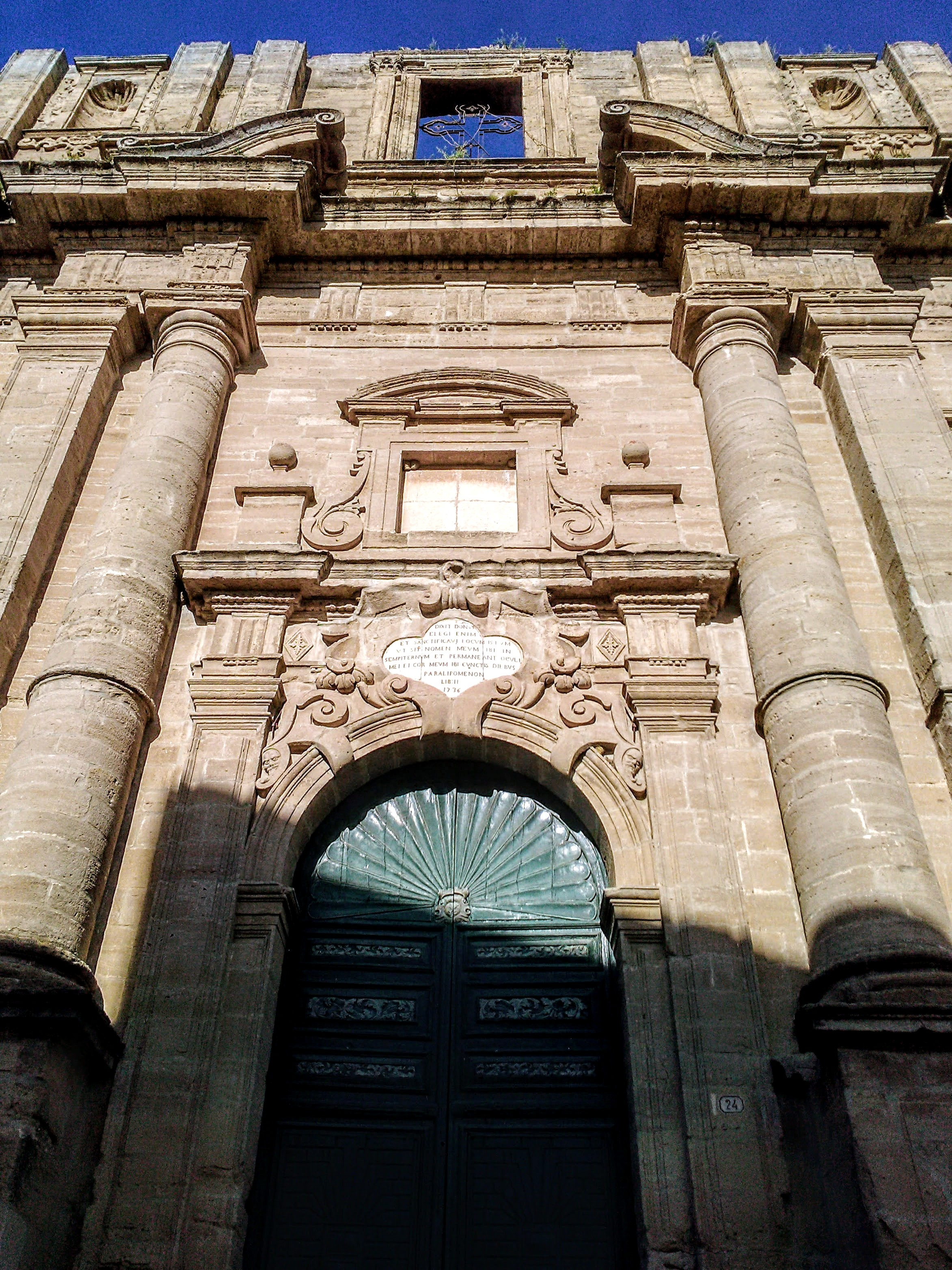
Madrice - Prospetto principale

La facciata, in blocchi di pietra arenaria locale intagliata, è rimasta, in parte, incompiuta, a causa delle difficoltà costruttive e finanziarie.
La facciata, in stile tardo-barocco siciliano,  presenta nicchie e riquadri alternate da paraste binate e, in prossimità del portale, da due semicolonne, di coronate da capitelli d'ordine tuscanico a sostegno dell'ampia trabeazione di ordine dorico che divide il primo dal secondo ordine.
La parte centrale del primo ordine è caratterizzata dal complesso binato di paraste e semicolonne e dal coronamento di volute acroteriali simmetriche, che accennano un timpano mistilineo.

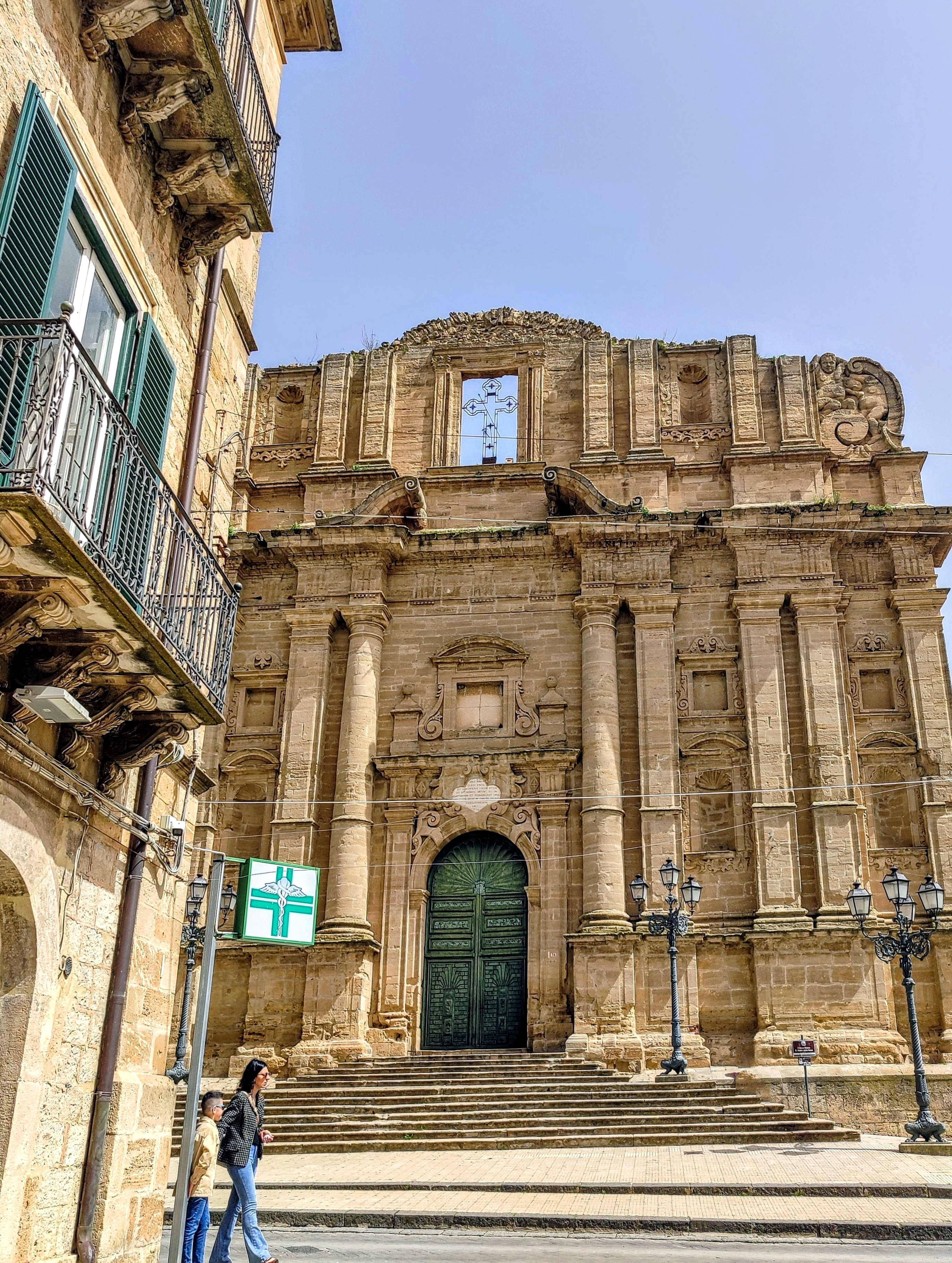

Ornano la facciata sei nicchie, incorniciate da motivi barocchi e sormontate da timpani semi circolari a sesto ribassato, di cui quattro nel primo ordine e due nel secondo ordine, al di sopra della trabeazione e del cornicione, che avrebbero dovuto ospitare statue di santi o busti. Parimenti nel primo ordine sono presenti cinque riquadri incorniciati su cui si ergono antefisse a palmizi inversi, per inscrizioni o bassorilievi non più eseguiti.
Nella parte sommitale sul lato destro è presente un grande bassorilievo rappresentante la creazione di Adamo ed Eva, sul lato sinistro, invece, non fu realizzato il corrispondente che, stando alle fonti, avrebbe dovuto raffigurare Caino e Abele.
Il duomo presenta una pianta longitudinale a croce latina rivolta a ponente. Ha tre ingressi, il maggiore in corrispondenza del prospetto principale, su un livello rialzato rispetto al piano stradale, che si apre sull'ampia scalinata di piazza Angelo Monterosso, con portale barocco ad arco a tutto sesto sormontato da un fastigio arzigogolato, con giri di fasce, che incornicia un medaglione, e figure laterali fitomorfe e antropomorfe a finimento. Sopra la cornice si erge un riquadro, affiancato da pissidi acroteriali su plinti e con una cornice con cartelle agli angoli superiori e volute ai lati e sormontata da un timpano a sesto ribassato.
Gli altri due ingressi, su altrettanti scalinate sono rivolti a nord e a sud, direttamente sul corso Vittorio Emanuele
Il parroco Don Giuseppe Timpanello fece installare a sue spese la grande campana e il mezzobusto in marmo di don. Andrea Bartolotta, cui si deve il completamento del duomo.

esterno
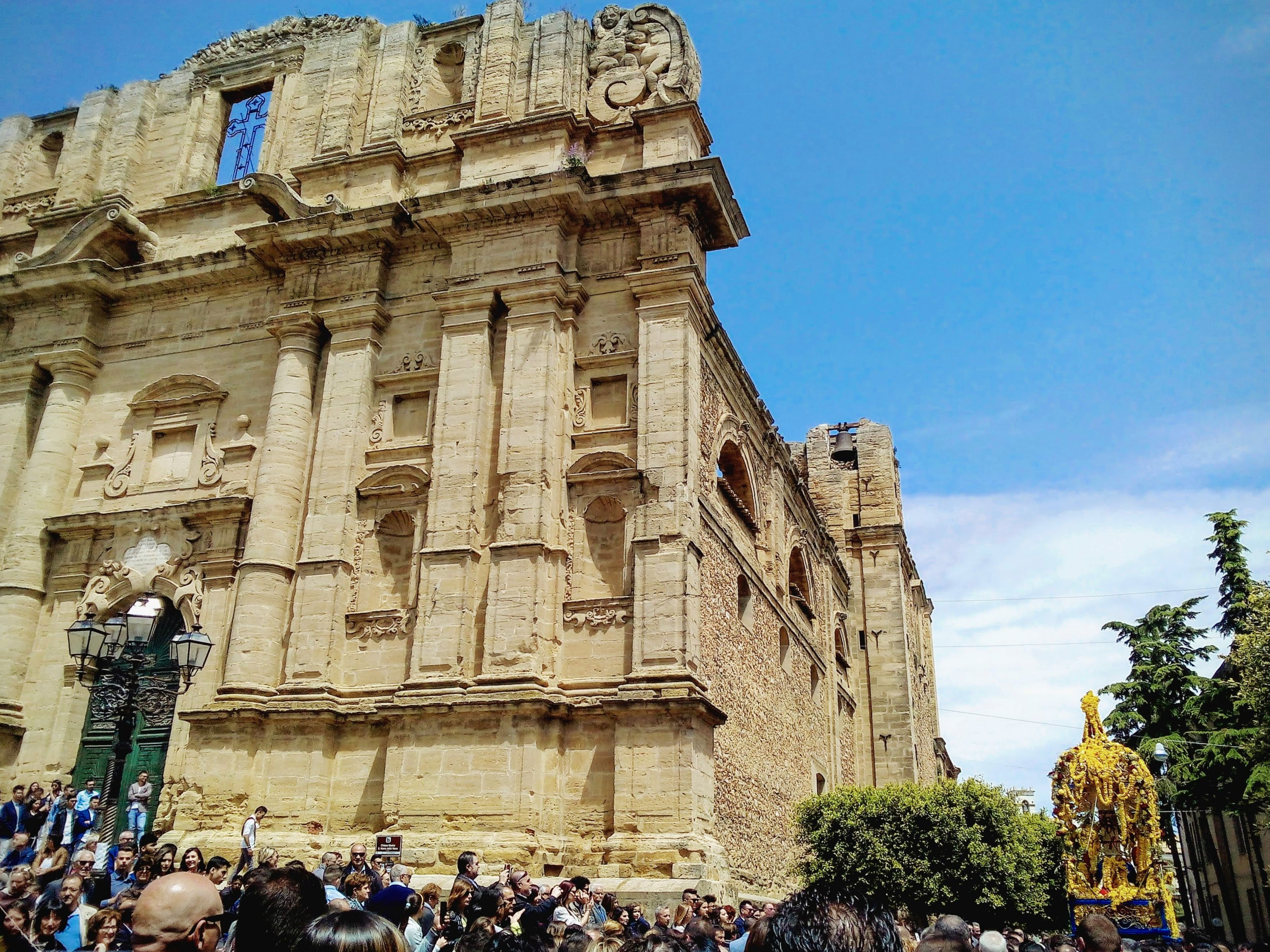
Prospetto
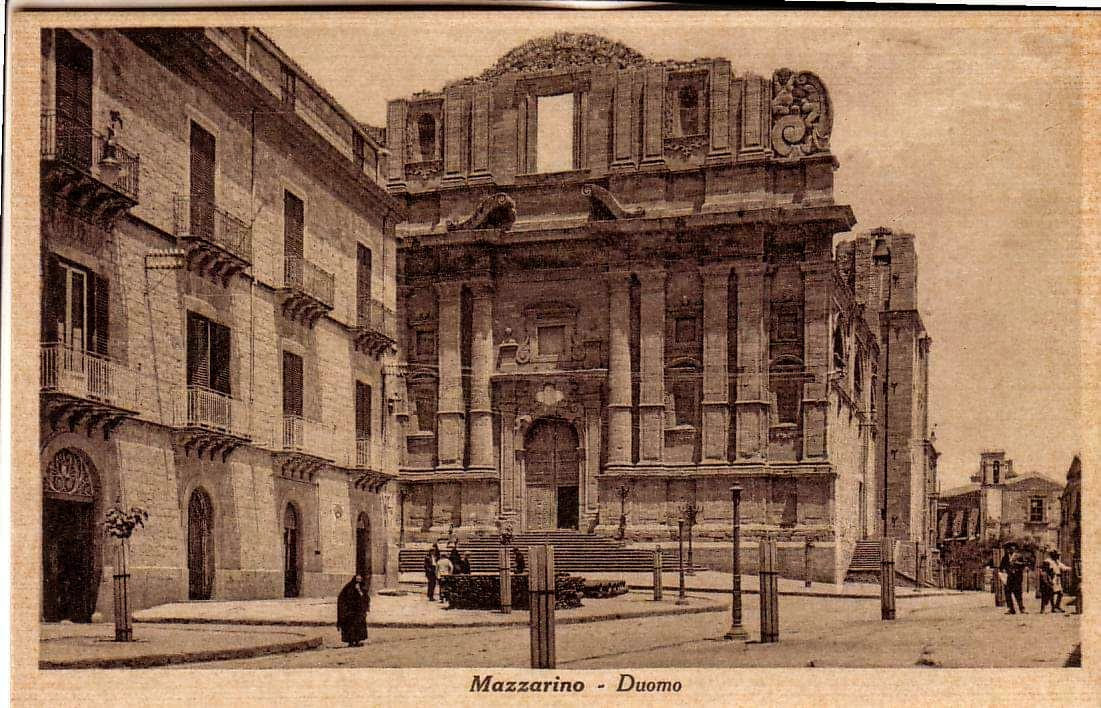
Foto d'epoca, anni 40
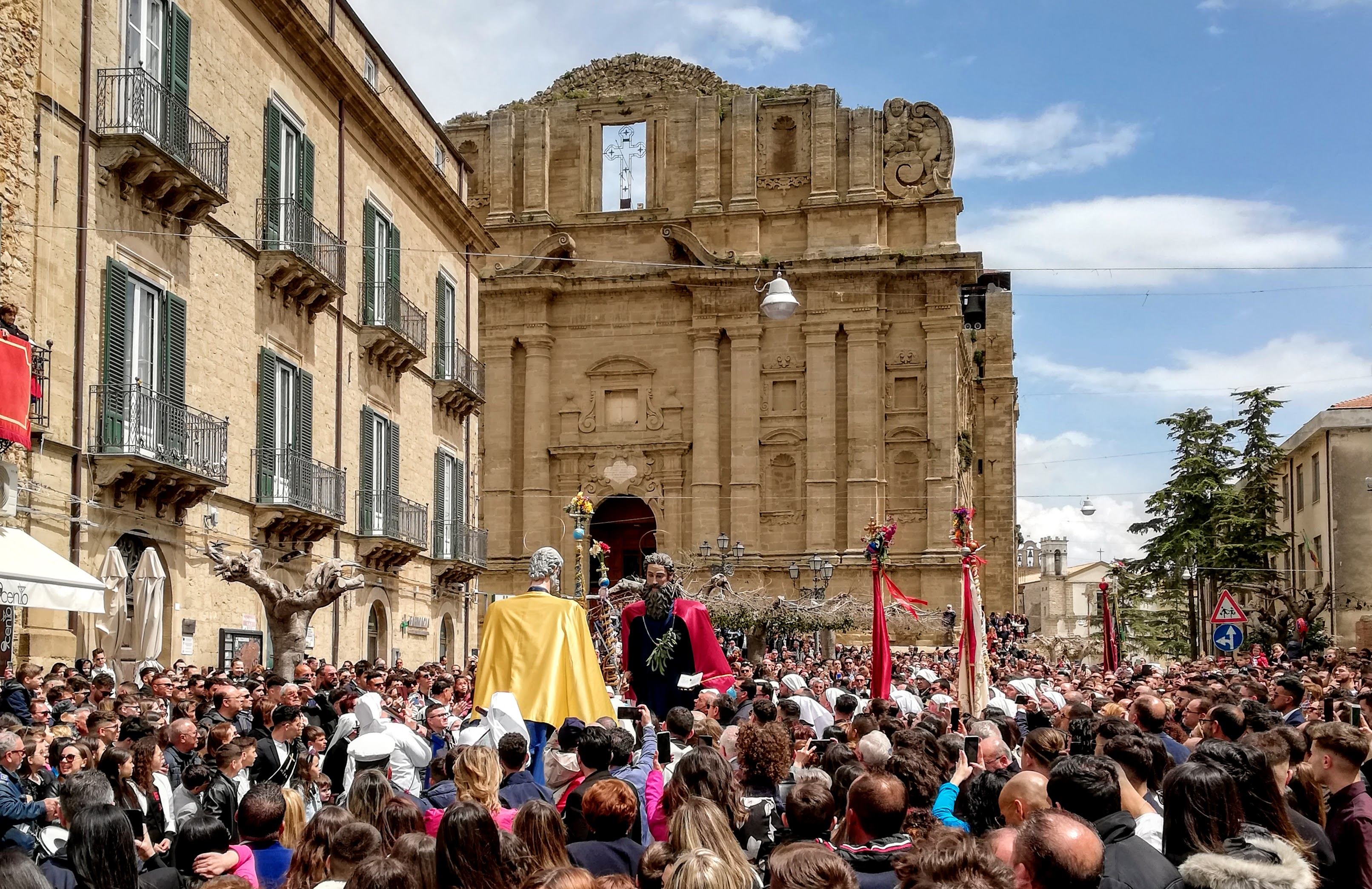
Piazza Madrice - Domenica di Pasqua
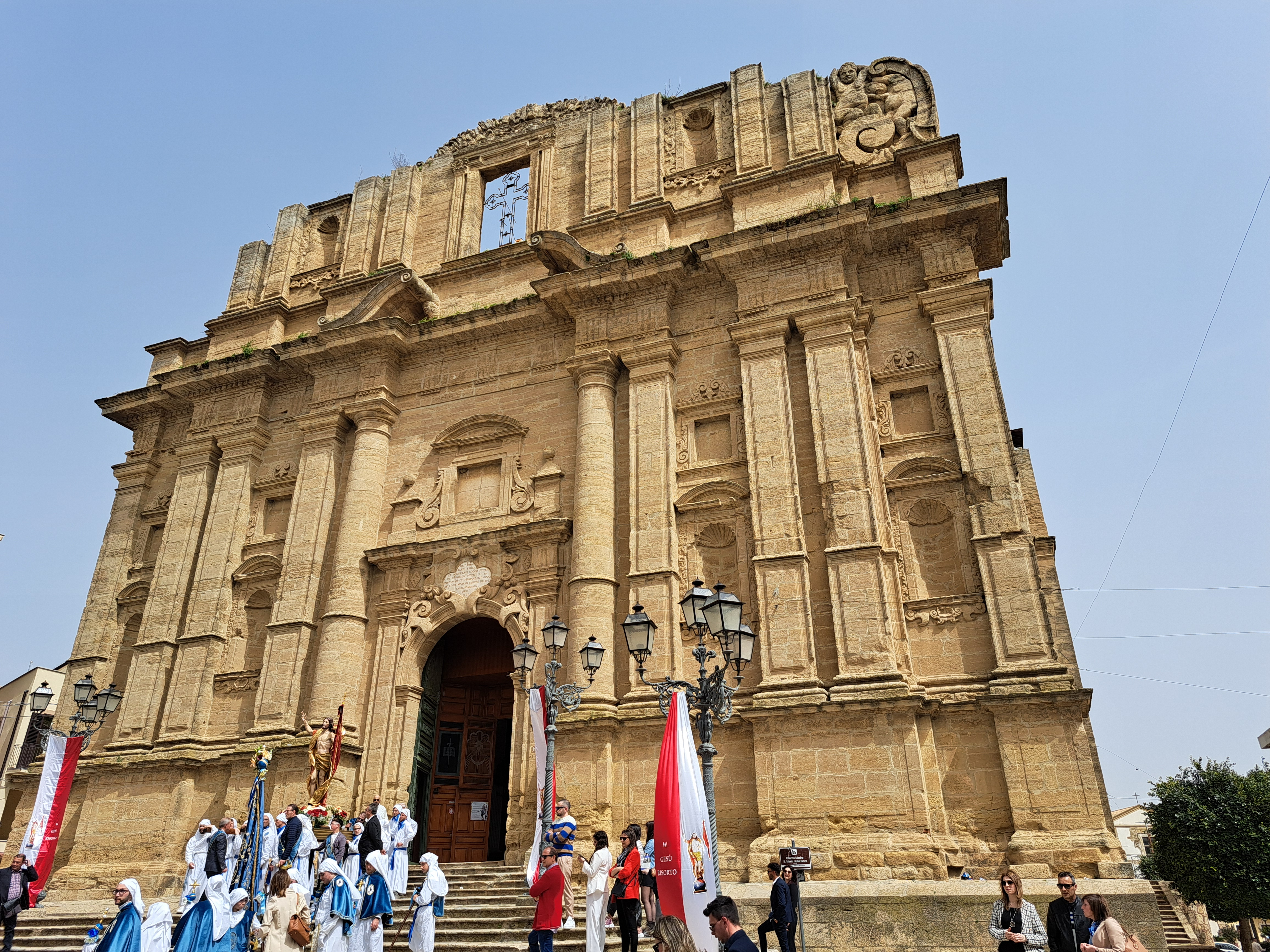
Facciata monumentale
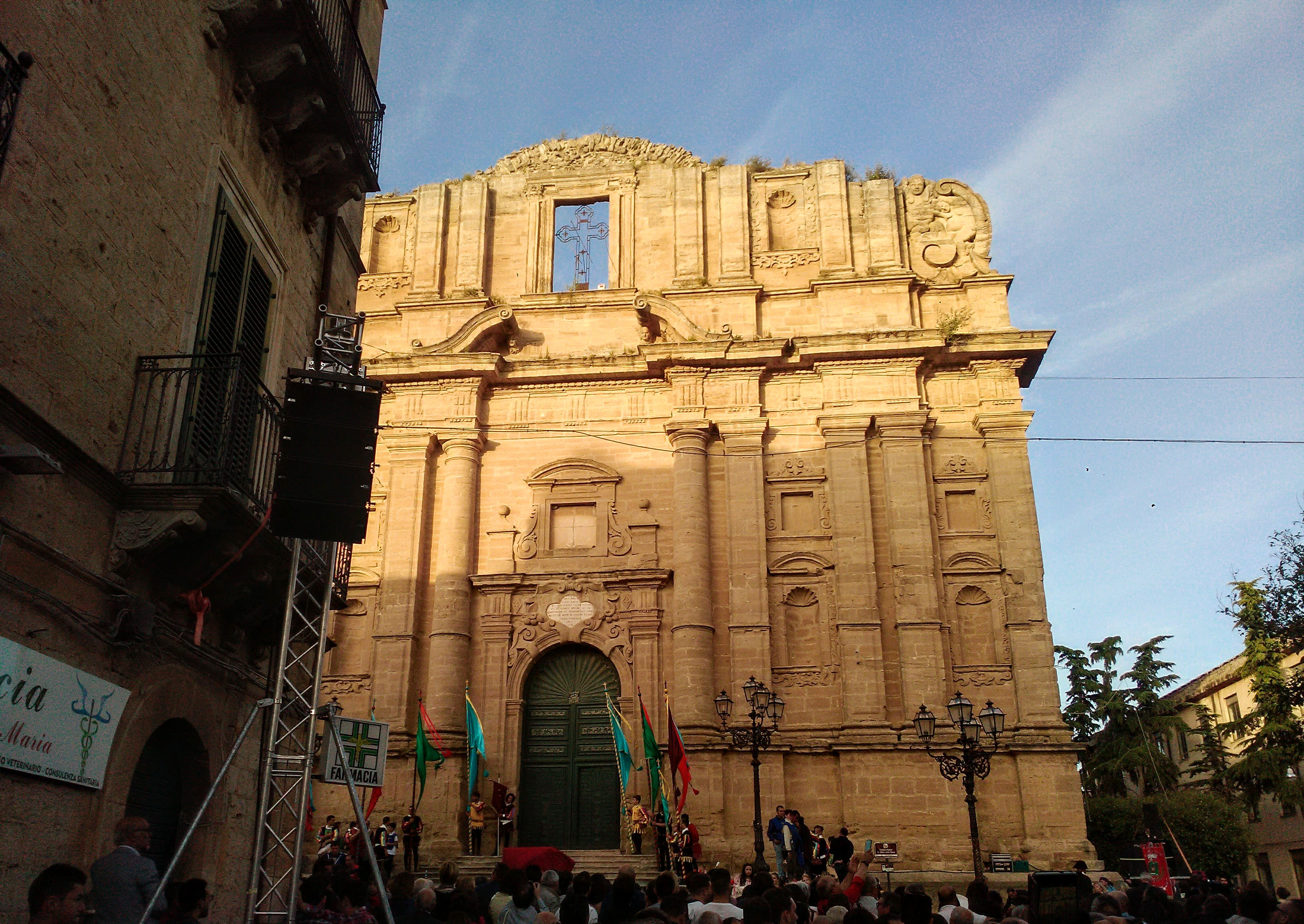
Facciata del duomo
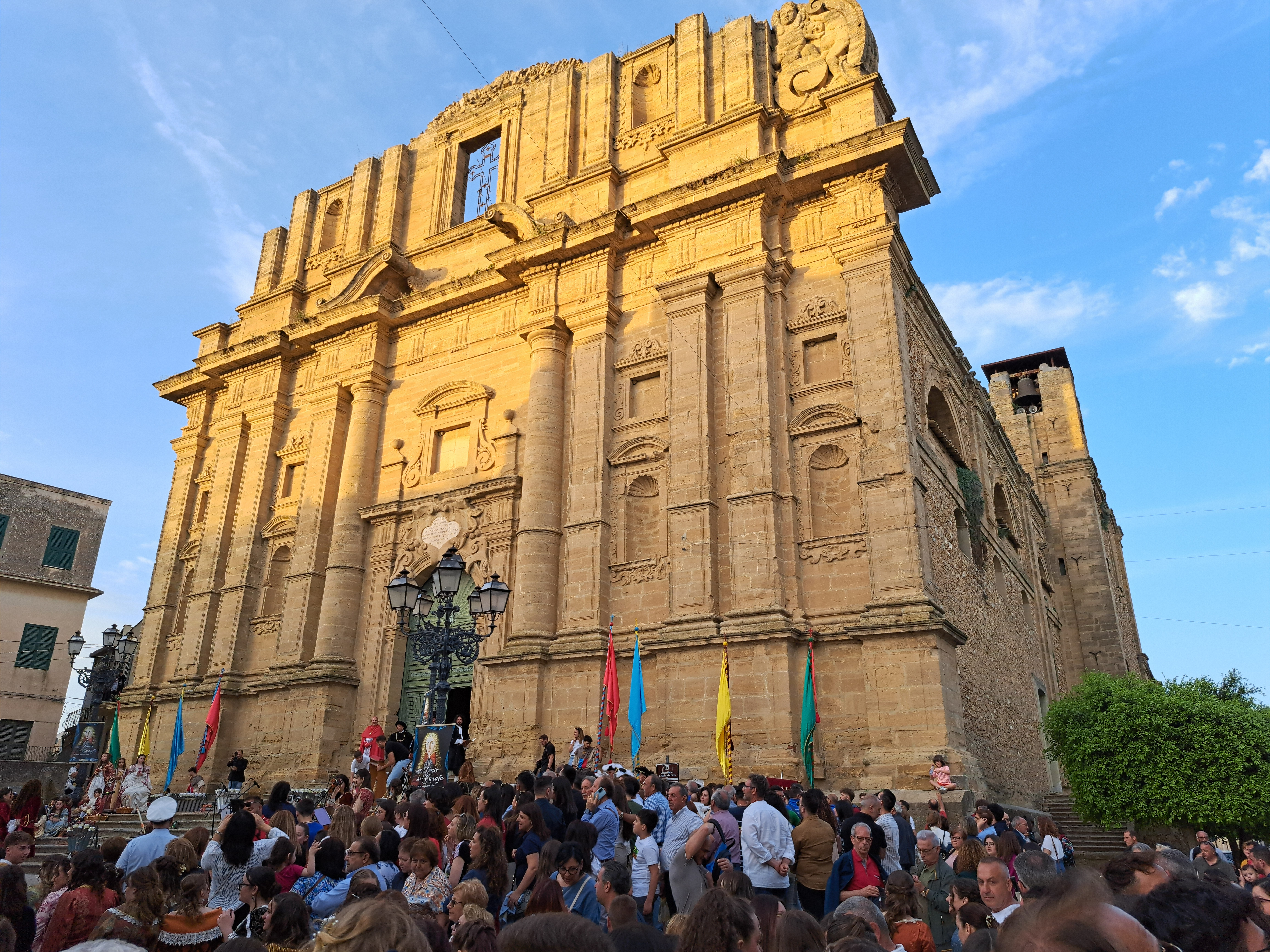
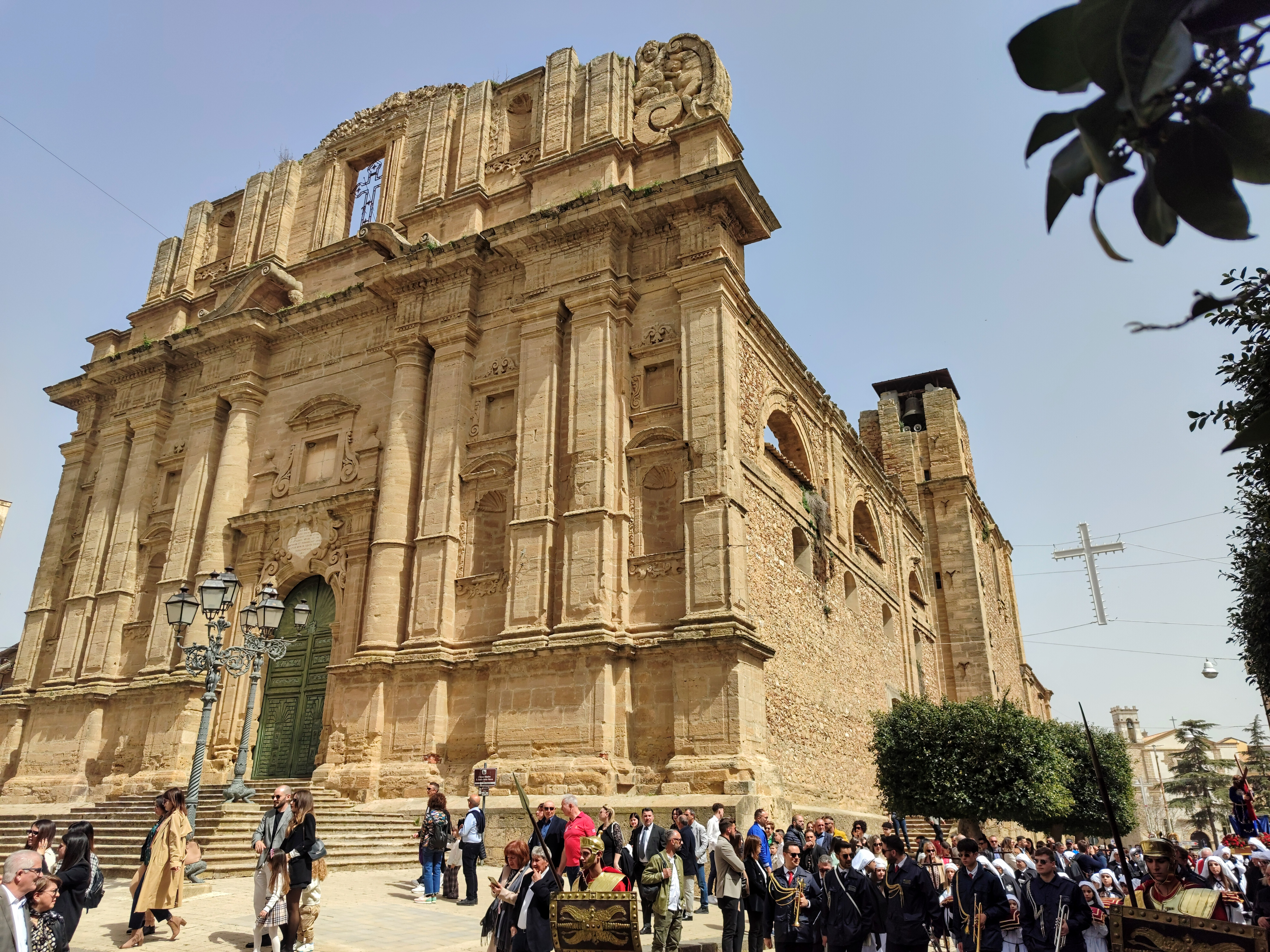
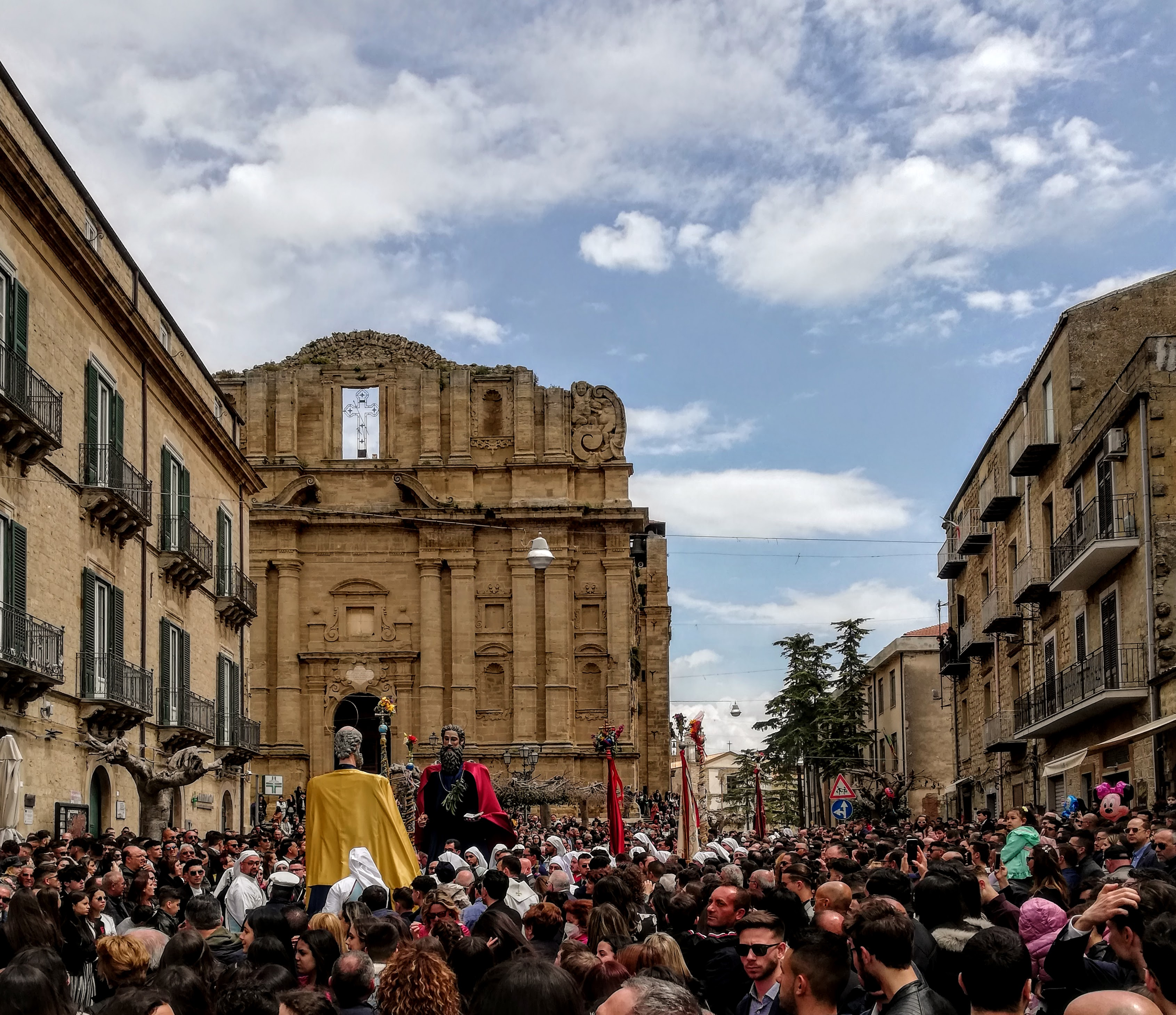
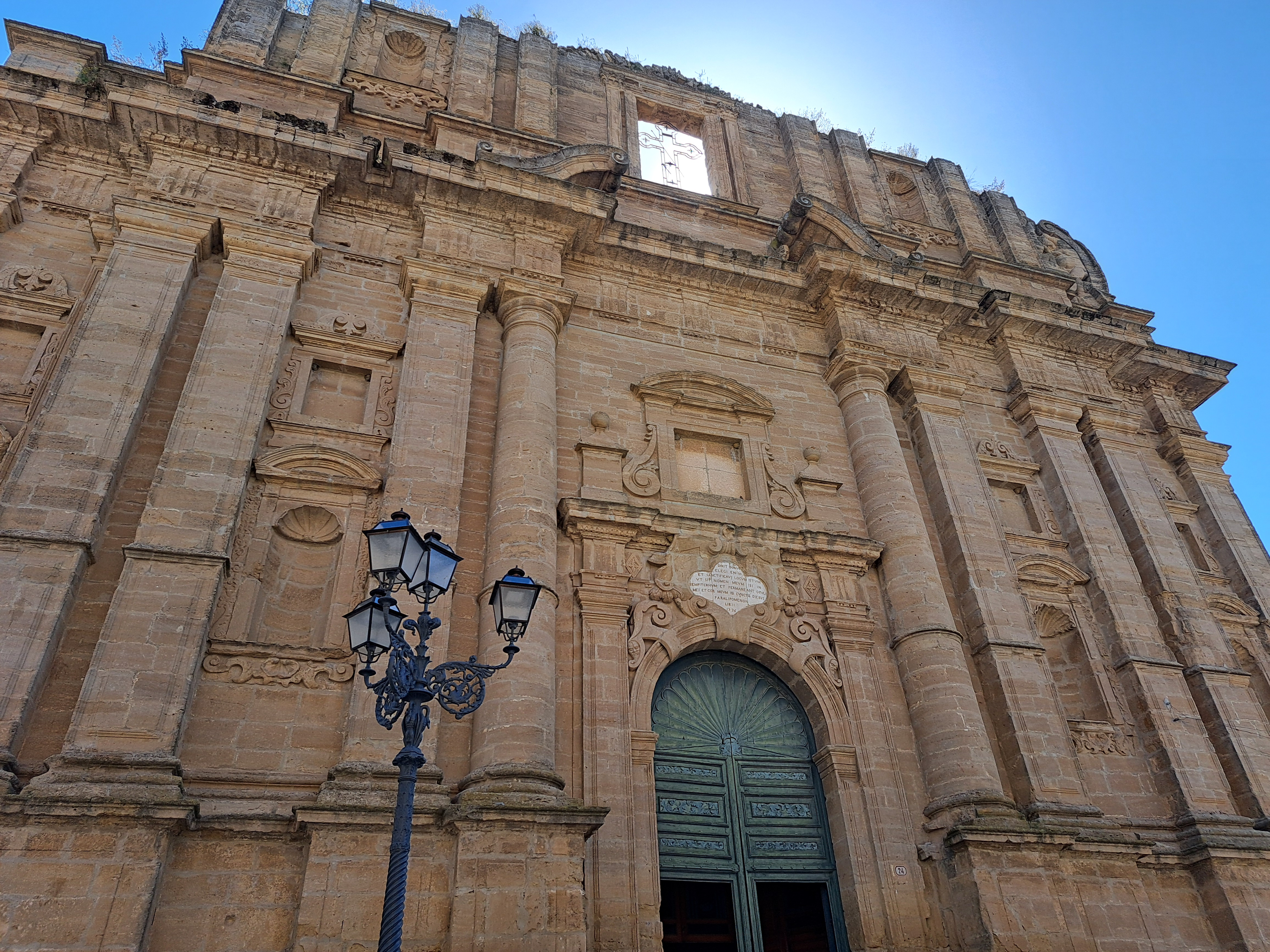

### Interno

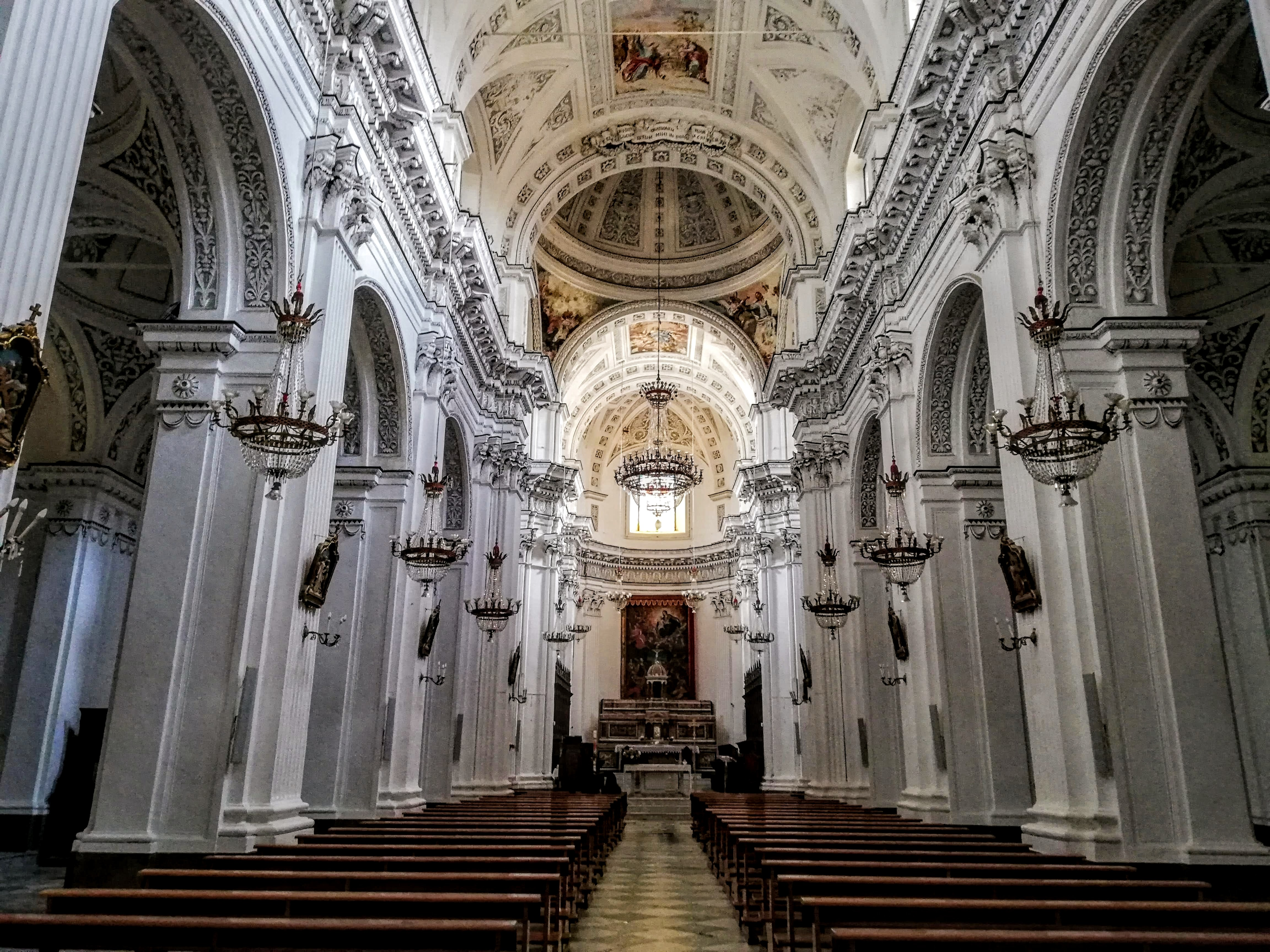
Interno del duomo - Navata centrale

Il duomo presenta una struttura architettonica di tipo basilicale, a tre navate, con volta a botte lunettata in quella centrale, e a falsa cupola su base quadrata, in quelle laterali, divise da dieci arcate, per campata, cinque a destra e cinque a sinistra, a tutto sesto, sorrette da pilastri a sezione quadrata decorati da paraste scanalate e sormontate da capitelli in stile corinzio.

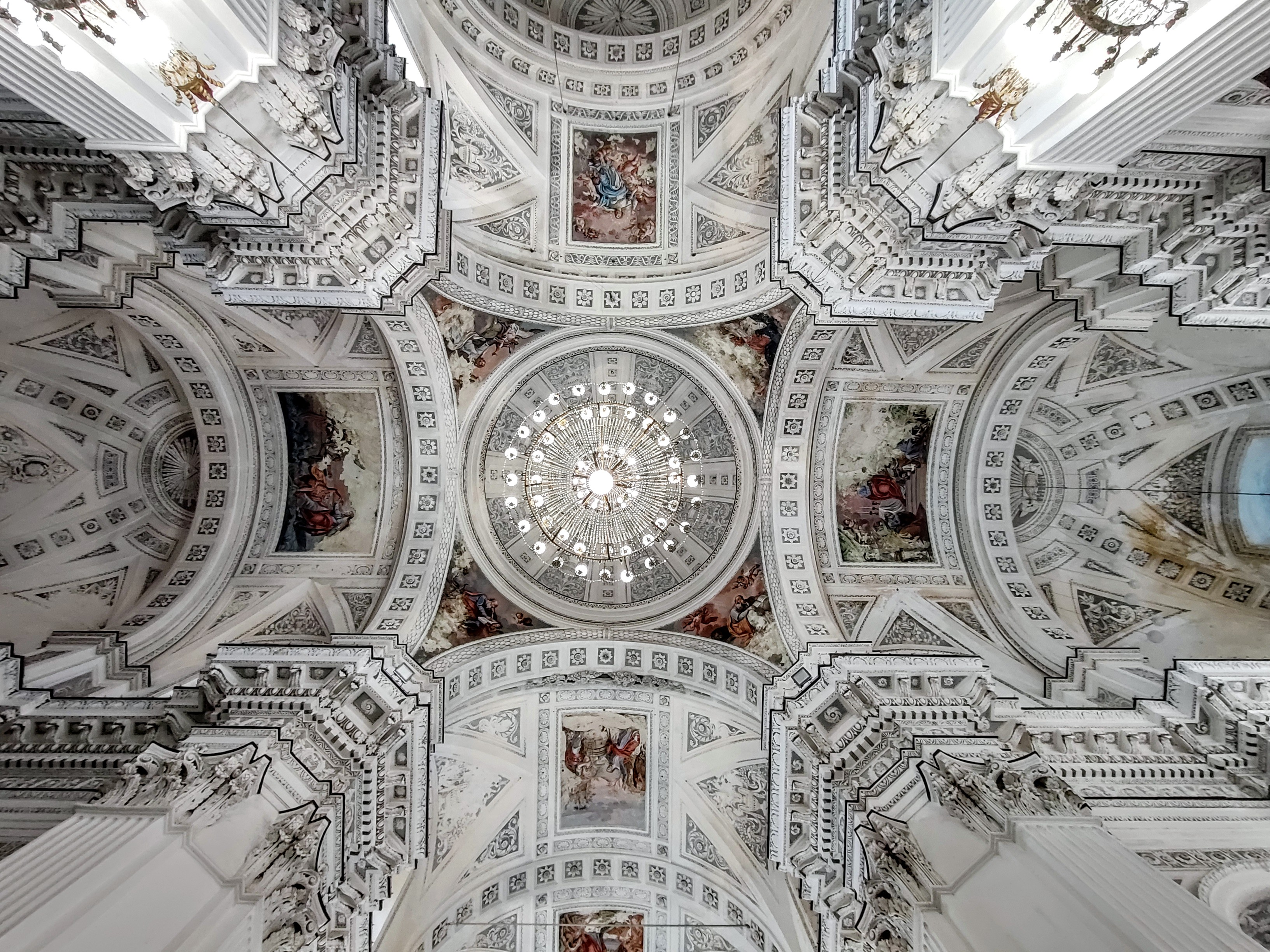
Santa Maria della Neve - interno - cupola

La volta della navata centrale presenta stucchi con motivi floreali e festoni, e cornicioni con modanature dentellate. Al centro della volta vi sono dei riquadri con dipinti ad acquerello raffiguranti la predicazione di Gesù, realizzati dal pittore palermitano Giuseppe Carta, nell'ordine a partire dall'ingresso:
- le nozze di Cana in Galilea;
- l'assoluzione dell'adultera;
- il paralitico guarito nella piscina;
- la Samaritana;
- L'assunzione della Vergine Maria;

Nella volte dei transetti sono dipinti: il naufragio di San Pietro e l'Ultima cena; 

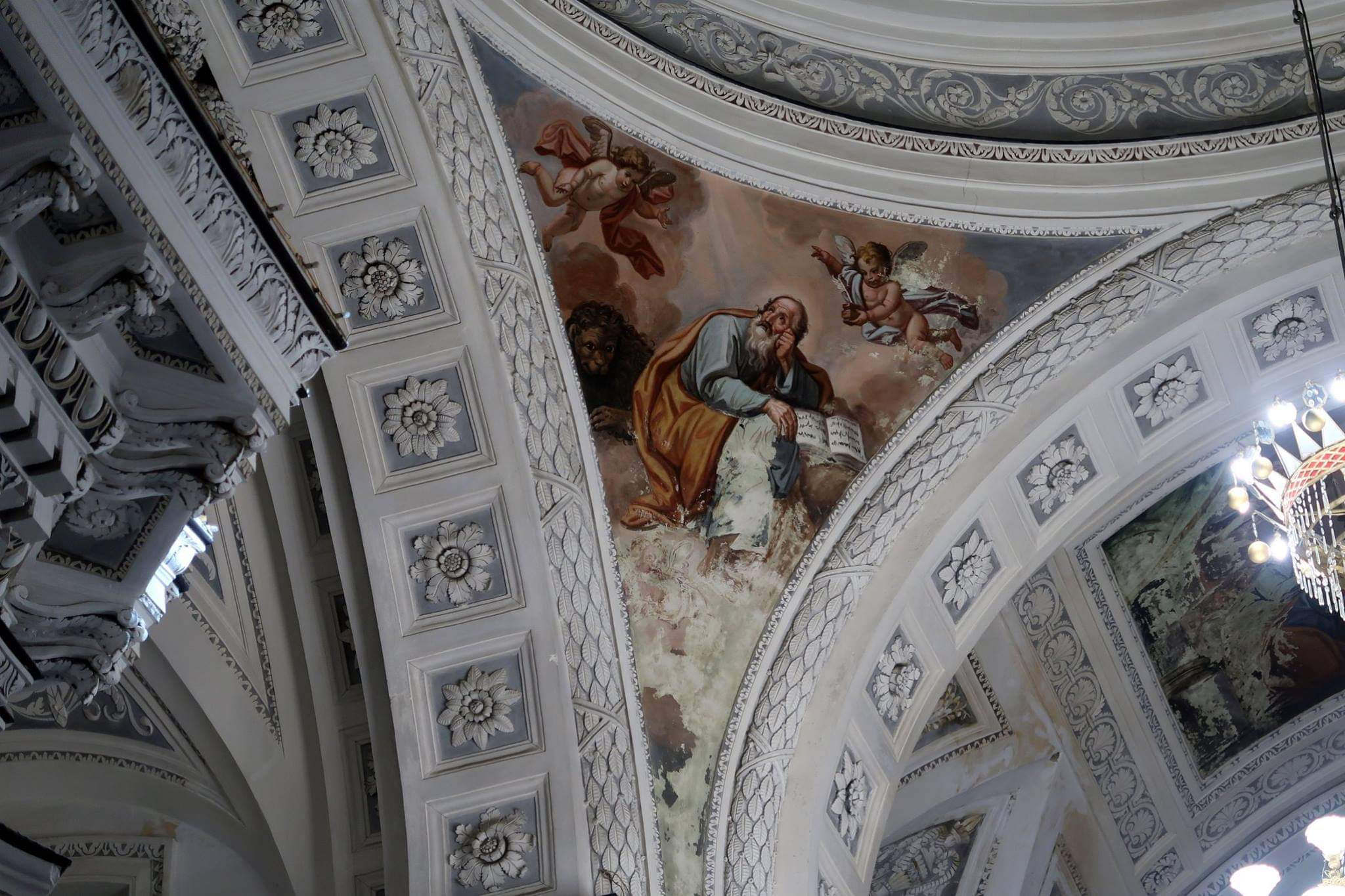

Nei pennacchi della falsa cupola sono raffigurati i quattro evangelisti.
Le navate laterali, invece, presentano volte "a cupola" in corrispondenza delle cappelle absidate semicircolari ricavate nella spessa muratura perimetrale.

#### Navata di destra
- Il primo altare della navata di destra è dedicato a Santa Filomena;

- il secondo riccamente decorato con stucchi dai fratelli Fantauzzi di Barrafranca, e con lampadari in vetro di Murano, è dedicato alla Madonna di Lourdes;

- il terzo con un ricco altare in marmi policromi, a Sant'Antonio da Padova, con statua del santo in una nicchia;
- il quarto alla natività di Gesù con tela di ignoto autore siciliano del XVII sec;

Negli absidi semicircolari dei transetti sono presenti due altari; quello del transetto di destra è dedicato a San Pietro, con una grande tela di Jacopo Tinnirello, raffigurante l'apostolo nell'atto di ricevere le chiavi dal Cristo. Quello di sinistra, invece, al Santissimo Sacramento.

#### L'altare maggiore

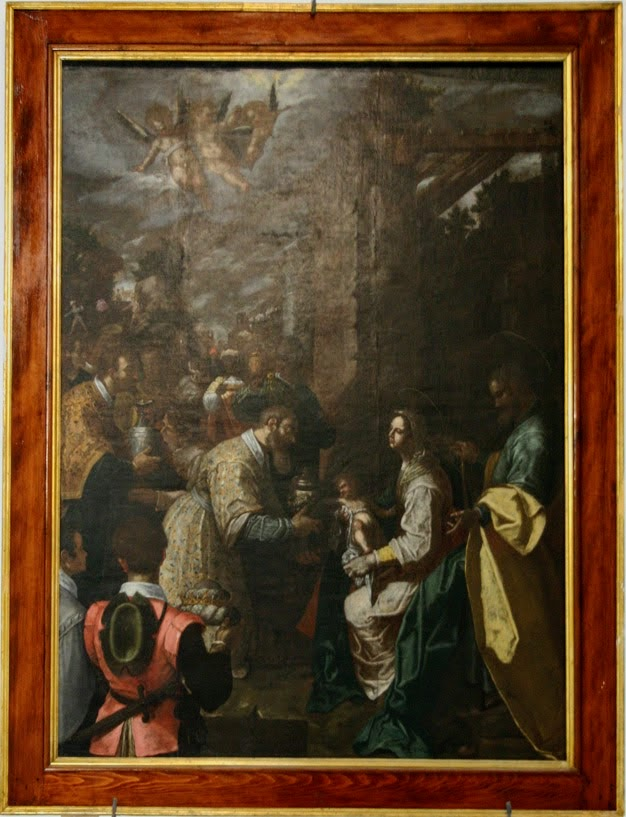
Paladini, adorazione dei Magi

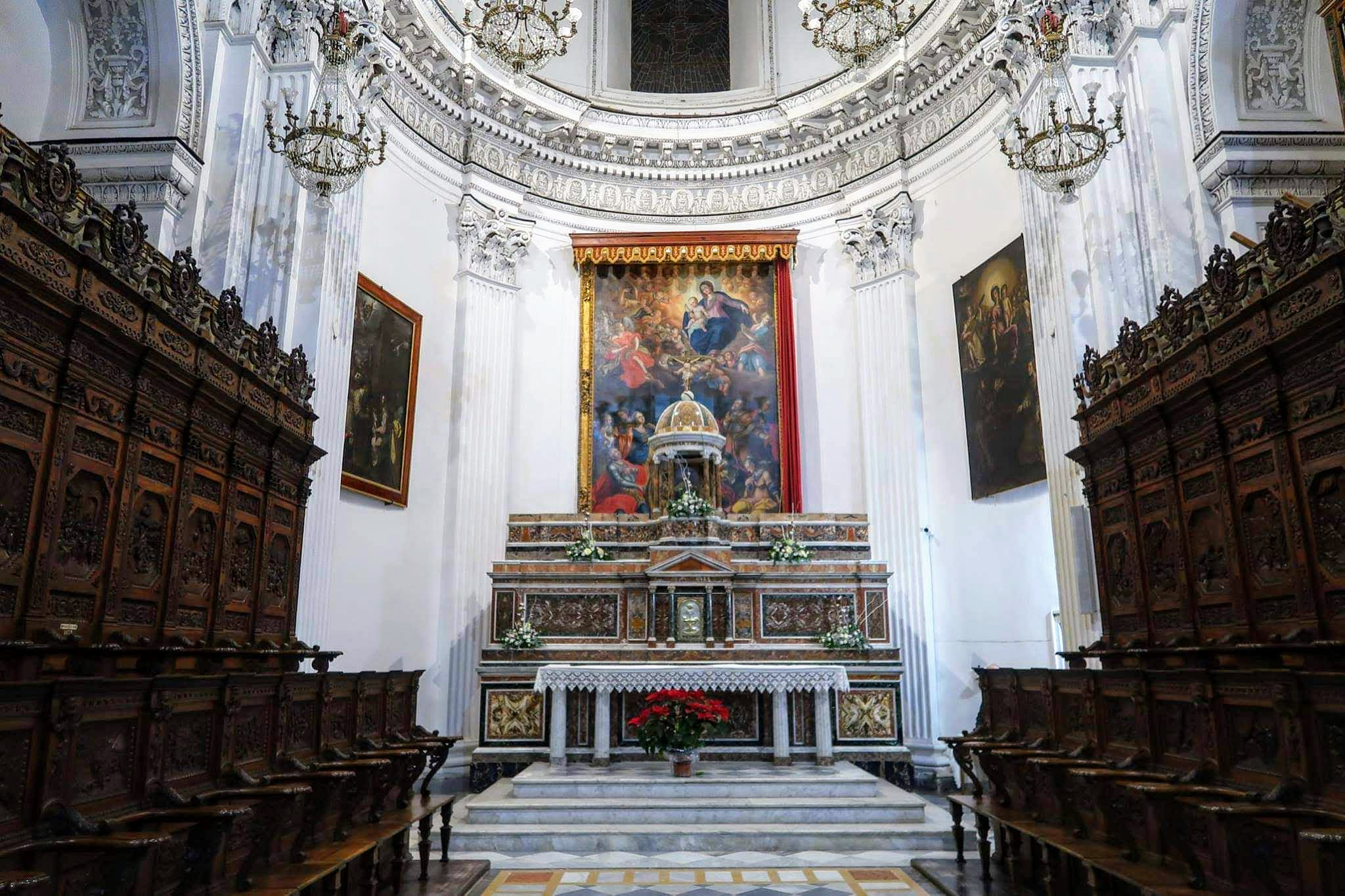
altare maggiore

Nell'abside semicircolare è collocato l'altare maggiore, in marmi policromi, realizzato nel 1881, dal marmista Antonino Piazza, a spese parroco Nazareno Faraci; venne consacrato da Monsignor Gaetano Quattrocchi, Vescovo di Mazara del Vallo, l'8 marzo 1896.
L'altare maggiore è sormontato da una antica e già preesistente tela della Madonna della Neve, alla quale il duomo è dedicato, di ignoto autore seicentesco.
Sempre nel presbiterio, ai due lati sono collocate due tele seicentesche del pittore fiorentino Filippo Paladini raffiguranti uno l'adorazione dei Re Magi, l'altro Santa Sofia e San Francesco provenienti dalla chiesa demolita di Santa Sofia.

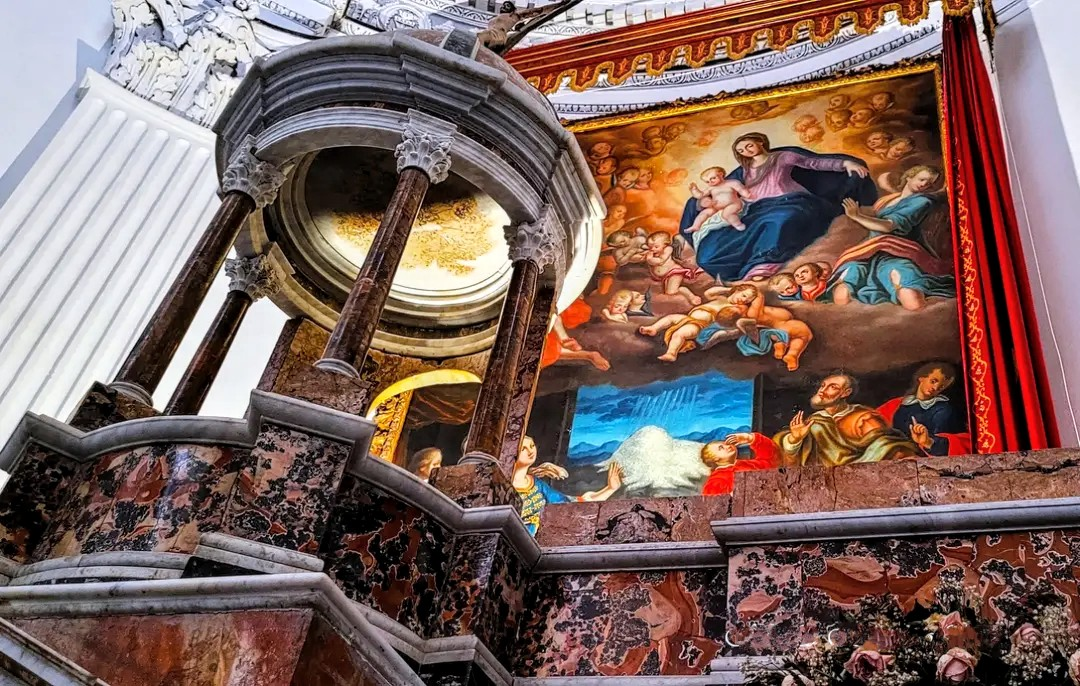
altare maggiore

Nella cantoria a destra, è collocato l'antico organo a canne del 1745.

#### Navata di sinistra

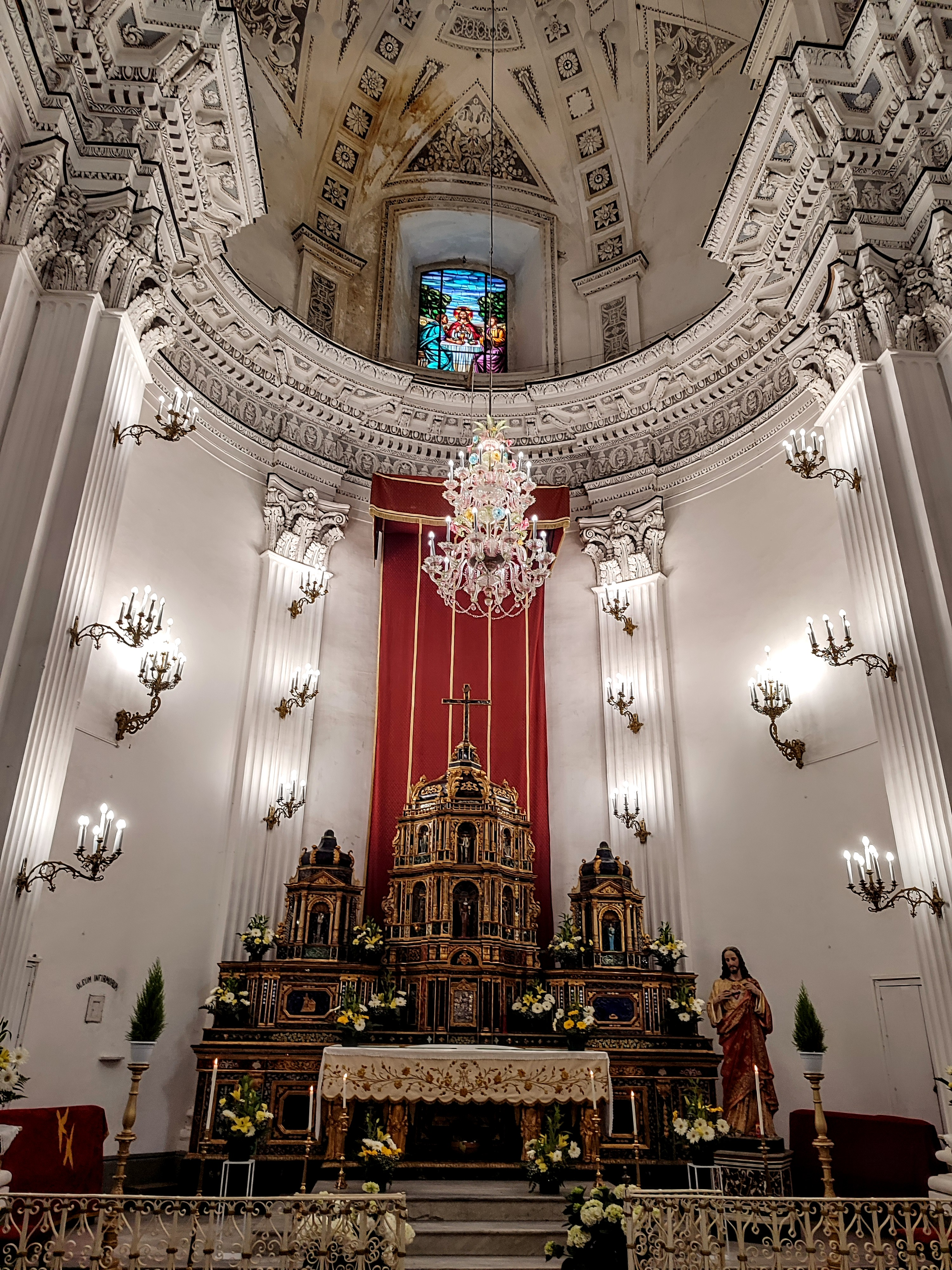
Altare del Santissimo Sacramento

- Il primo altare di sinistra è invece dedicato al battesimo di Gesù e contiene l'antico fonte battesimale circondato da una balaustra in ferro battuto,
- il secondo è dedicato a Sant'Alfonso de Liguori con tela del santo;
- il terzo a Sant'Antonio Abate;
- il quarto al santissimo Crocifisso e all'Addolorata.

Le tele, di scuola pittorica siciliana, sono databili tra XVI - XVIII sec.
Nel transetto di sinistra, invece, è collocato un pregevole altare in legno intarsiato cristalli dorati e colorati, realizzato dal ebanista locale, Santi Rigano, alla fine dell'800, e dedicato al Santissimo Sacramento.
Nell'abside del transetto di destra è collocato il mausoleo funebre, in finissimo marmo bianco di Carrara, di Monsignor Gaetano Quattrocchi, mazzarinese e Vescovo di Mazara del Vallo.

Gli undici lampadari di cristallo della navata centrale e il grande lampadario della cupola, nonché quelli in vetro di Murano delle cappelle furono appesi nel 1876, a spese del popolo mazzarinese

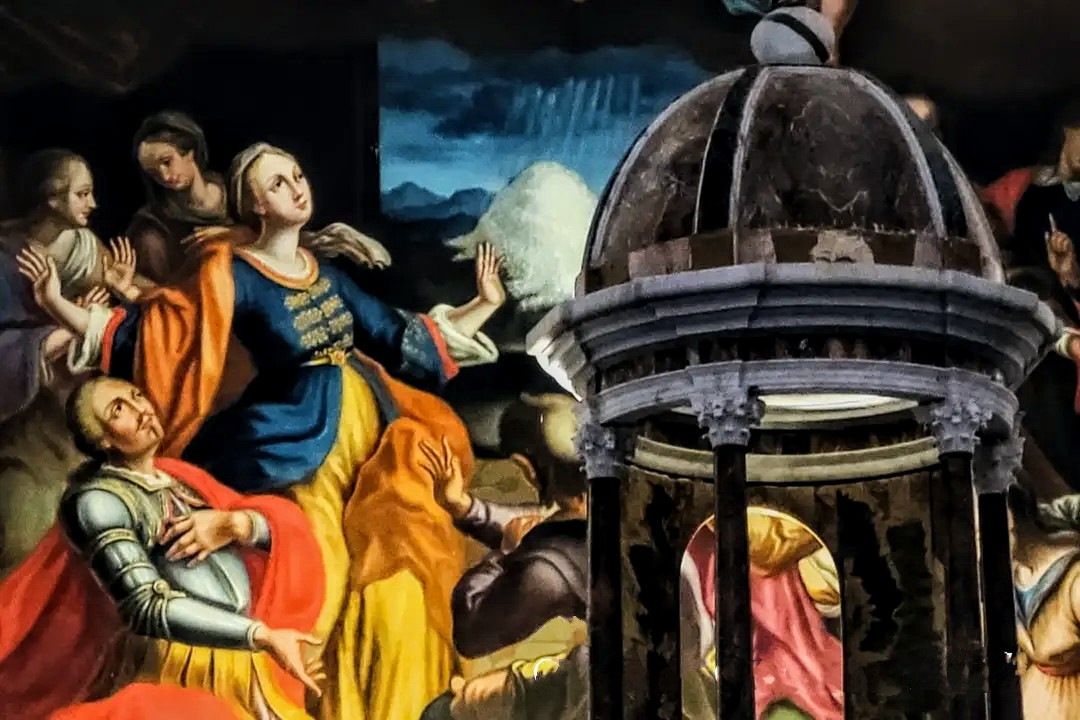
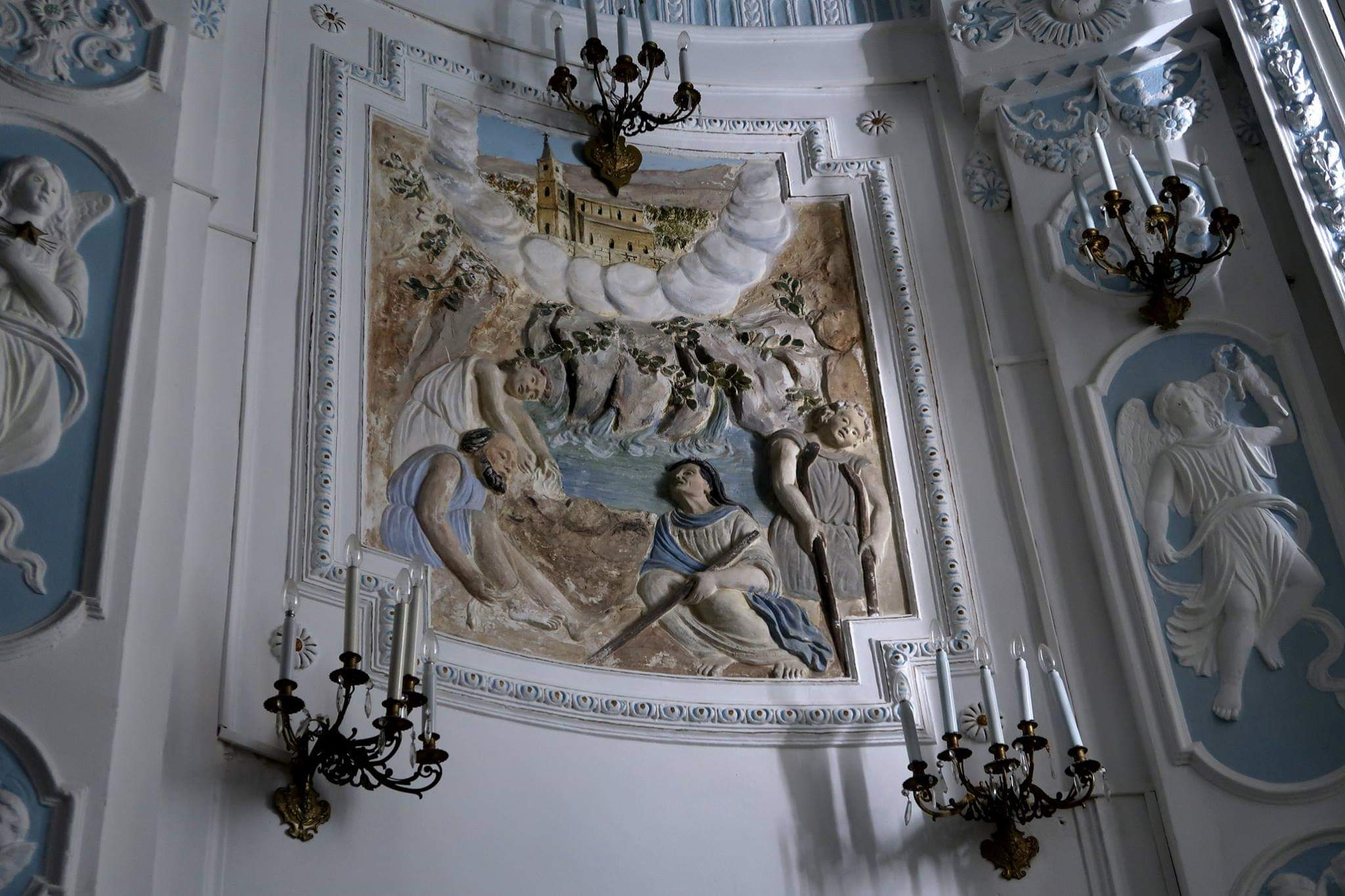
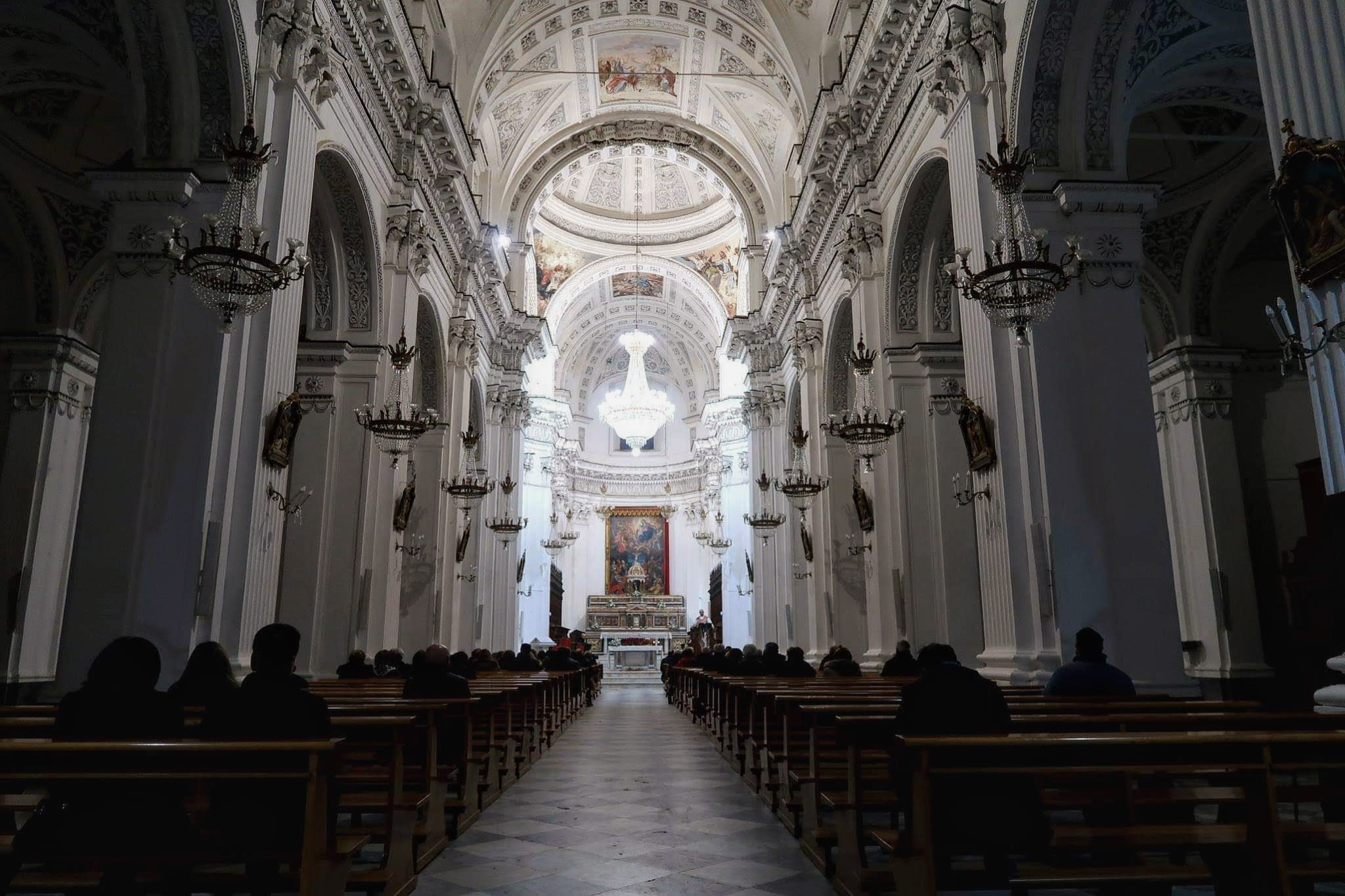
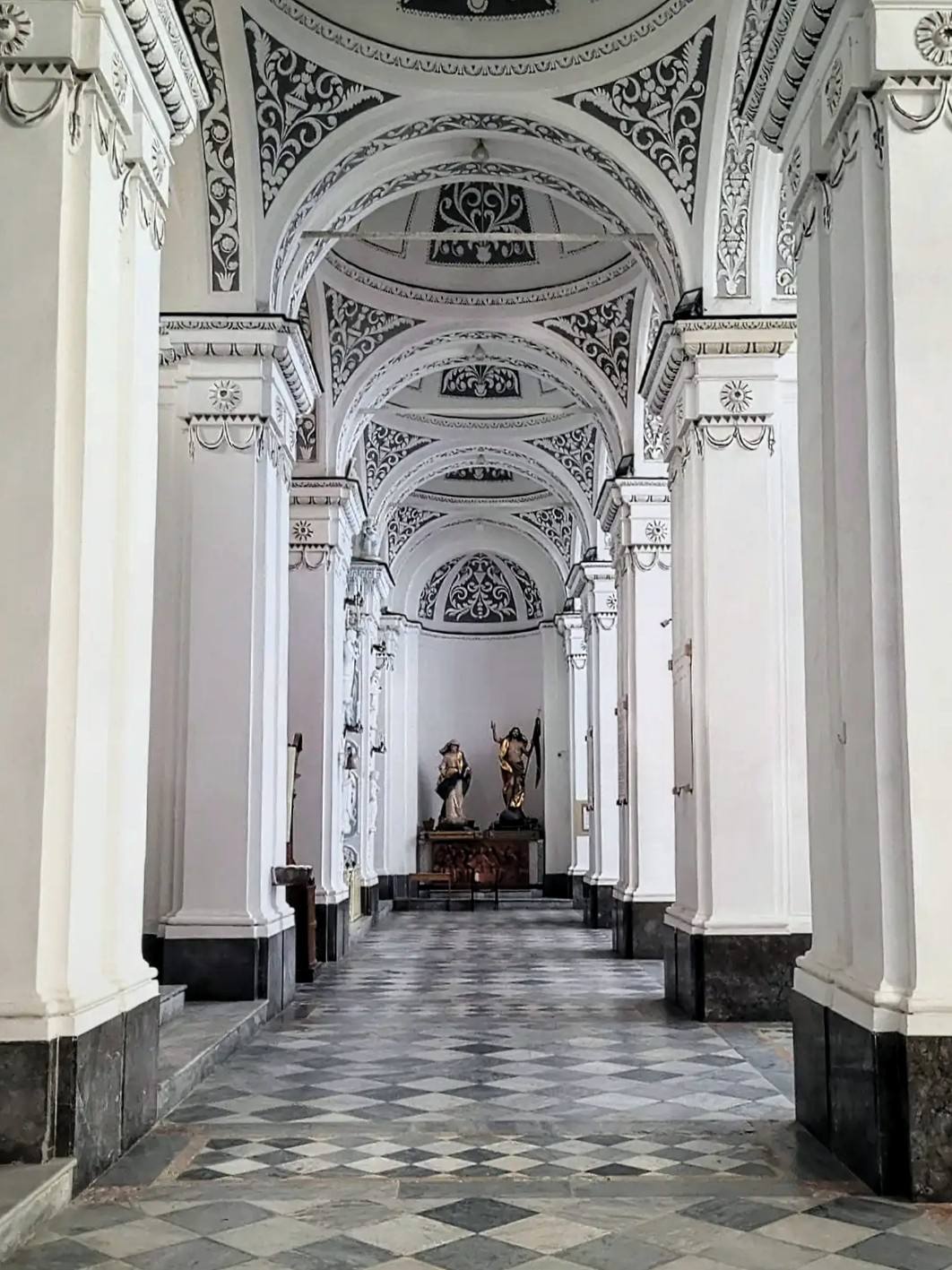
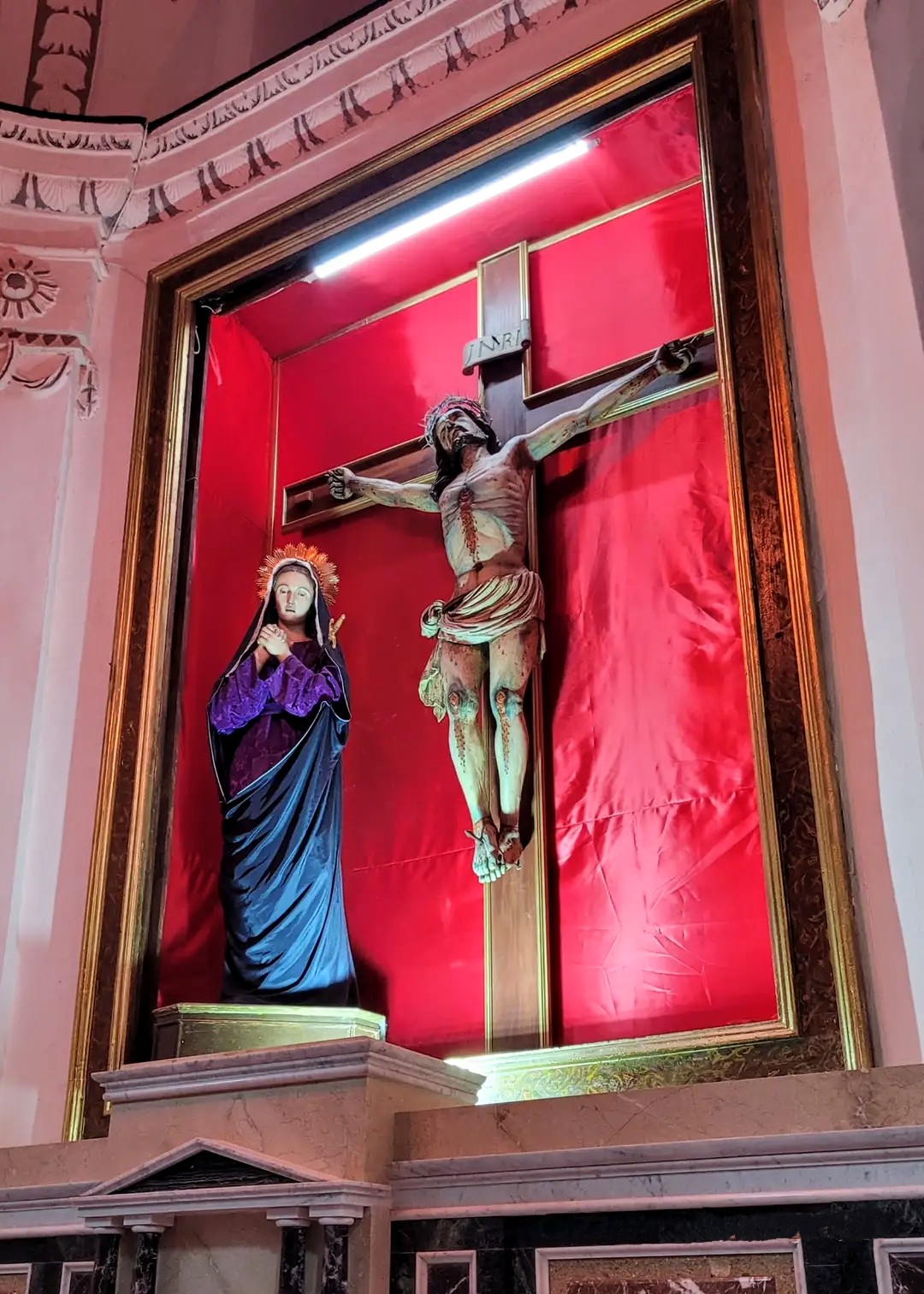
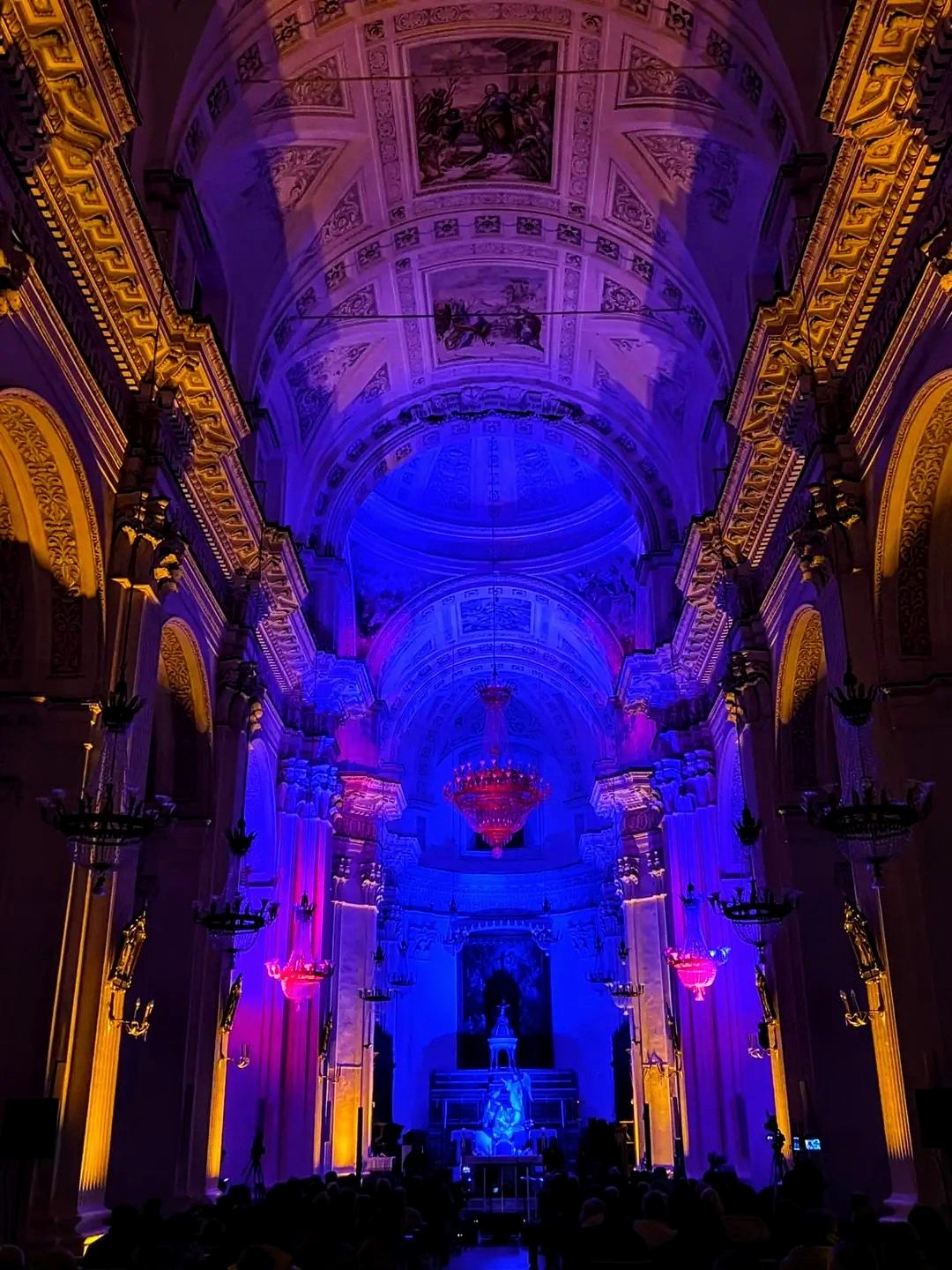
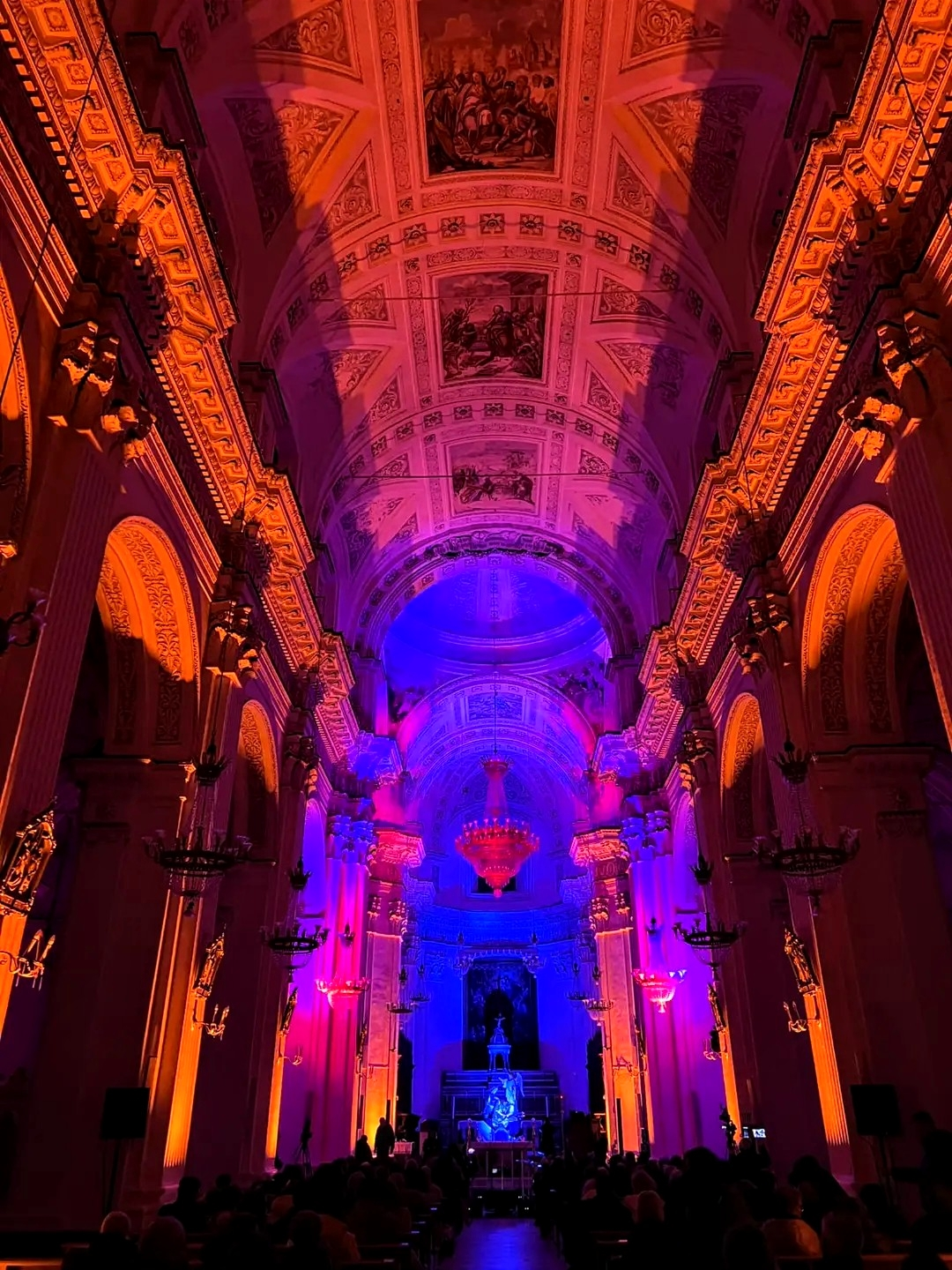
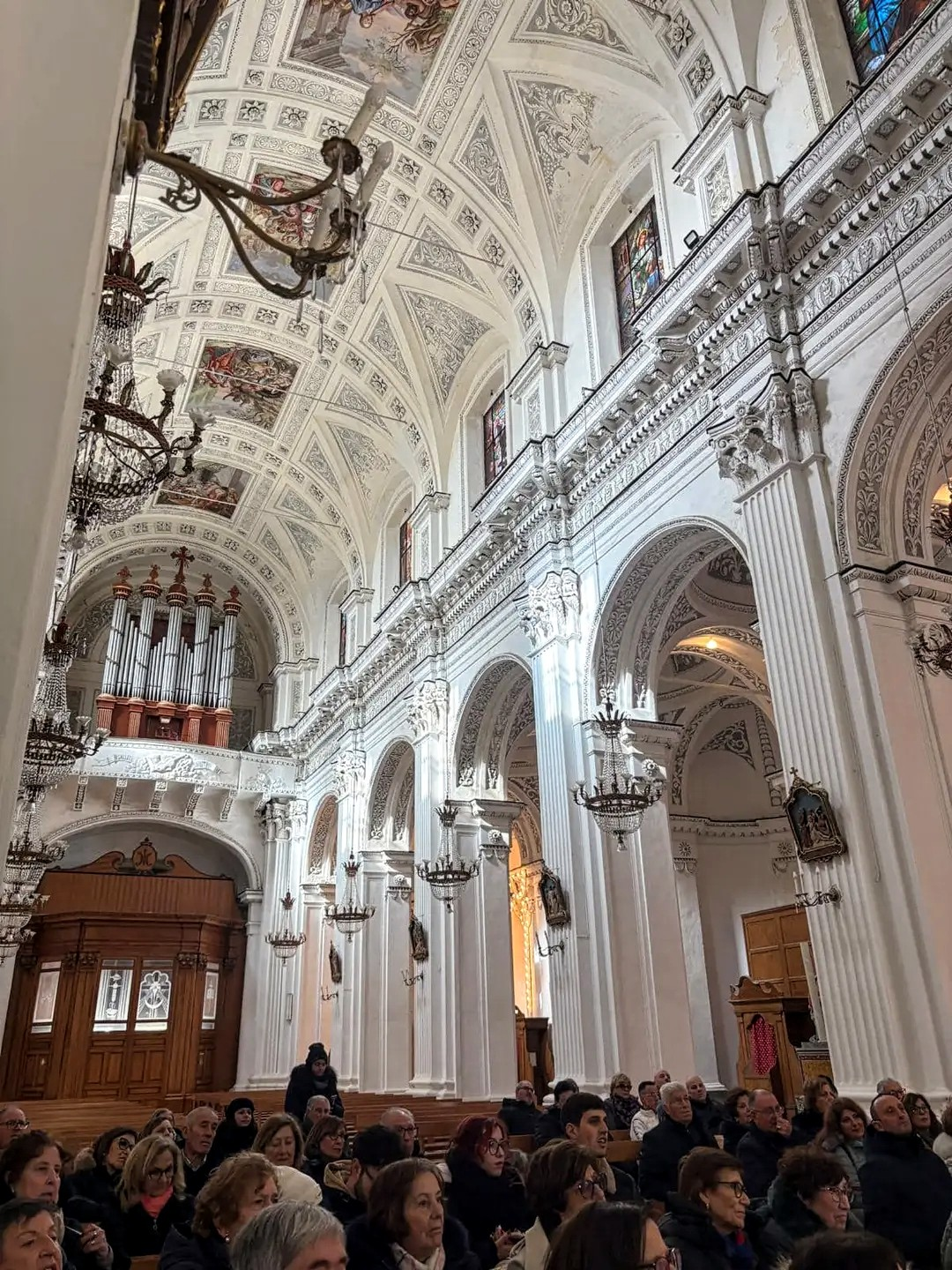
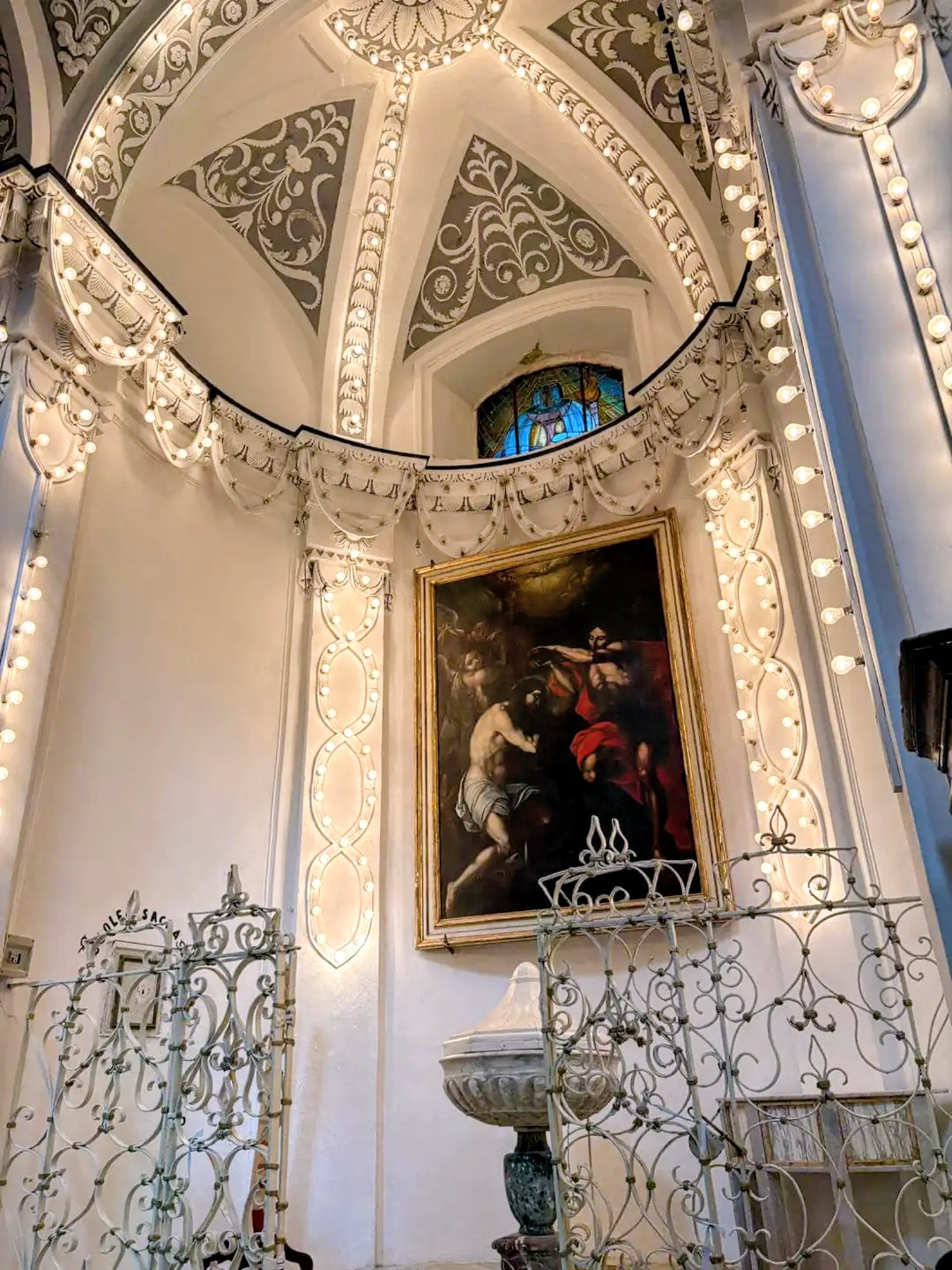
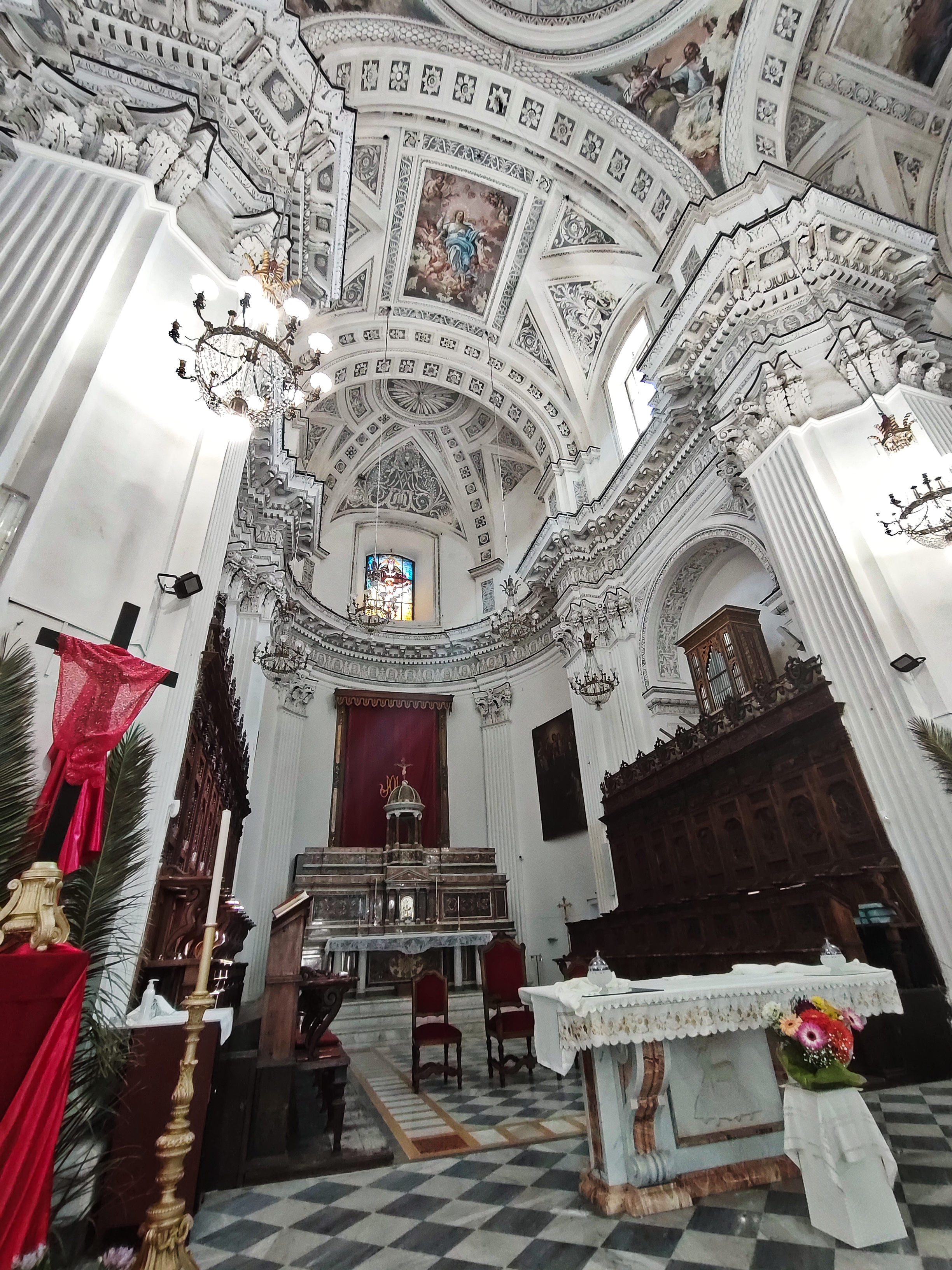

## Organo

### L'organo a canne della "Premiata Fabbrica D`Organi di Damiano Polizzi e figli"

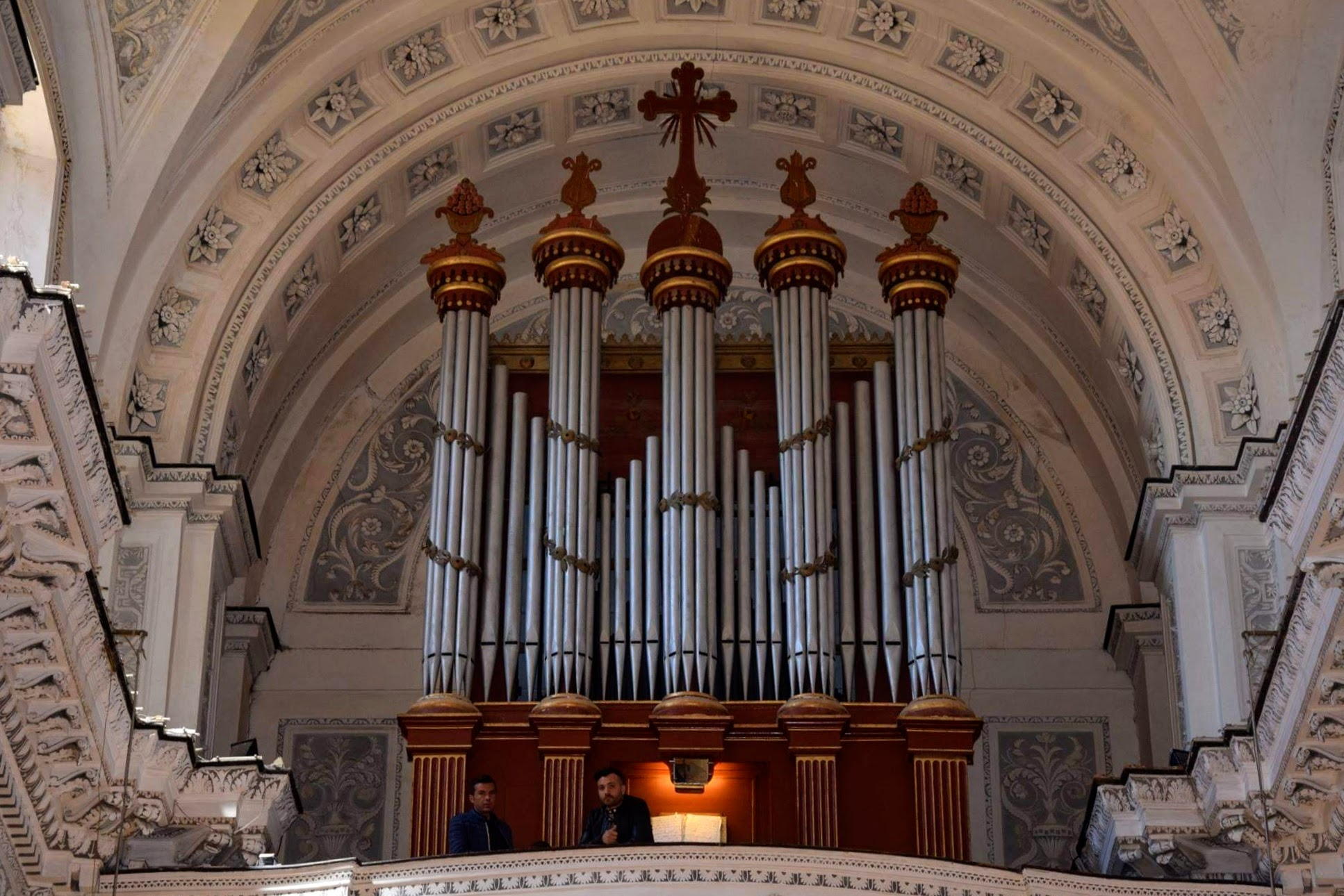
Organo a canne della chiesa madre

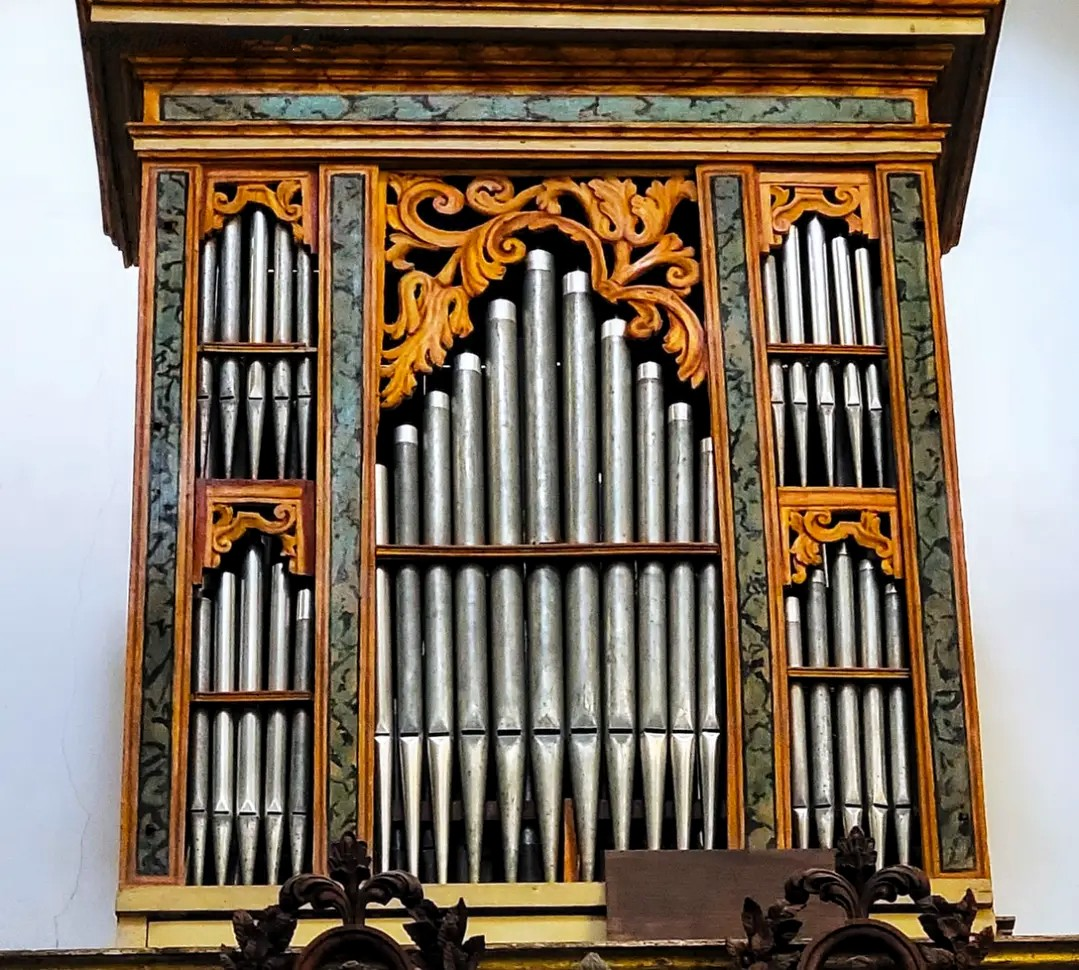
Antico organo a canne

In controfacciata, nella cantoria, al di sopra del ingresso principale, è collocato il grande organo a canne realizzato nei primi anni dell'900 dai maestri organari Damiano Polizzi (Caltanissetta 1836-1911) e dal figlio Michele Polizzi (Caltanissetta 1861 - Modica 1936), collaboratore, quest'ultimo, di Casimiro Allieri della “Regia Fabbrica Nazionale Privilegiata d’Organi Fratelli Serassi" di Bergamo, che realizzarono diversi organi in Sicilia tra cui l’organo della Chiesa Madre di Rosolini (SR), della Chiesa S. Maria La Nova in Scicli (RG), della Chiesa Santa Maria Maddalena in Buccheri (SR), della Cattedrale di Siracusa, della Chiesa Madre di San Pietro in Modica (RG), della Chiesa San Francesco all’Immacolata in Messina, della Chiesa San Francesco d’Assisi in Trapani, del Santuario Maria SS. Ausiliatrice in Adrano (CT).

#### Caratteristiche tecniche - disposizioni foniche[10]
- Registri: 20
- canne: 1800
- Trasmissione: meccanica sospesa
- Consolle: a finestra
- Tastiere: 2 di 58 tasti (do1-la5)
- Pedaliera: di 17 note (do1-mi2)
- Collocazione: in cantoria in muratura posta in controfacciata
- Accessori: Tremolo

| I - Grande Organo |        |
| Sonor Clarinetto  | 8'     |
| Principale        | 16'    |
| Principale        | 8'     |
| Viola da gamba    | 8'     |
| Celeste           | 8'     |
| Bordone           | 8'     |
| Flauto            | 8'     |
| Flauto            | 4'     |
| Ottava            | 4'     |
| Duodecima         | 2 2/3' |
| Salicetta         | 2'     |
| Ripieno           |        |

| II - Recitativo Espressivo |    |
| Viola                      | 8' |
| Dulciana                   | 8' |
| Voce Flebile               | 8' |
| Bordone                    | 8' |
| Bordone                    | 4' |

| Pedale  |     |
| Bordone | 16' |
| Basso   | 8'  |
| Cello   | 8'  |

### Antico organo a canne del 1745

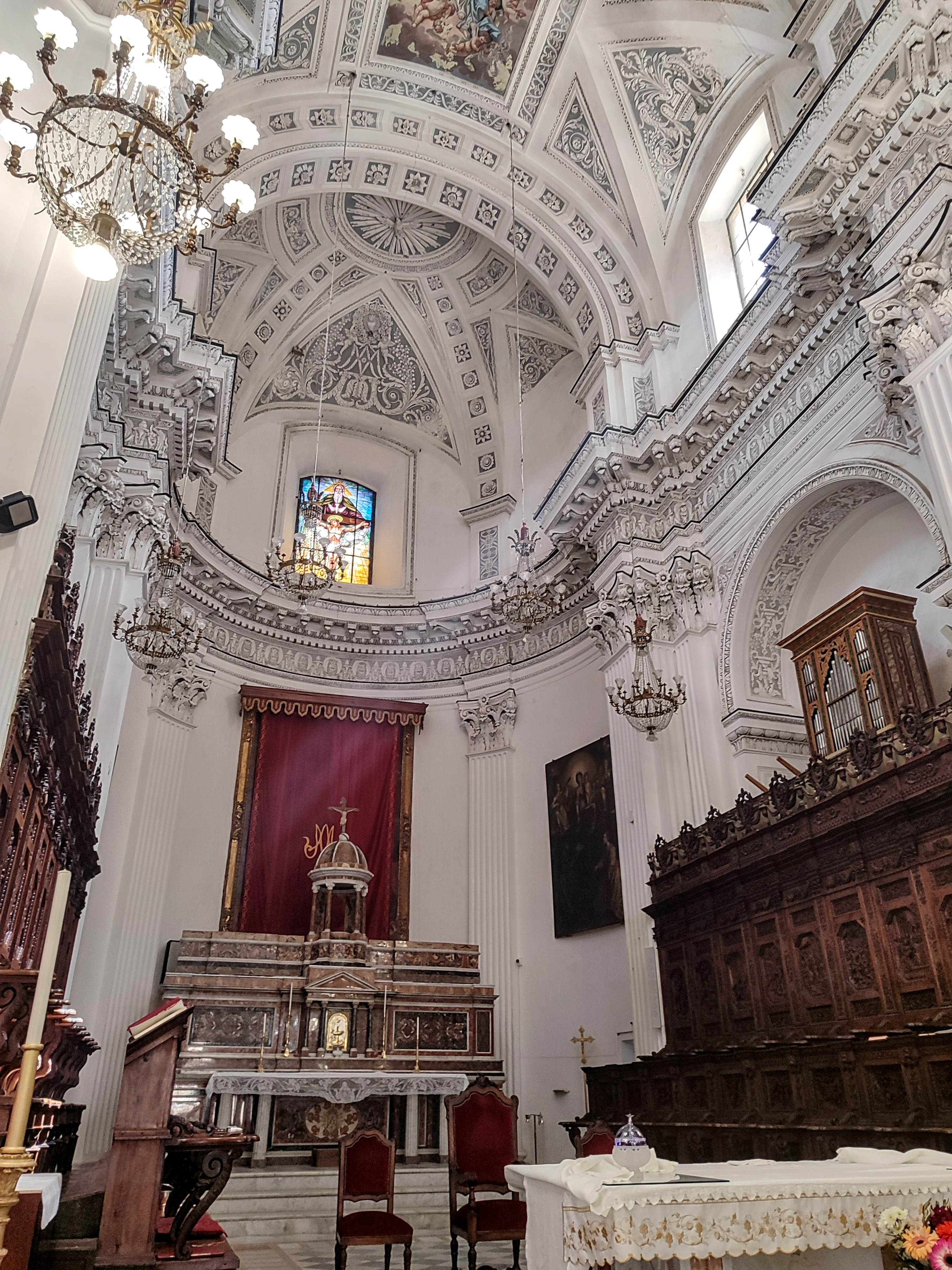

Nella cantoria lignea a destra del presbiterio è collocato l'antico organo a canne del 1745 del Nicolò Guili di Enna, recentemente restaurato.
L'organo possiede le seguenti caratteristiche foniche:
- Registri: 5
- Canne: n/d
- Trasmissione: meccanica sospesa
- Consolle: a finestra
- Tastiere: 1 di 45 tasti (do1-do5), con prima ottava corta
- Pedaliera: di 8 note (do1-si1) con prima ottava corta, costantemente unita alla tastiera, con registro di Bassi sempre inserito.

| I                          |
| Principale                 |
| Voce umana                 |
| Ottava                     |
| Ripieno [XV-XIX-XXII-XXVI] |
| Flauto in VIII             |

## Cronotassi degli arcipreti dal 1571 ad oggi

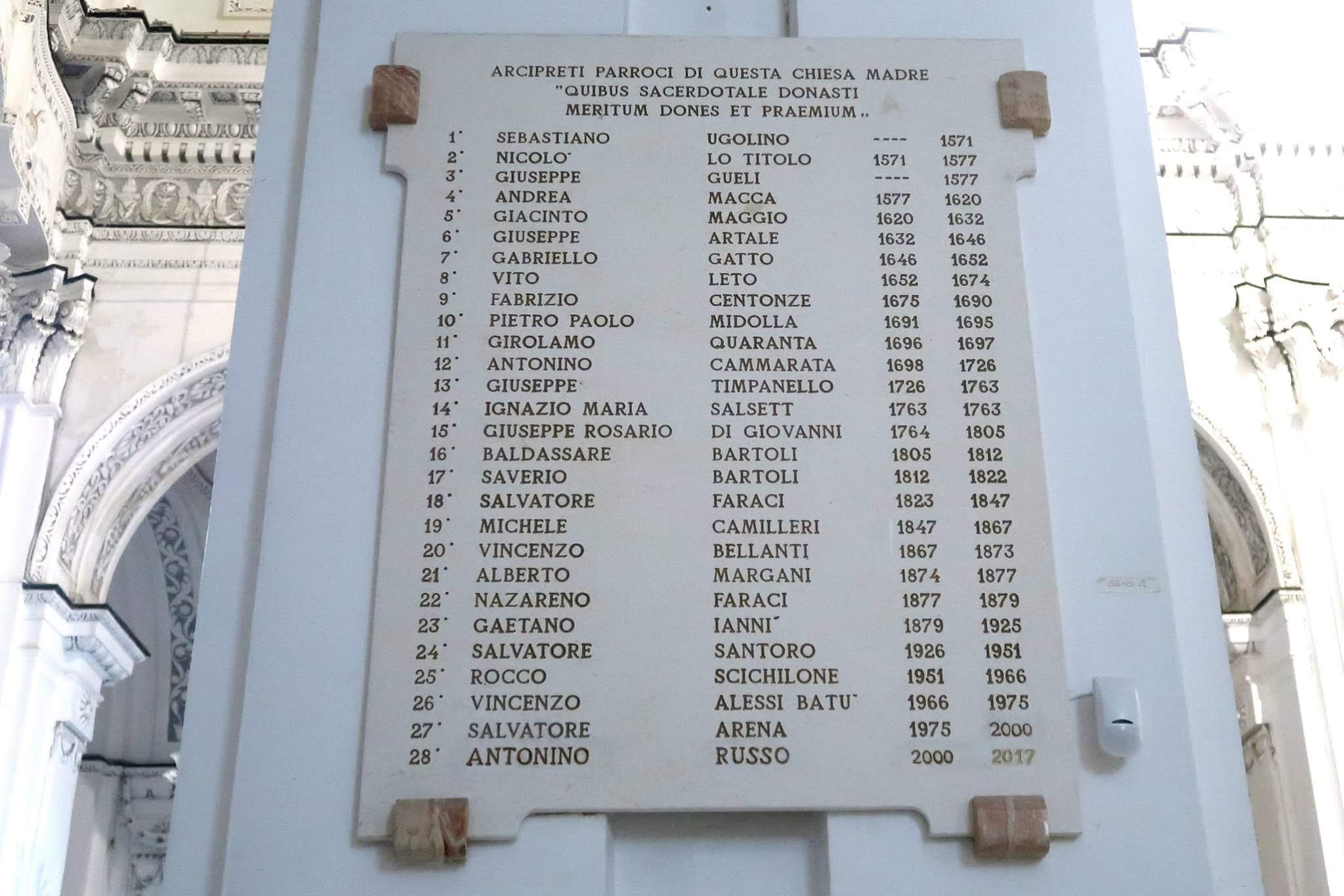
Cronotassi degli arcipreti parroci del duomo

Una lapide posta nella prima colonna della navata di destra ricorda i parroci succedutisi alla guida dell'Arcipretura di Santa Maria della Neve dal 1571 al 2017.
L'arcipretura di Santa Maria della neve è la chiesa madre della città di Mazzarino dal 1763, salvo brevi interruzioni.

## Opere

### Il coro ligneo
Nel presbiterio, ai lati dell'altare maggiore è presente un artistico coro ligneo per canonici realizzato ad intarsio dall'ebanista mazzarinese Santi Rigano nel 1872.

Nelle 36 spalliere delle sedie dei canonici sono rappresentate, in bassorilievo, le principali scene bibliche dell'antico e del nuovo testamento .

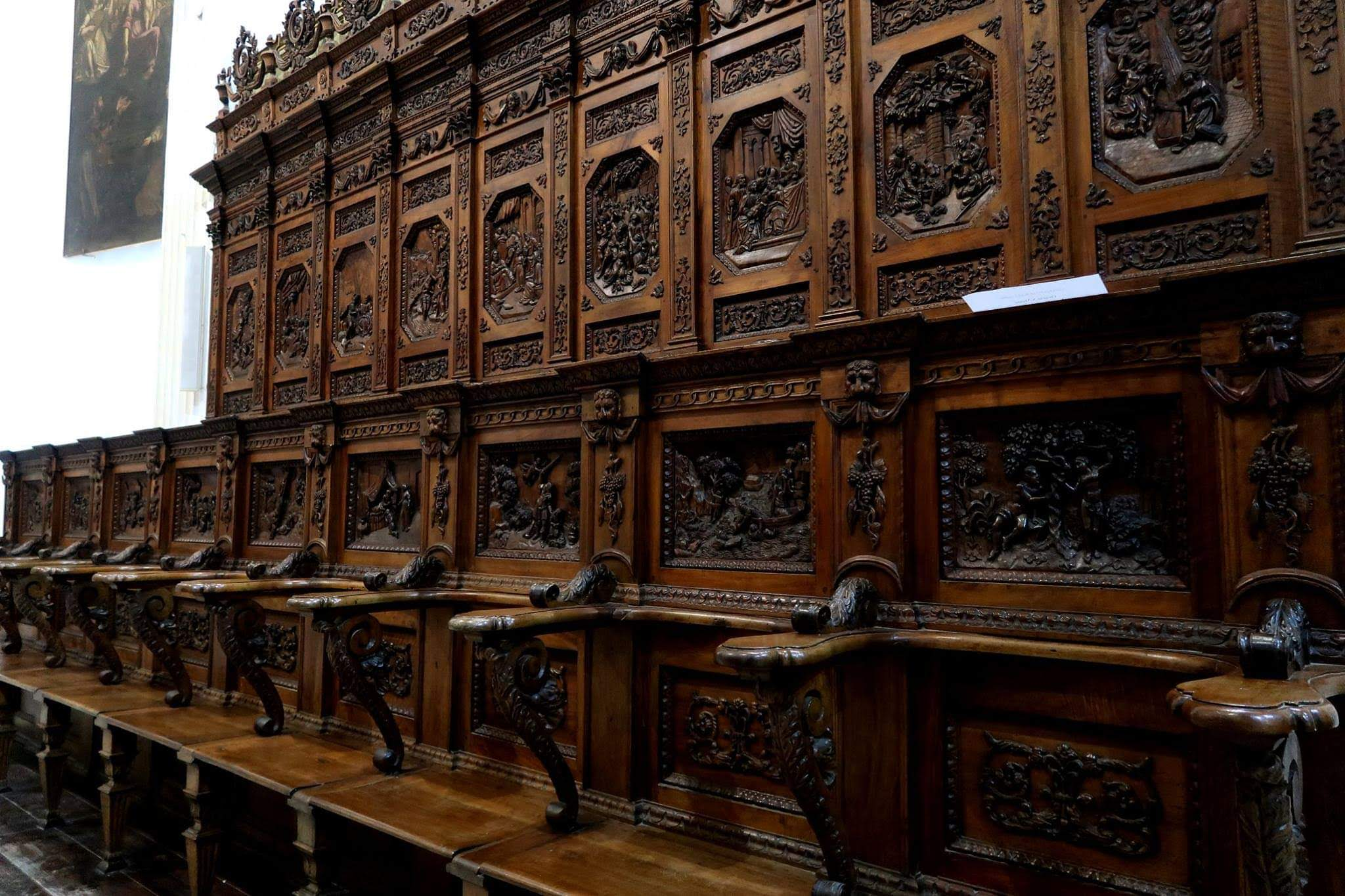
Coro ligneo - stallo per canonici

#### Descrizione
Nel piano in basso a destra si trovano i riquadri dell'antico Testamento:
1. Creazione dell'uomo e della donna; 2. Diluvio universale; 3. Sacrificio d'Abramo; 4. Isacco che benedice Giacobbe invece di Esaù; 5. Sogno di Giacobbe; 6. Giuseppe venduto dai fratelli; 7. Giuseppe fatto viceré d'Egitto; 8. Famiglia di Giacobbe in Egitto; 9. Mosè salvato dalle acque.
Nel piano inferiore di sinistra continuano i riquadri:

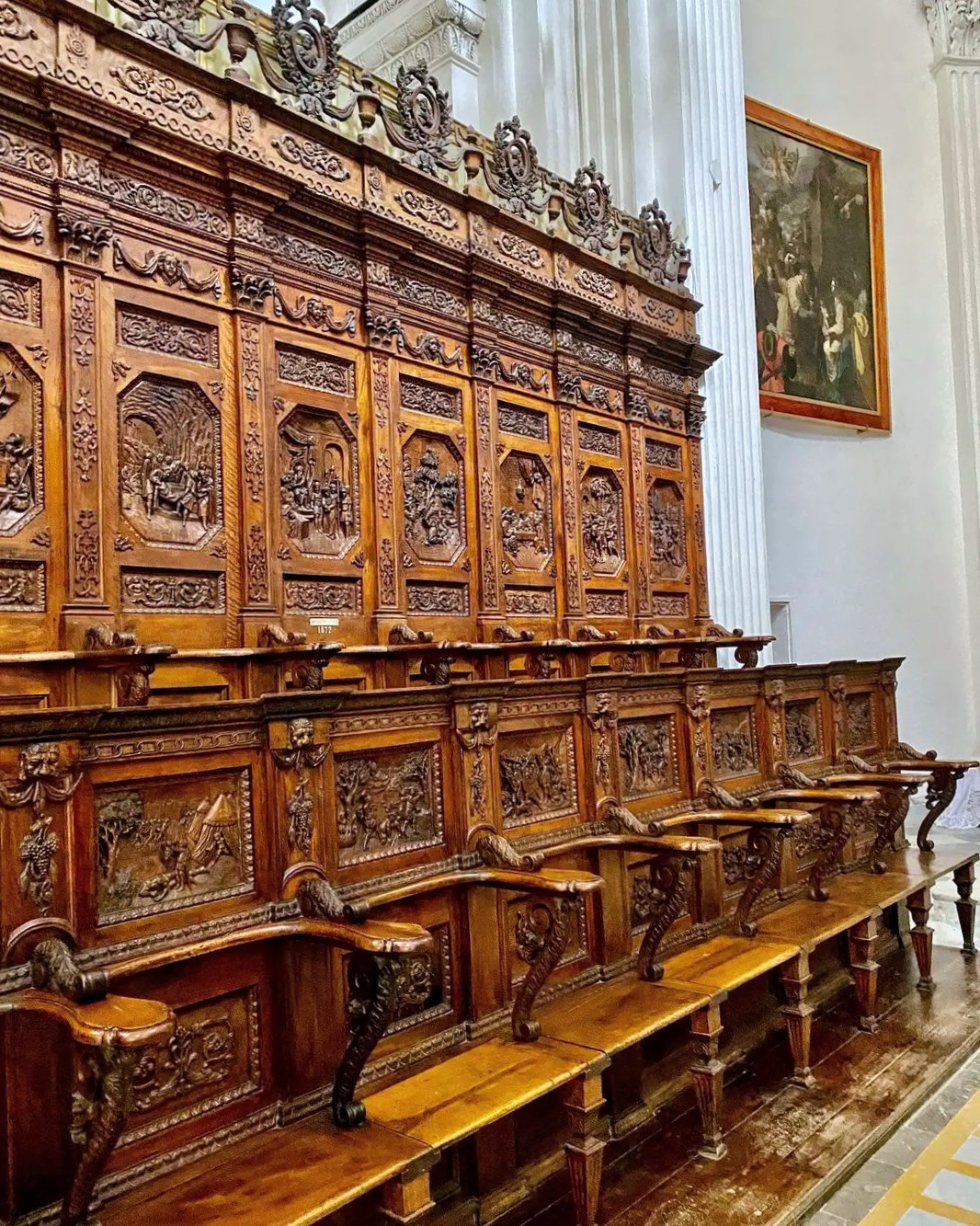

10. Passaggio del Mare Rosso; 11. La Manna del Deserto; 12 II Vitello d'oro; 13. Caleb e Giosuè col grappolo d'uva della terra promessa; 14. Gedeone che ferma il sole; 15. Sansone che uccide i Filistei, 16. Davide che uccide il gigante Golia; 17. Assalonne trafitto da Gioab; 18. Il Giudizio di Salomone.
Nel piano superiore, a cominciare dal lato destro, si ritrovano, in altrettanti bassorilievi, i principali fatti del Nuovo Testamento ovvero:

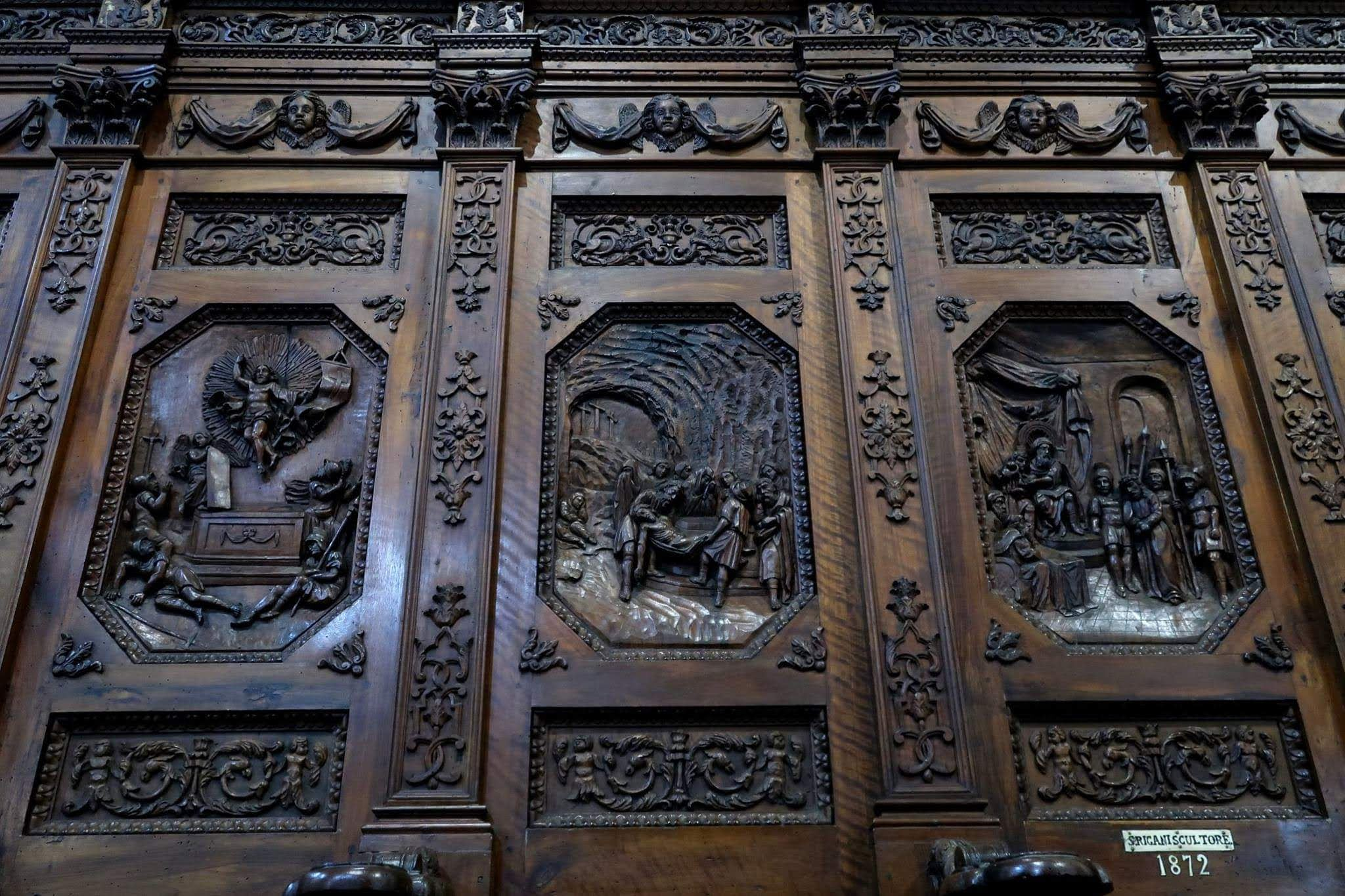

1. L'Annunciazione di Maria Vergine; 2. la Natività di Gesù Cristo; 3. la Circoncisione; 4. la Strage degli Innocenti;5. la Disputa di Gesù fra i dottori; 6. il Battesimo di Gesù 7. Gesù nel Deserto; 8. le Nozze di Cana; 9. la Trasfigurazione.
Nel piano superiore a sinistra seguono:
10. Lazzaro risuscitato; 11. Solenne ingresso di Gesù in Gerusalemme; 12. L'ultima Cena; 13. Gesù all'orto di Getsemani; 14. Gesù innanzi a Pilato; 15. Sepoltura di Gesù; 16. Risurrezione; 17. Apparizione di Gesù a S. Tommaso apostolo e 18.L'Ascensione di Gesù al Cielo.
Come finimento dei 18 seggi dei piani superiori si trovano i medaglioni dei dodici Apostoli, dei quattro Evangelisti, di San Giuseppe e della Madonna.

## Galleria d'immagini

Interno del duomo
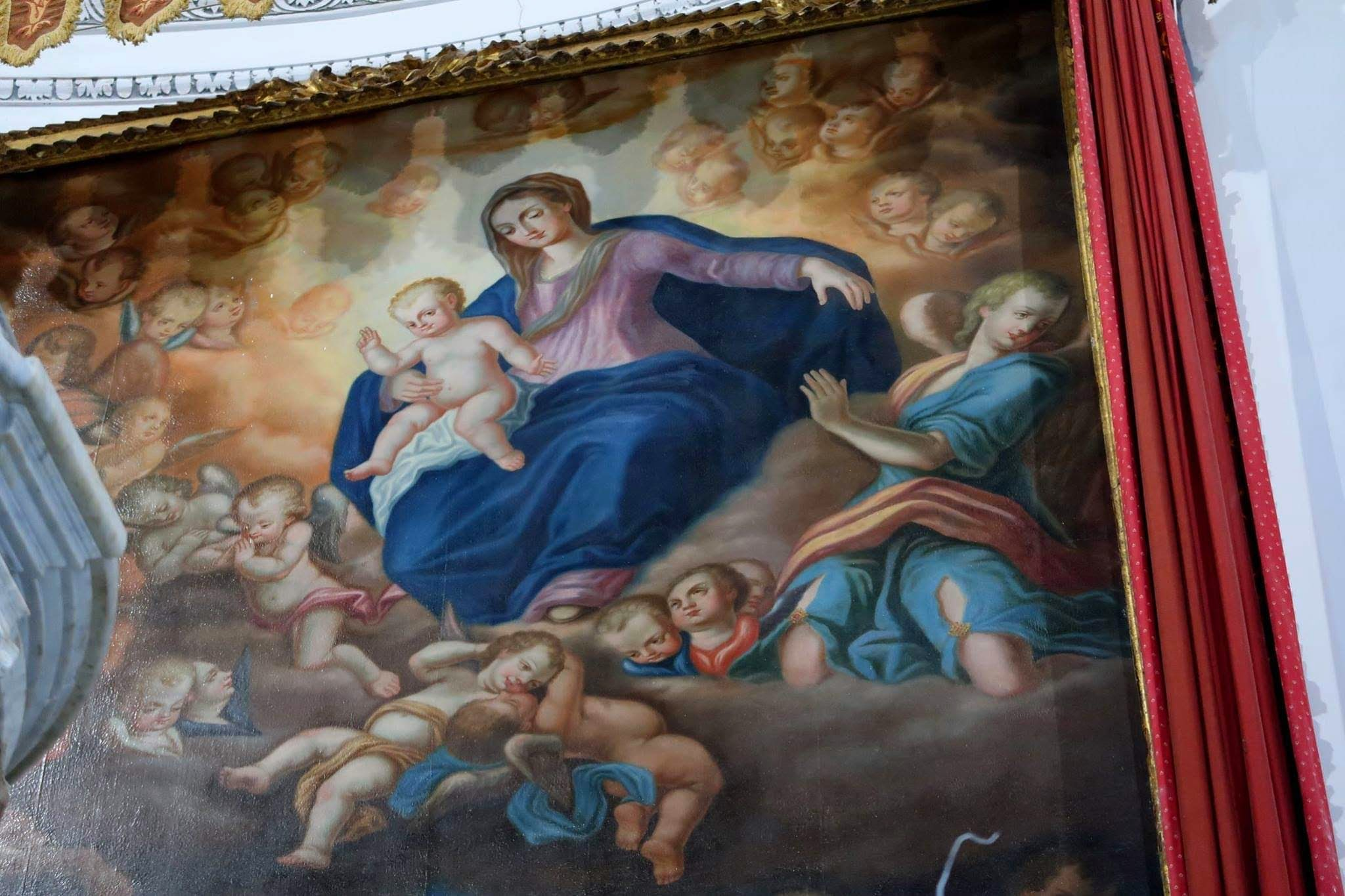
altare maggiore
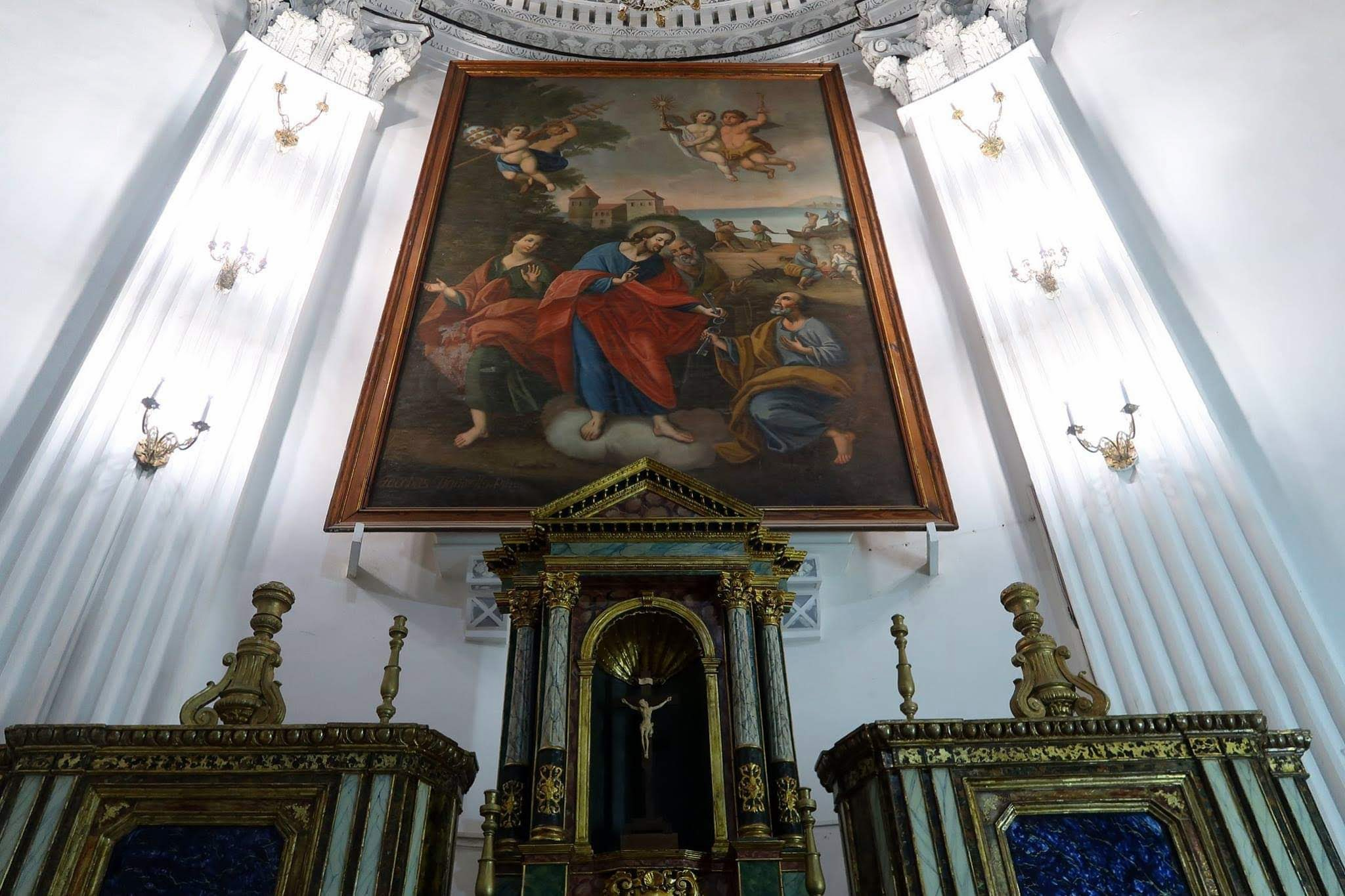
Altare di san Pietro
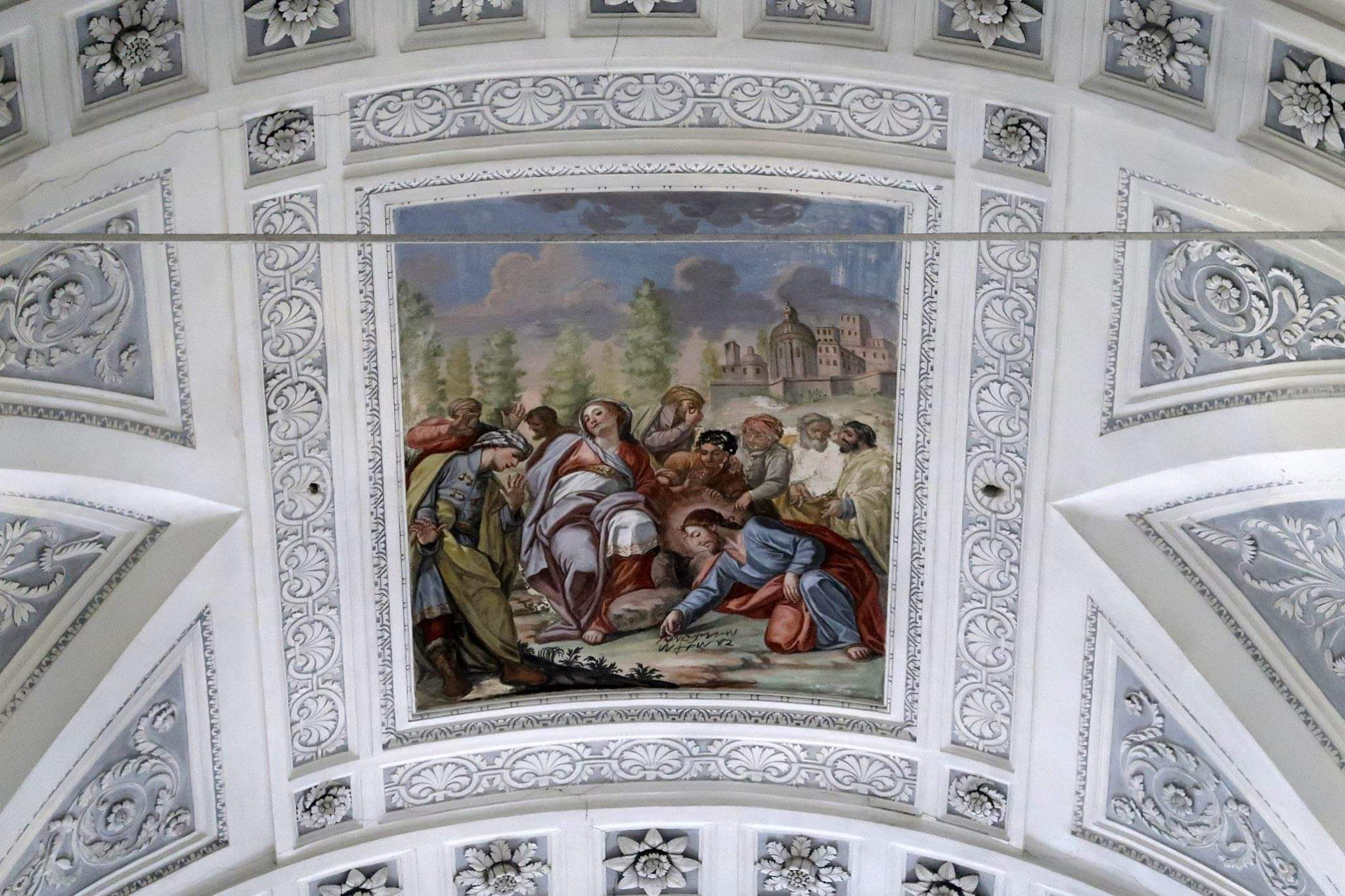
Affreschi della volta
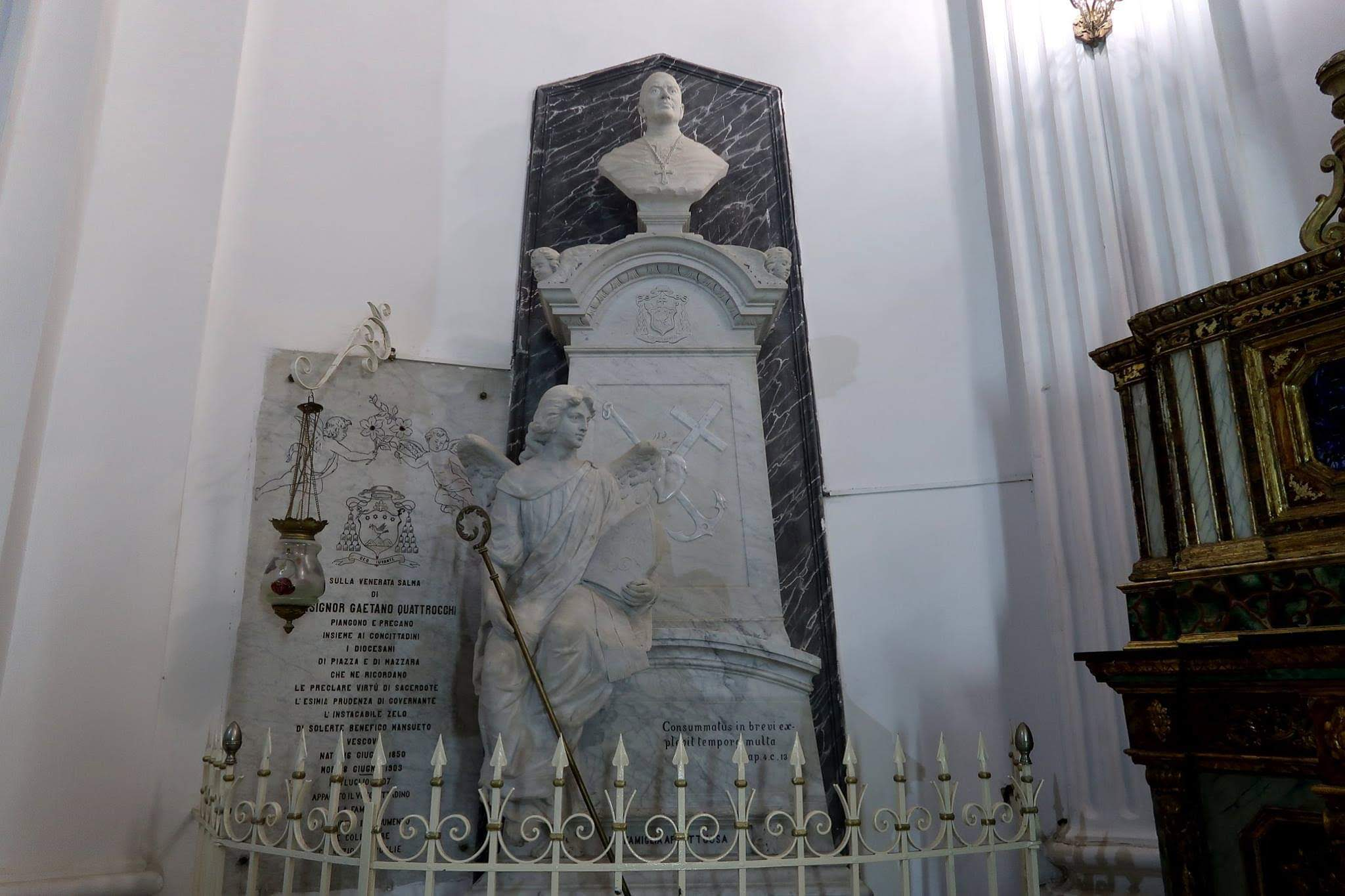
Monumento funebre mons. Quattrocchi
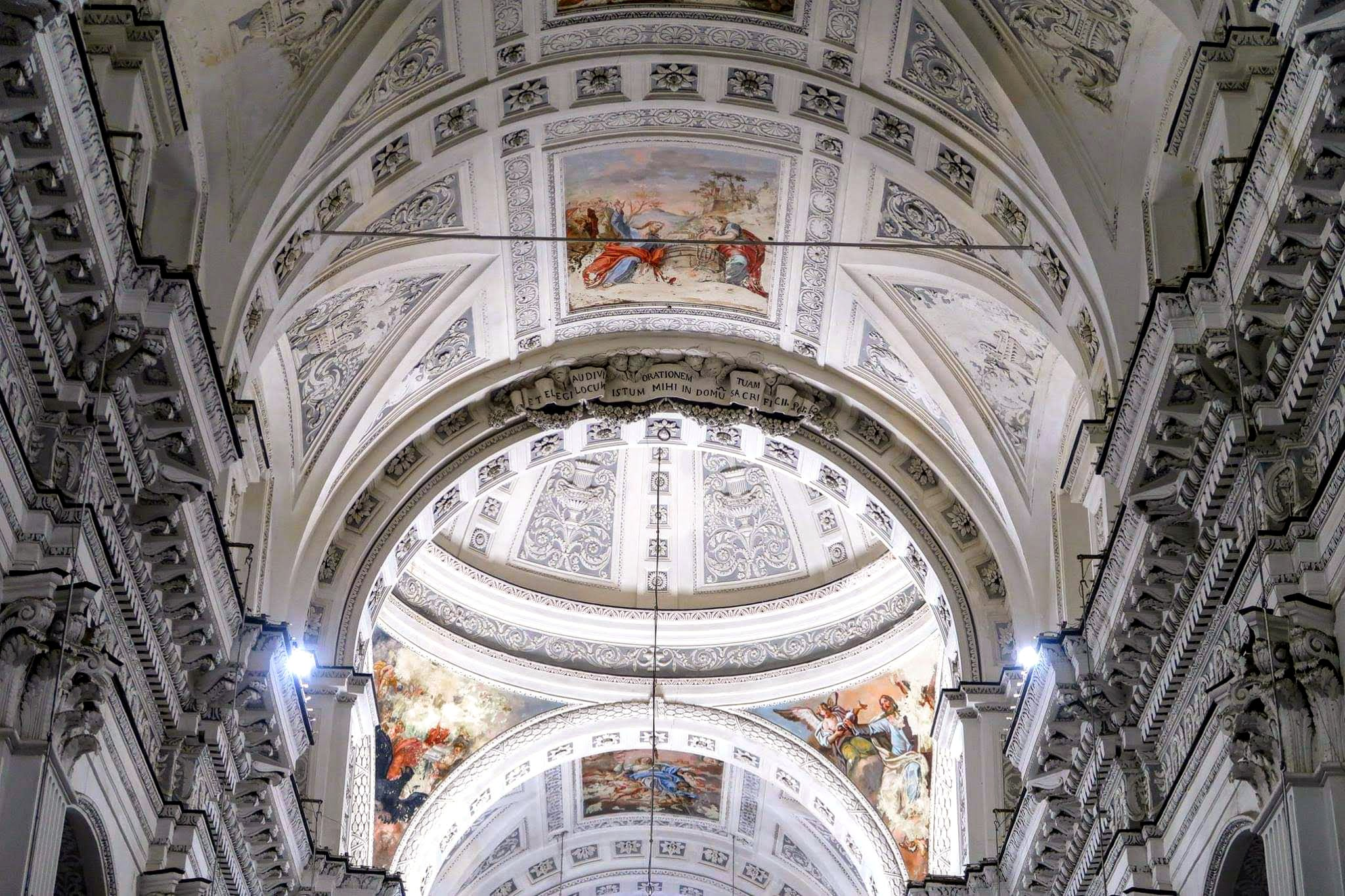
stucchi della volta centrale
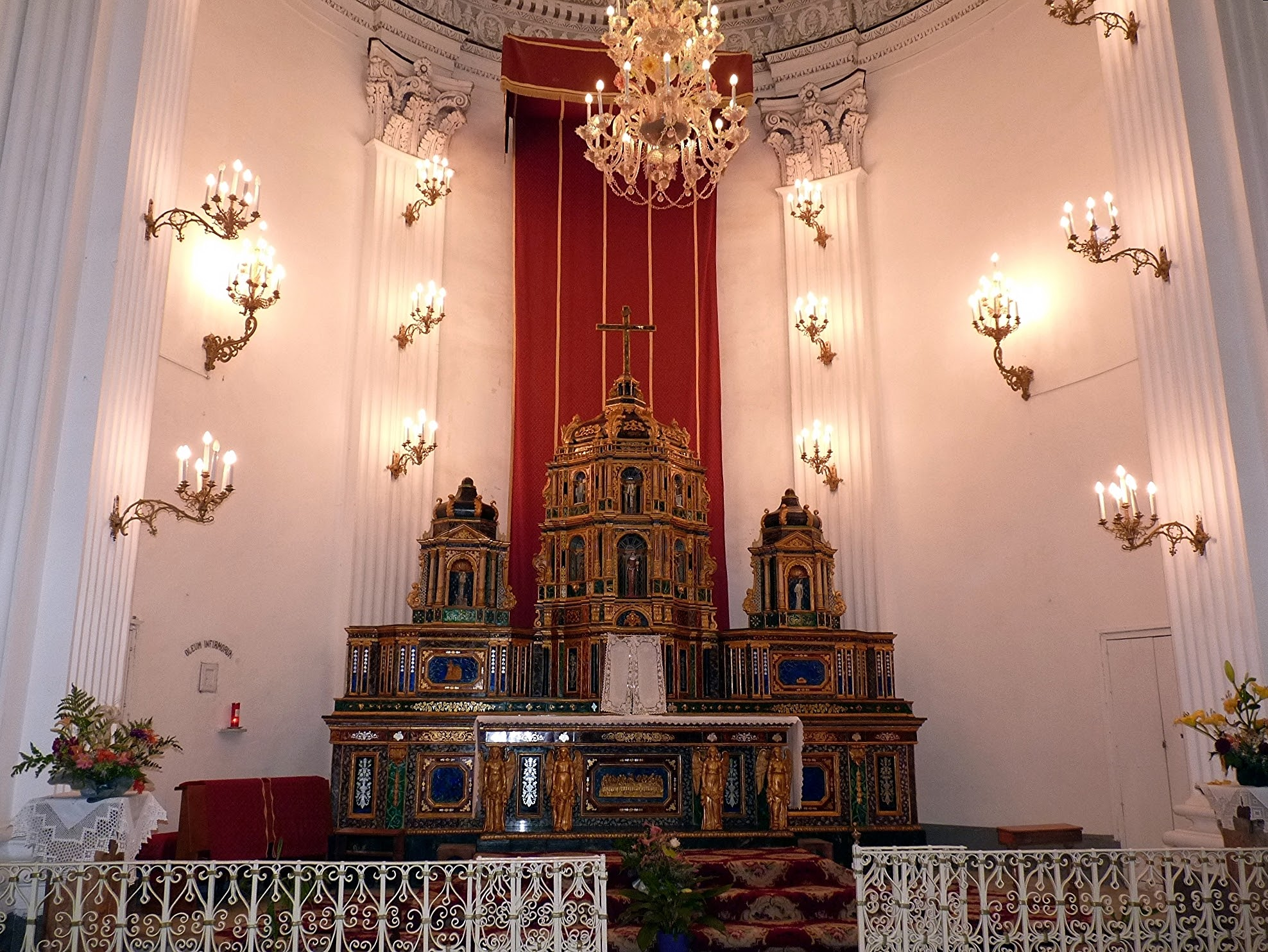
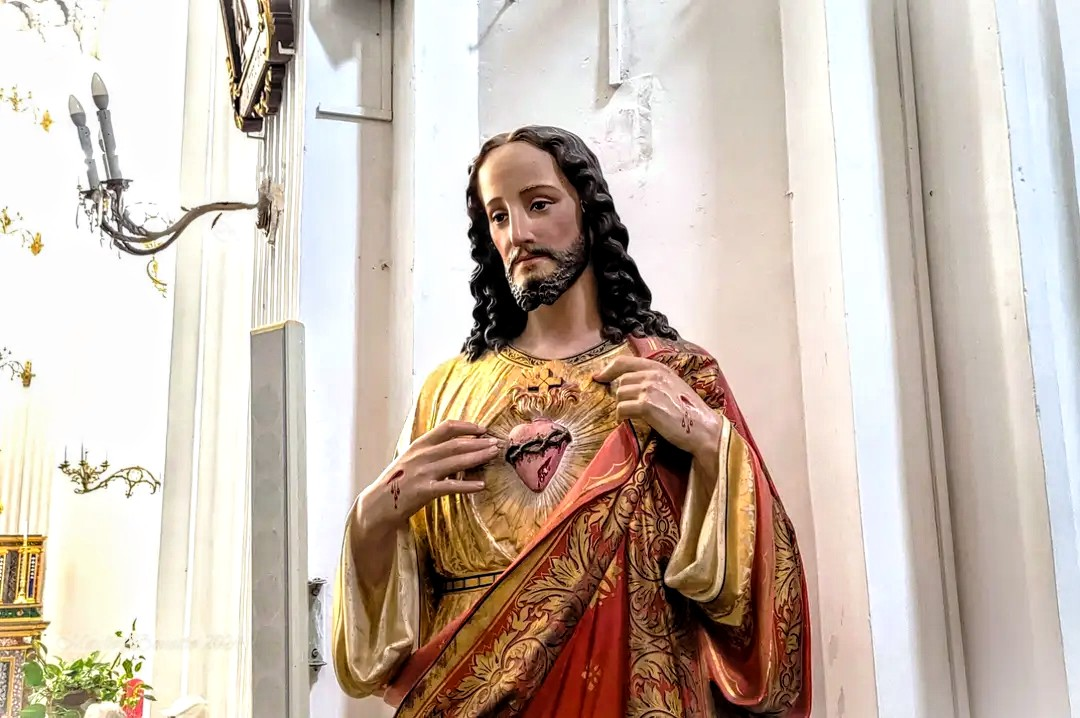
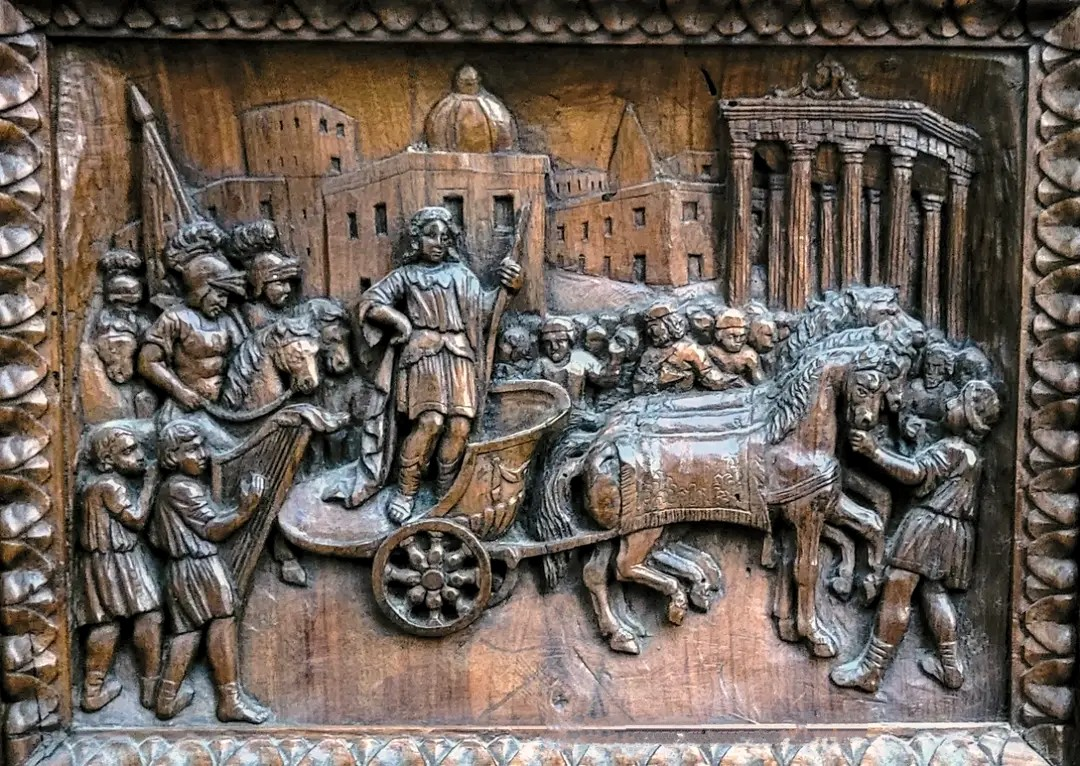
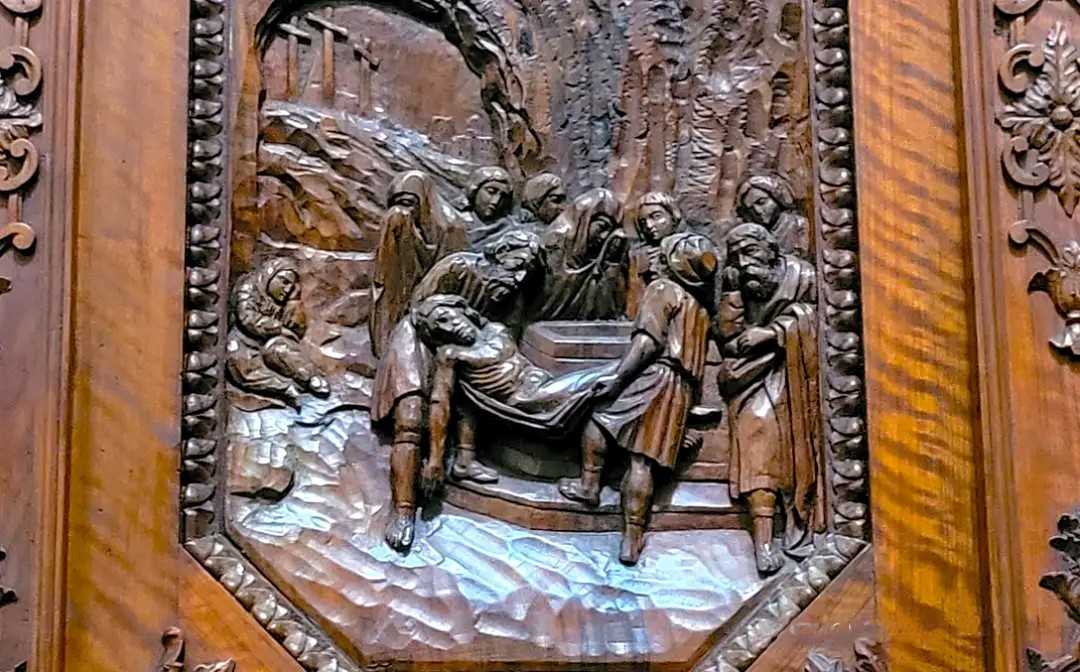